# St.-Paulus-Dom (Münster)

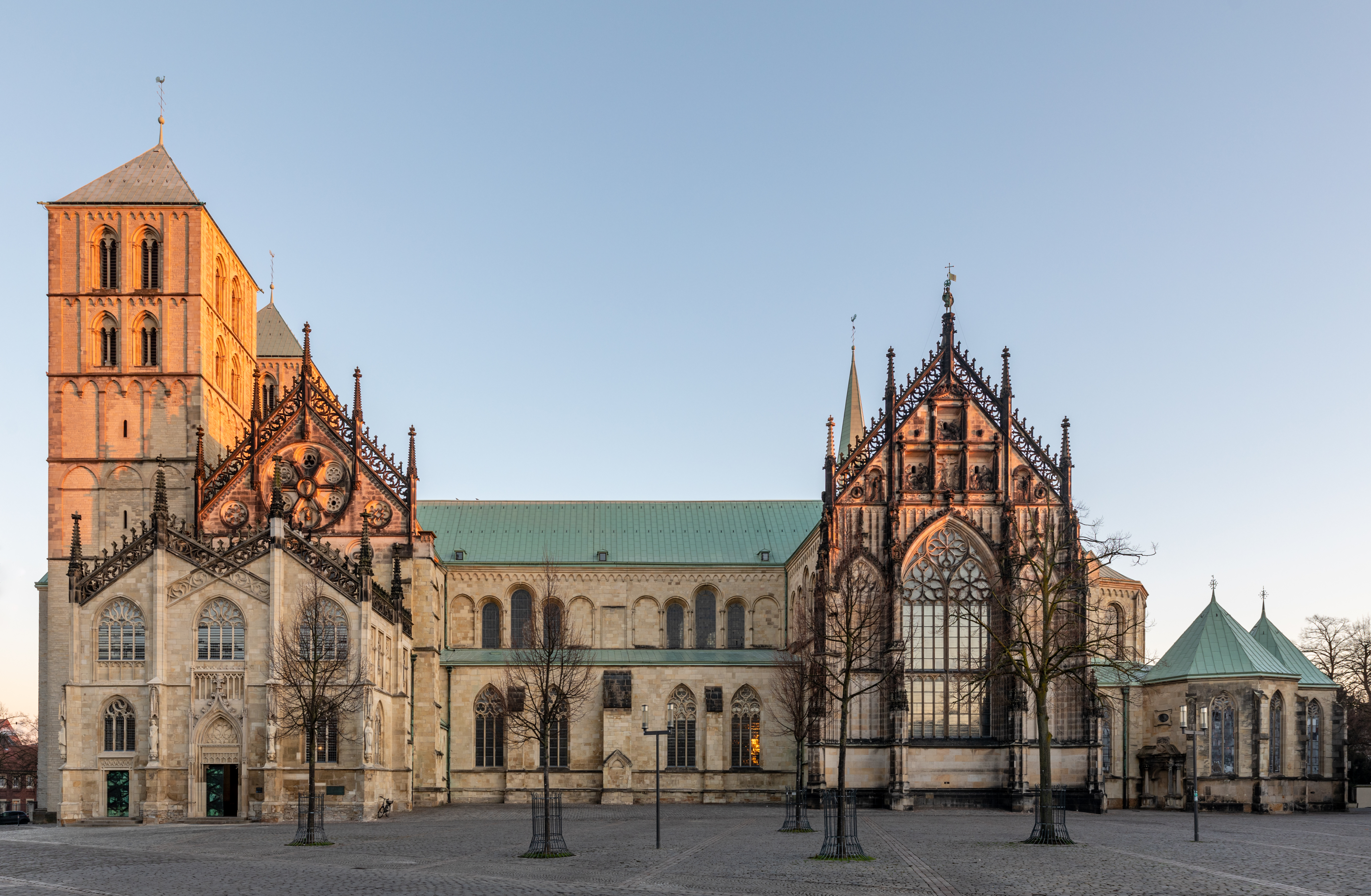
Blick vom Domplatz auf den St.-Paulus-Dom (Foto: 2024)

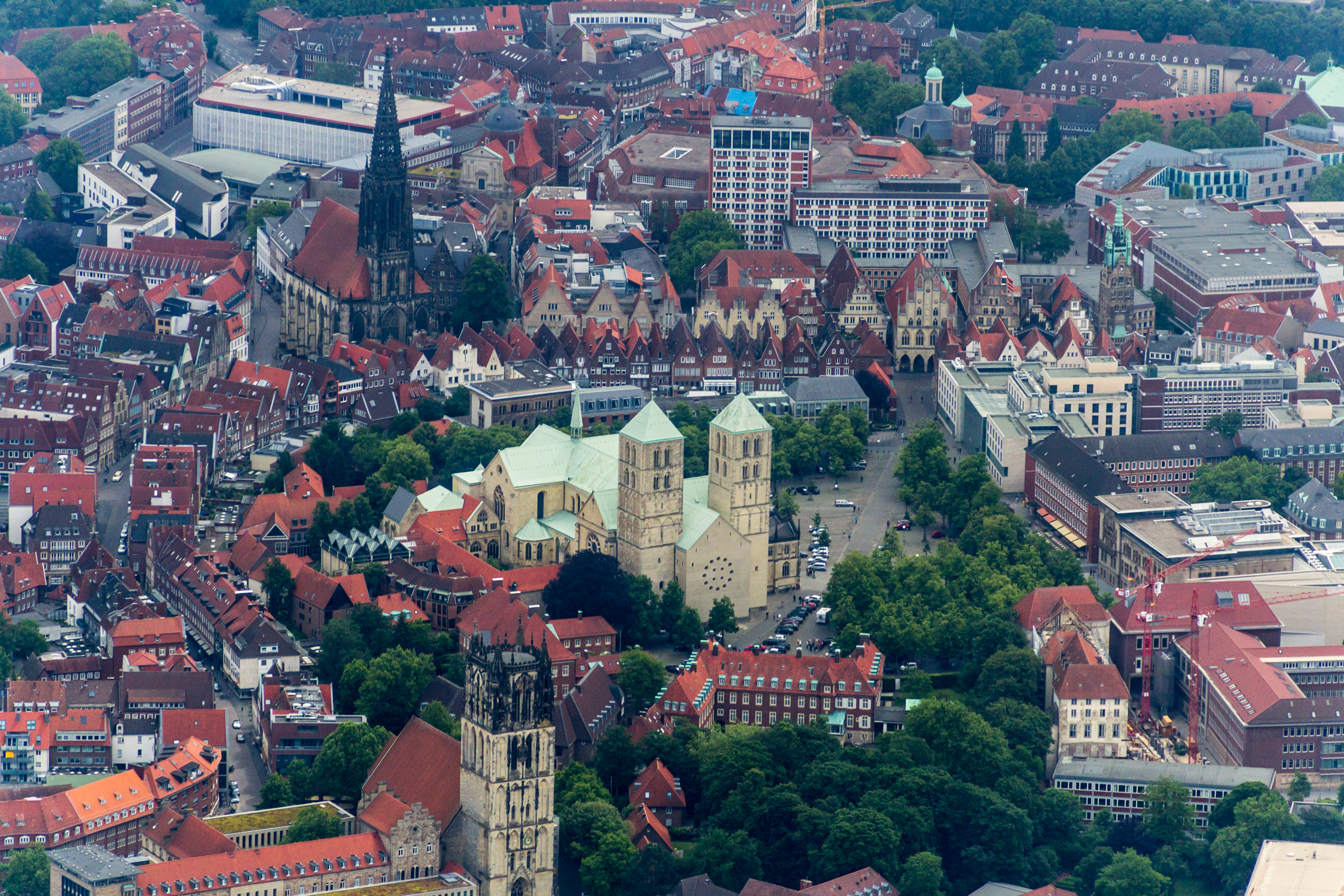
Luftbild (Foto: 2014)

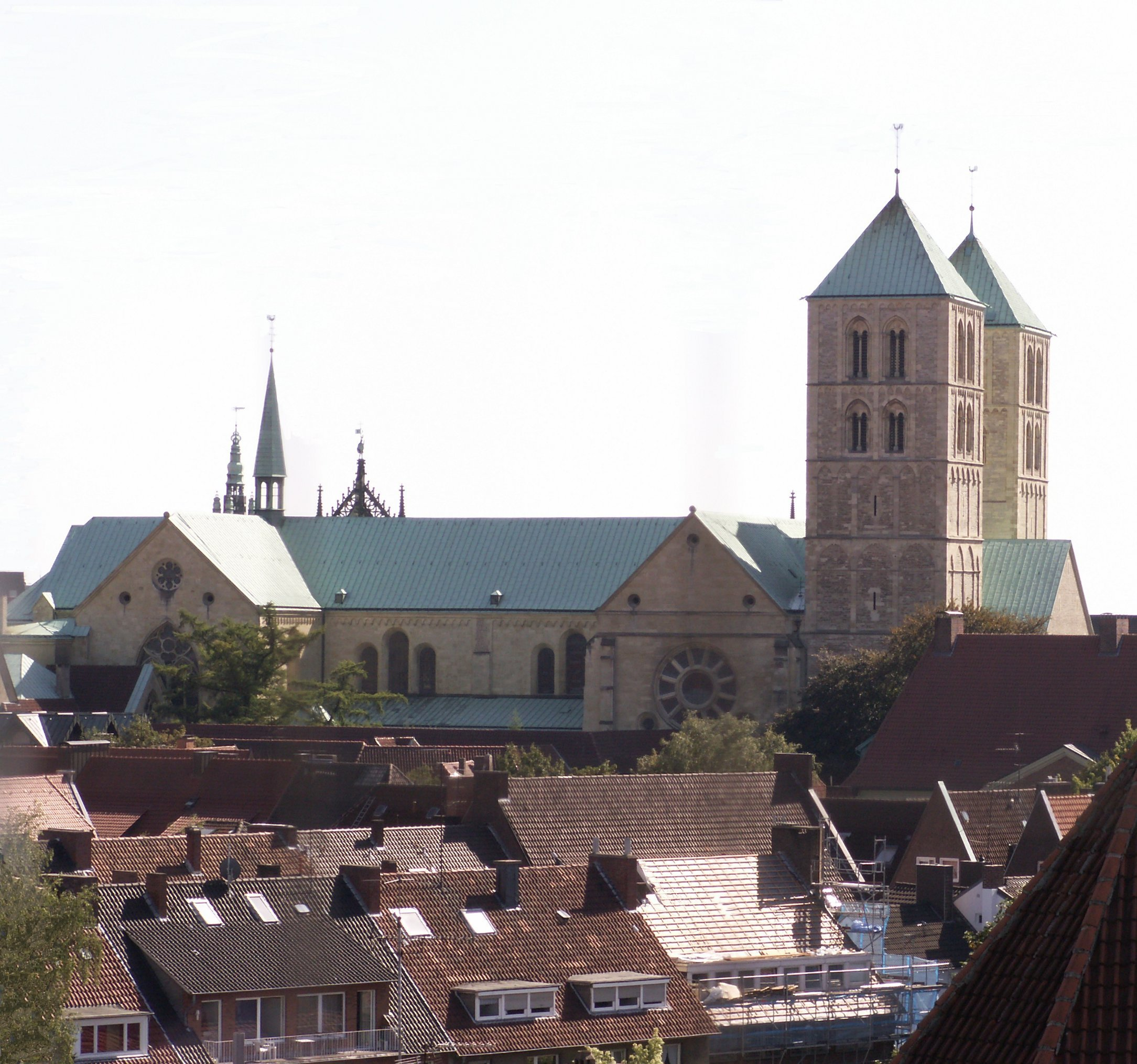
Ansicht von Norden (vom Buddenturm aus, Foto: 2006)

Der St.-Paulus-Dom ist die Kathedrale des Bistums Münster unter dem Patrozinium des Apostels Paulus. Dieses Bauwerk ist mit dem historischen Rathaus das herausragende Baudenkmal und Wahrzeichen der Stadt Münster. Sorge für den Dom trägt das Domkapitel Münster. In der Ludgerus-Kapelle des Doms liegt Clemens August Graf von Galen begraben.

## Ursprung der Stadt Münster
Der heutige St.-Paulus-Dom ist nach zwei Vorgängerbauten, dem karolingischen Dom (erster Dombau) und ottonischn Dom (zweiter Dombau), der dritte Dom des Bistums Münster. Er wurde von 1225 bis 1264 auf dem Horsteberg, einer kleinen Anhöhe am Ufer der münsterschen Aa, errichtet. Der Dom, der Domplatz mit den angrenzenden Gebäudeflächen liegen auf dem Gebiet der karolingischen Domburg und Domimmunität. Es wurde u-förmig umbaut (Spiekerhof, Roggenmarkt, Prinzipalmarkt, Rothenburg) und zeigt den Ursprung der Stadt Münster. Für diesen Bezirk hat der Dom heute die Funktion einer Pfarrkirche.
Westlich des Doms liegt die Kettelersche Doppelkurie: das heutige Bischofspalais sowie eines der ehemaligen Kuriengebäude mit der heutigen Domverwaltung. An der Stelle der weiteren, ehemals um den Domplatz befindlichen Kuriengebäude stehen heute das Fürstenberghaus der Universität Münster, die Bezirksregierung Münster und das LWL-Landesmuseum für Kunst und Kulturgeschichte.

## Baugeschichte
Der karolingische, erste Dom war gleichzeitig die Stiftskirche für die nach der Regel des heiligen Chrodegangs lebenden Brüder des von Liudger gegründeten Klosters. Dieser Ludgerus-Dom stand nördlich des heutigen Doms; der zweite, ottonische Dom wurde im 10. oder 11. Jahrhundert daneben gesetzt und von 1225 bis 1264 durch den dritten, gotischen Dom überformt. Nachdem Bischof Dodo in die Südwestecke eine Kapelle eingebaut hatte, wurde der karolingische Dom nach fast 100 Jahre durch Bischof Burchard zum Chor des Kollegiatstifts Alter Dom, schließlich am 18. August 1377 durch Bischof Florenz von Wevelinghoven abgerissen und durch ein Chorgebäude ersetzt. Der Dom war bis 1090 und wurde 1812, mit dem Abriss der in der ersten Hälfte des 13. Jahrhunderts am Rande des Domplatzes errichteten Pfarrkirche St. Jacobi, wieder die Pfarrkirche der Kirchengemeinde rund um die Domburg.
Das historische Baugefüge des im II. Weltkrieg zerstörten und wiederaufgebauten St.-Paulus-Doms zeigt Bauweisen und -formen der Romanik und Gotik. Seine Bauteile, das mächtige Westwerk mit seinen nahezu identischen Türmen aus 1192 im Verbund mit den mächtigen, zwischen mit den beiden Querschiffen eingespannten 2 Kreuzrippengewölben des dreischiffigen Langhauses, dem Hochchor, dem Chorumgang und Kapellenkranz, verdeutlichen bis heute die gotisierte Romanik des dritten Doms. Nachfolgend ein Überblick über die drei Dombauten:
| Jahrhundert | Jahr      | Bauten                       | Baustil      | Bestand             |
| ----------- | --------- | ---------------------------- | ------------ | ------------------- |
| 9.          | 805       | Erster Dom (Ludgerus-Dom)    | karolingisch | bis 1377            |
| 10./11.     | unklar    | Zweiter Dom                  | ottonisch    | bis ca. 1225        |
| 12.         | 1192      | Westwerk (Alter Chor, Türme) | romanisch    | weitgehend erhalten |
| 13.         | 1225–1264 | Dritter Dom (Paulus-Dom)     | gotisch      |                     |

### Der karolingische Dom (805 bis 1377)
Der nach der Ernennung des heiligen Liudger zum Bischof von Münster im Jahre 805 errichtete Ludgerus-Dom wurde von Adolf Tibus als kleinere Kirche, hingegen 1904 von Carl August Savels als dreischiffige, ca. 20 Meter breite Basilika auf der Nordseite des heutigen Domes vorgestellt.  Die Ausgrabungen des Diözesankonservators und Museumsdirektors Theodor Wieschebrink im Jahre 1936 legten Fundamente des ca. 8,3 Meter breiten Seitenschiff auf dem Gelände nördlich des heutigen Kreuzgangs frei. Demzufolge hatten das Mittelschiff die doppelte Breite des Seitenschiffs, die Basilika eine Gesamtbreite von 27,6 Meter und gemäß Ausgrabung eine Länge von 31,2 Metern. In der Nordwestecke der Ausgrabung fand Wieschebrink 2 Meter dicke Fundamente eines quadratischen Turm mit einer Kantenlänge von etwa 8,3 Metern.

### Der ottonische Dom (10./11. Jahrhundert bis 1225)
Nach Max Geisberg wurde der zweite, ottonische Dom während der Amtszeit von Bischof Dodo von 967 bis 993 neben dem ersten, karolingischen Ludgerus-Dom auf dem Grund des dritten, heutigen St.-Paulus-Doms errichtet. Aufgrund einer urkundliche Erwähnung der Domweihe im Jahre 1090 geht das Bistum Münster davon aus, dass nach dem Brand des ersten Doms, der auch die Überwasserkirche 1071 vollständig vernichtete, der zweite Dom ab 1071 bis 1090 gebaut wurde.

Es gibt weder Pläne noch Quellen, die die Aussmaße des zweiten Dombaues belegen. Anhand der erhaltenen Mauerreste lassen sich die Ausmaße des westlichen Querschiffs des ottonischen Doms bestimmen (etwa 36,6 m in Nord-Süd-Richtung und 12,4 m in West-Ost-Richtung), sowie Aussagen über die innere Breite der Seitenschiffe (etwa 6 m) und des Hauptschiffes (etwa 12 m), über die Stärke der Außenwände der Seitenschiffe (etwa 1 m) und die Stärke der Wände zwischen Haupt- und Seitenschiffen (etwa 1,5 m) treffen. Insgesamt muss der zweite Dom etwa 30 m breit gewesen sein, wie lang ist nicht bekannt.

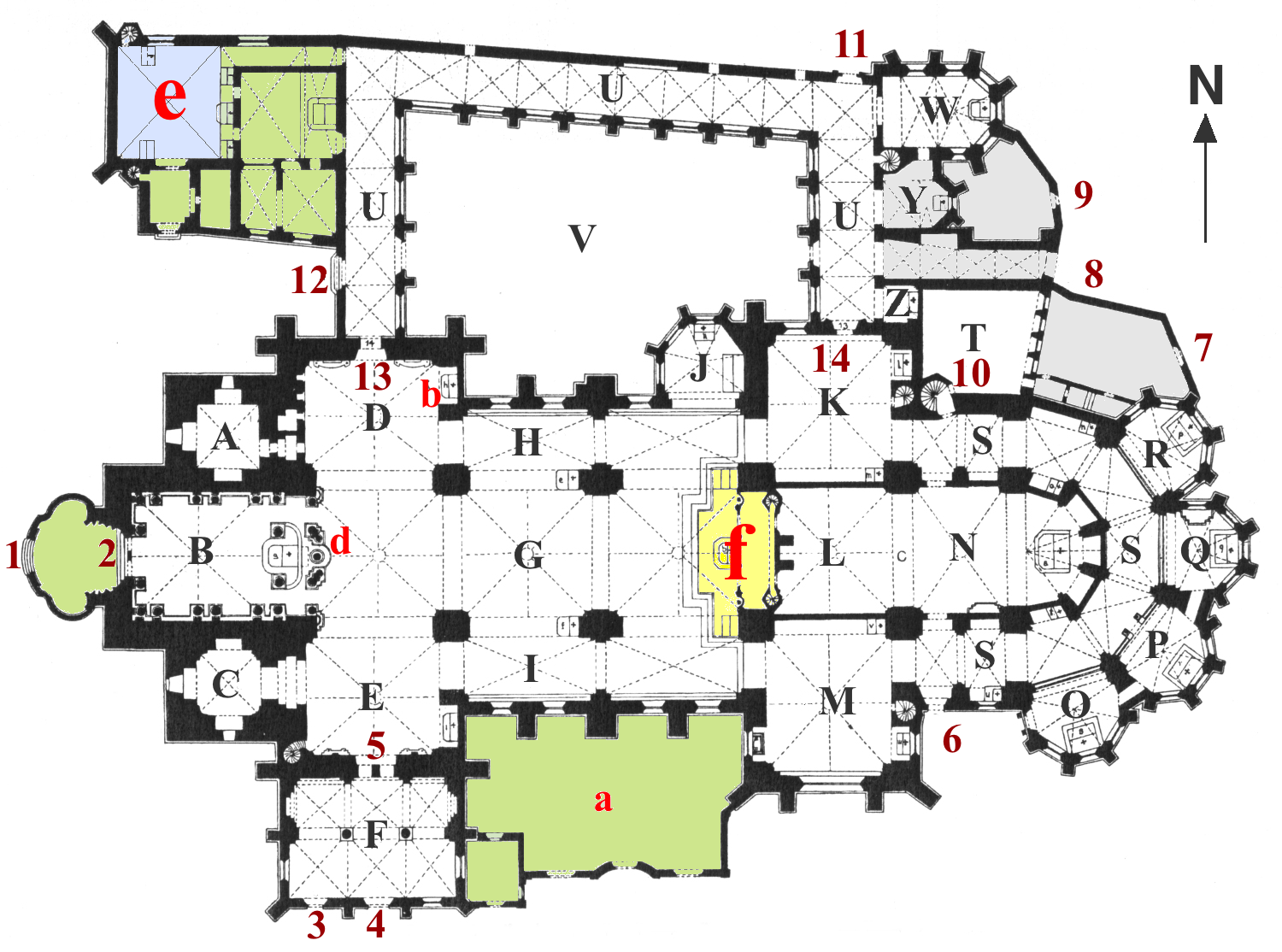
Grundriss um 1761
Großbuchstaben = Räume, Zahlen = Ein/Zugänge. hellgrün = heute nicht mehr existierende Räume; gelb = ehem. Apostelgang; blau = ehem. Alter Dom

Die Zahlen und Buchstaben in Klammern zu Begriffen im nachfolgenden Teil verweisen auf die Position im Grundrissplan auf der rechten Seite.

#### Romanisches Westwerk (ab 1192)
Um 1192 baute Bischof Hermann II. von Katzenelnbogen auf eigene Kosten an den ottonischen Dom den Alten Chor (B), der zwischen den beiden Türmen (A und C) im Stile der Romanik die bisherige Westapsis ersetzte und in seinen Grundzügen bis heute erhalten ist. Bischof Hermann II., der sich von der Baukunst der Welfen ab- und der Baukunst der Staufer zuwandte, bildete die Mauern des Westwerks erstmals in der westfälischen Baukunst zweischalig aus; diese Bauweise blieb auf die im 13. Jahrhundert erfolgten Domneubauten in Minden, Osnabrück und Münster beschränkt. Der „Alte Chor“ im Westwerk wurde vom Westquerschiff betreten.

### Gotischer Dom (1225–1264)

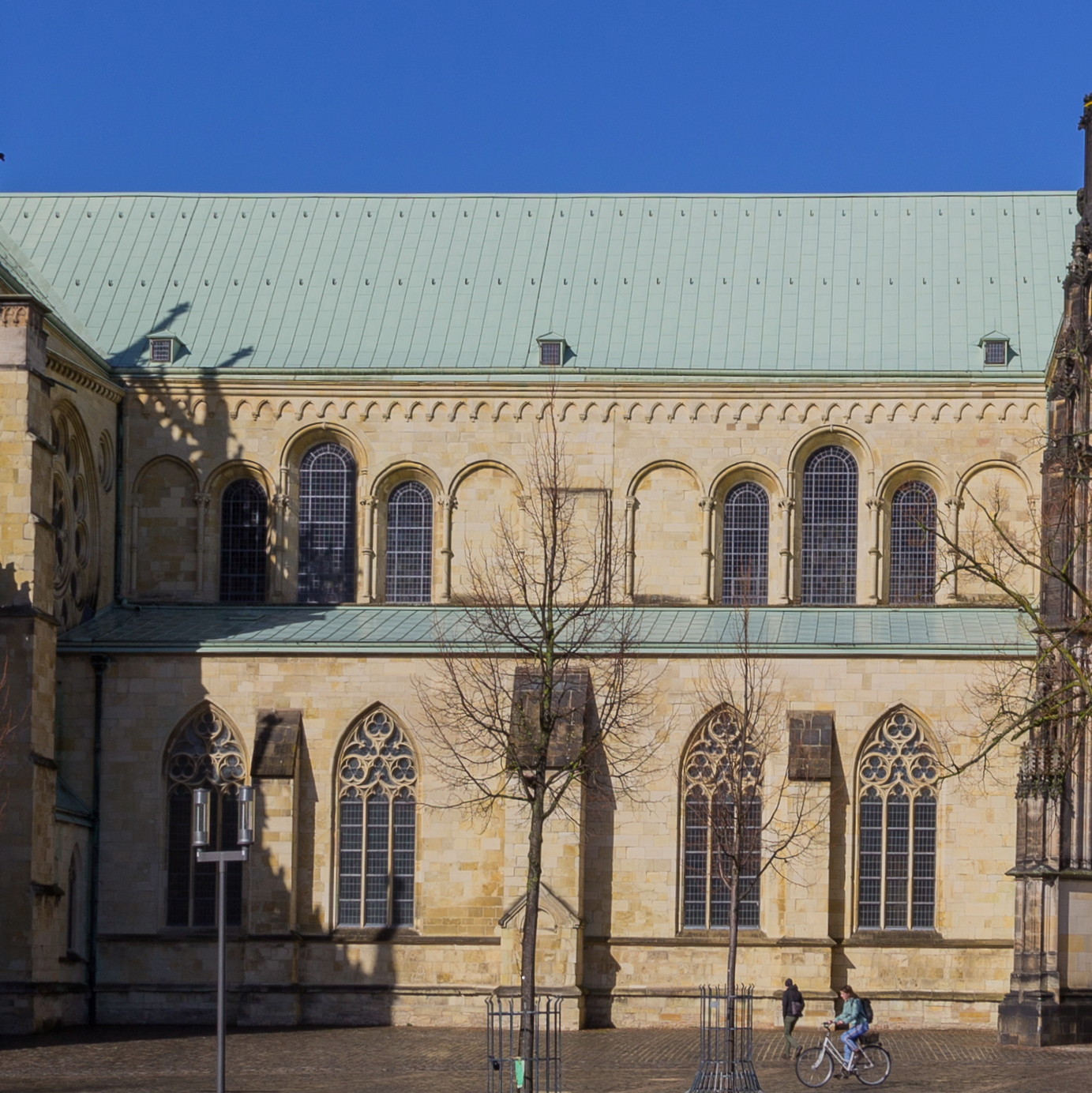
Obergaden des Langhauses im Übergang von der Romanik (rundbogige Fenster und Blenden) zur Gotik (Spitzbogenfries)

Der Grundstein für den dritten, den heutigen St.-Paulus-Dom wurde im Jahre 1225 von Bischof Dietrich III. von Isenberg gelegt. Bauherr war nicht der Bischof, sondern das Kapitel des Neuen Doms, das deutlich an Einfluss gegenüber dem Bischof gewonnen hatte. Es wurden große Teile des ottonischen Doms wie der Westbau, Teile des westlichen Querschiffs (D und E) sowie Mauerteile des südlichen Seitenschiffs (I) erhalten. Daraus ergab sich eine Mischung von Stilelementen der Romanik, hauptsächlich mit den beiden romanischen Türmen des Westbaus, und der Gotik. Das dreischiffige eingewölbte Langhaus (G) mit den Seitenschiffen (H und I) wurde 28,3 Metern breit, mit den Querschiffen im Stile der Gotik der Dom insgesamt 108,95 Meter lang, das westliche Querschiff 40,53 Meter, mit Paradiesvorhalle 52,85 Meter breit. Das Langhaus zwischen den beiden Querschiffen das östliche Querschiff von 43,3 Metern.
Im Jahre 1264 wurde der St.-Paulus-Dom nach knapp 40-jähriger Bauzeit vollendet und am 30. September 1264 durch Bischof Gerhard von der Mark geweiht.

### 14. und 15. Jahrhundert

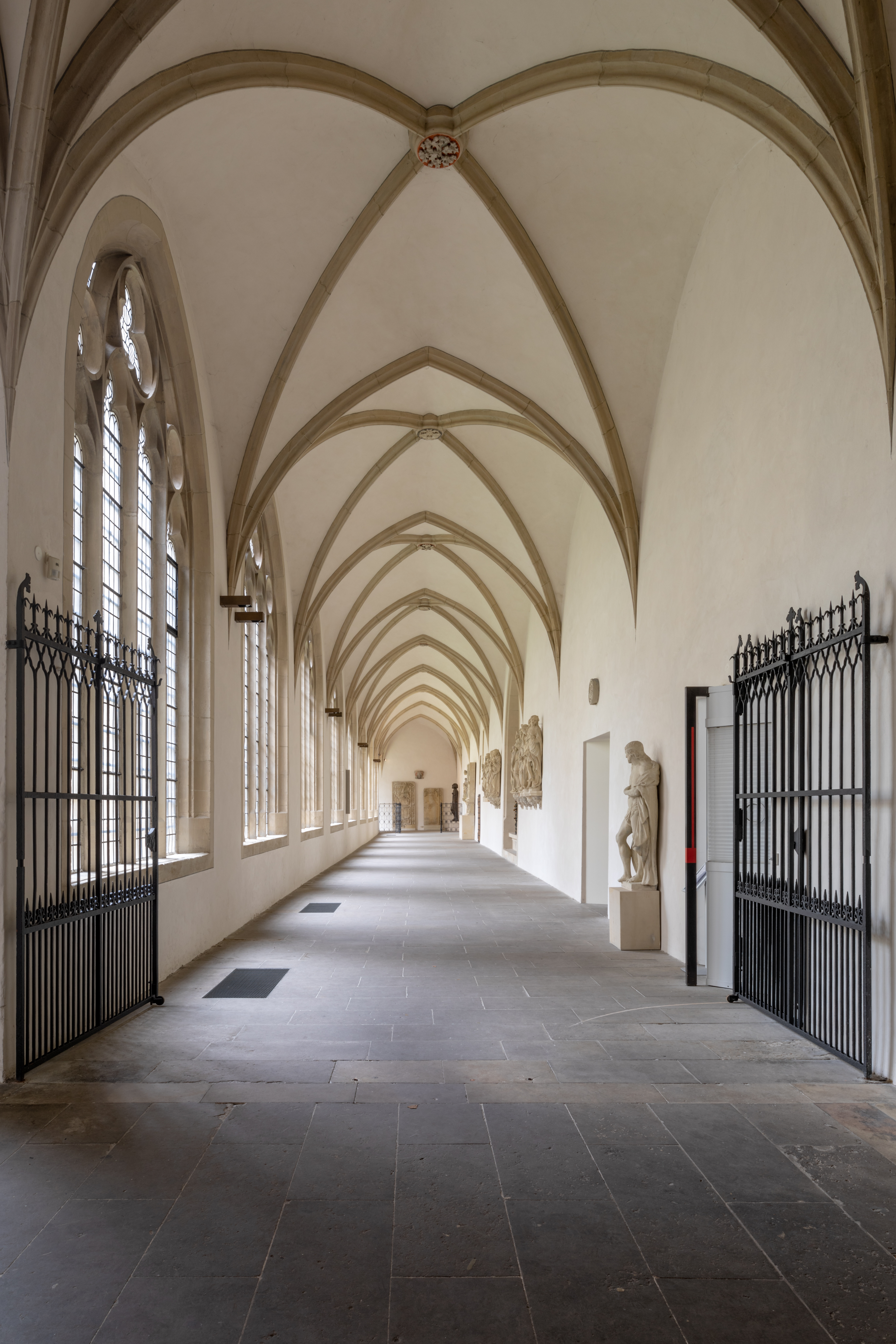
Kreuzgang, Nordflügel

1390 wurden die Marienkapelle (W), die Annenkapelle (Y) und die Elisabethkapelle (Z) errichtet, von denen die beiden letztgenannten Kapellen 1885 in die neue Sakristei einbezogen wurden. Von 1390 bis 1395 wurden Teile des Ersten Doms (Ludgerus-Dom) für den Bau des  Kreuzgangs (U) abgerissen, in seinen auf der Westseite verbliebenen Bestand der Chor des Kollegiatsstifts Alter Dom (e) eingerichtet und über den Kreuzgang mit dem Paulus-Dom verbunden.

#### Hochgotisches Portal (um 1400)
Um das Jahr 1400 wurde in die Westwand des Alten Chores ein (erstes) Portal im hochgotischen Stil eingebaut, das in etwa dem späteren Portal im spätgotischen Stil (s. u.) entsprach. Die Nischen des Türbogens waren mit Figuren verziert. Es ist anzunehmen, dass auf der linken Seite eine Sirene, ein Lamm und Löwe angebracht waren, auf der rechten Seite Phönix, ein Pelikan und ein Adler. Zusätzliche Verzierungen bestanden aus Blendmaßwerk-Wimpergen sowie mit Blattschmuck und gekrönten, langhaarigen Frauenköpfen verzierte Konsolen. Diese letztgenannten sollen jedoch während der Herrschaft der Täufer in Münster in den Jahren 1534/35 sehr gelitten haben, nachdem die Täufer einen Bildersturm entfacht und somit viele Skulpturen und Figuren zerstört hatten.

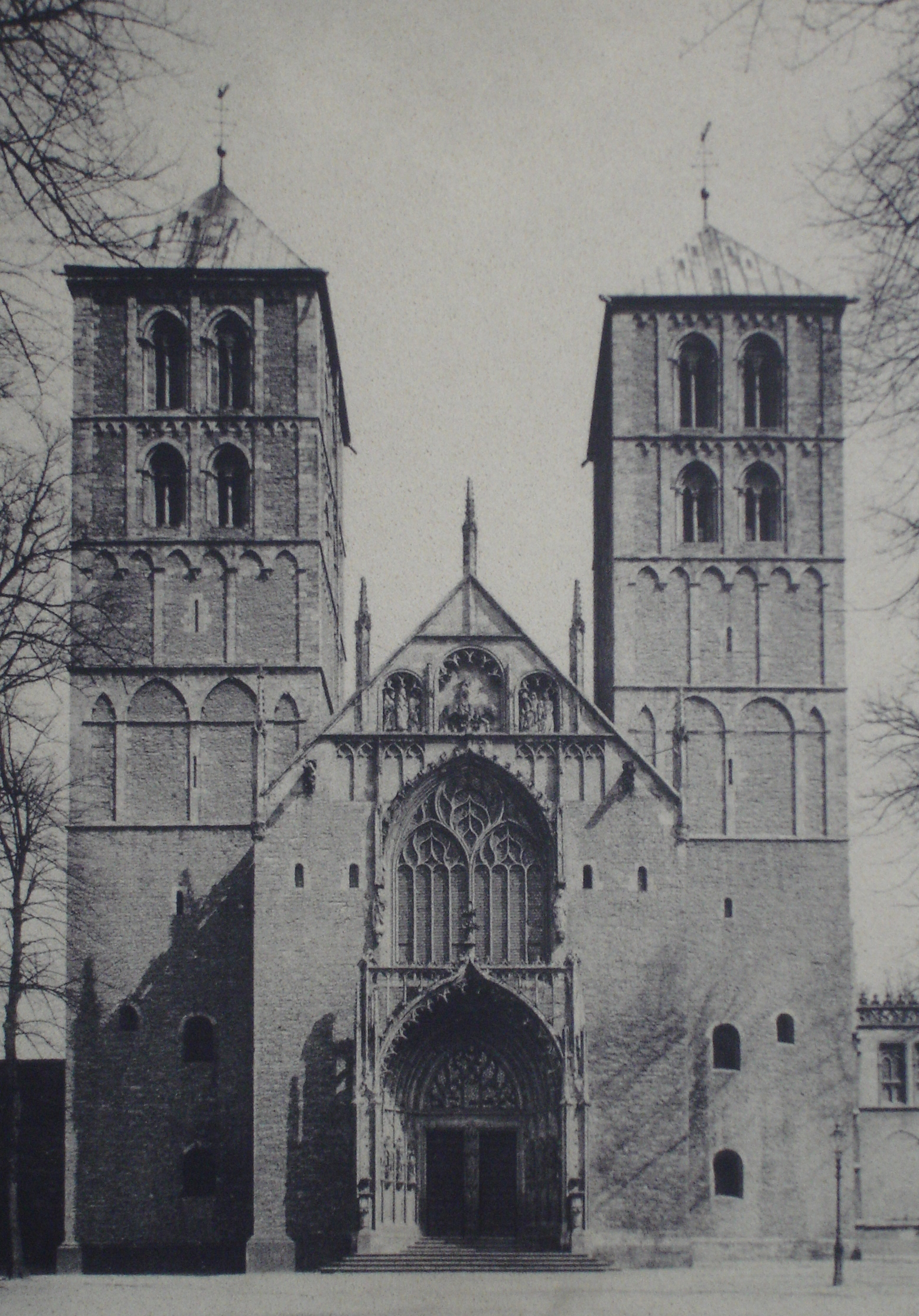
Das alte Westwerk mit spätgotischen Portal (um 1900)

Um 1516 wurde das Westportal des Doms im spätgotischen Stil umgestaltet und erweitert. Es hatte in dieser Form fast 450 Jahre Bestand. Das Giebeldreieck aus Bruchstein wurde durch ein Dreieck aus Werksteinquadern ersetzt und zudem mit Bildern und Skulpturen reich verziert. Über dem Portal wurde eine Maßwerkgalerie mit riesigen 9,62 Meter hohen und 6,7 Meter breiten Maßwerkfenstern angelegt. An den Seiten waren Figuren von Paulus und Petrus angebracht. Oberhalb der Maßwerkgalerie zeigten drei Spitzbogennischen lebensgroße Figuren vom Einzug Christi in Jerusalem. Die Figurenbilder waren in der mittleren Nische 2,4 × 2,3 Meter groß, in der linken Nische 1,98 × 1,54 Meter und in der rechten 1,84 × 1,37 Meter. Sie wurden durch Heinrich Brabender gefertigt und überstanden als einzige Figuren in Münster die Zerstörungen der Täufer, wahrscheinlich weil sie wegen der hohen Anbringung nicht einfach zugänglich waren. Zwei Konsolsteine des Bildhauers Heinrich Brabender vom Westwerk, von denen wahrscheinlich eines das Selbstbildnis Brabenders zeigt, befinden sich im LWL-Landesmuseum für Kunst und Kulturgeschichte.
Für das 15. Jahrhundert sind im Dom 25 Altäre nachgewiesen.

### 16. und 17. Jahrhundert
Von 1512 bis 1515 unter Bischof Erich von Sachsen-Lauenburg erhielten die Querhausseiten zum Domplatz hin spätgotische Schauseiten und das Westwerk ein spätgotisches Portal. Nach niederländischem Vorbild wurden die Schauseite am Ostquerhaus mit einem großen, achtteiligen Maßwerkfenster, seitlichen Blendfeldern und reich verzierten Strebepfeilern und zum feierlichen Einzug durch das Westwerk in die Kathedrale das 1943 im Krieg zerstörte Nischenportal mit einem darüberliegenden achtteiligen Maßwerkfenster und der Statuengruppe 'Einzug in Jerusalem' von Heinrich Brabender gebaut. Während der Herrschaft der Täufer in Münster in den Jahren 1534 und 1535 wurde der Dom verwüstet. Dem Bildersturm fielen 1534 Bilder und Figuren zum Opfer, insbesondere von Heinrich Brabender, der Reliquienschrein der Heiligen Victorinus und Florian sowie das in der Mitte des 12. Jahrhunderts geschaffene, von Bischof Friedrich von Are gestiftete silberne Triumphkreuz. Zerstört wurde auch die erste, mit biblischen Bildern verzierte Astronomische Uhr aus dem Jahre 1408.

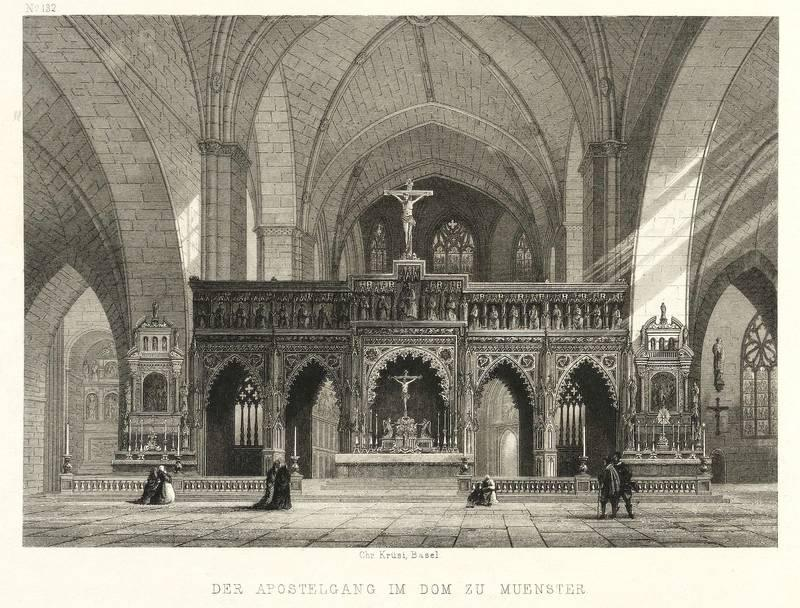
Der freistehende Lettner im Dom zu Münster von Franz und Johann Brabender (Stahlstich von Christian Krüsi). Aus: Friedrich Salomon Vögelin, Denkmaeler der Weltgeschichte. Eine Sammlung der hervorragendsten Monumente, grösstenteils nach Originalansichten.Basel, 1870–78.

Nach dem Ende der Täuferherrschaft wurden das Innere des Doms und der Kapitelsaal (T) von Heinrich Brabenders Sohn Johann Brabender mit neuen Bildwerken ausgestattet. Ludger und Hermann tom Ring, zwei bedeutende westfälische Maler, malten den Dom neu aus. Von 1540 bis 1542 wurde die noch erhaltene Astronomische Uhr eingebaut. Eine zwischen die nördlichen bzw. südlichen Vierungspfeilern gesetzte Mauer und der von Franz und Johann Brabender anstelle des während der Täuferherrschaft in Münster zerstörten, ersten (gotischen) Lettner aus dem 13. Jahrhundert von 1542 bis 1549 errichtete, freistehende Arkadenlettner grenzten den Vierungschor zum einen vom Stephanus- und Johanneschor des Ostquerhauses zum anderen zum Langhaus ab. Die Rückwand des Lettners (zum Hochchor hin) war massiv und geschlossen. In ihr befanden sich zwei Tore, durch die die Geistlichen vom Hochchor in das Langhaus gelangen konnten, etwa zur Austeilung der Kommunion. An den beiden Vierungspfeilern befand sich jeweils ein Treppenturm. Sie dienten als Aufgang zu der rechteckigen Bühne auf der Lettneranlage, die maßgeblich als Musikerbühne diente. Die Vorderseite (zum Langhaus hin) war als Hallen-Anlage sichtbar. In der Mitte befand sich der Kreuzaltar, von dem aus die Messen für das Volk im Langhaus gelesen wurden. In die Brüstung der Vorderseite befanden sich Nischen, in denen sich Figurendarstellungen befanden, u. a. vollplastische Figuren der zwölf Apostel. Vor diesem Hintergrund wird der Lettner als Apostelgang bezeichnet.

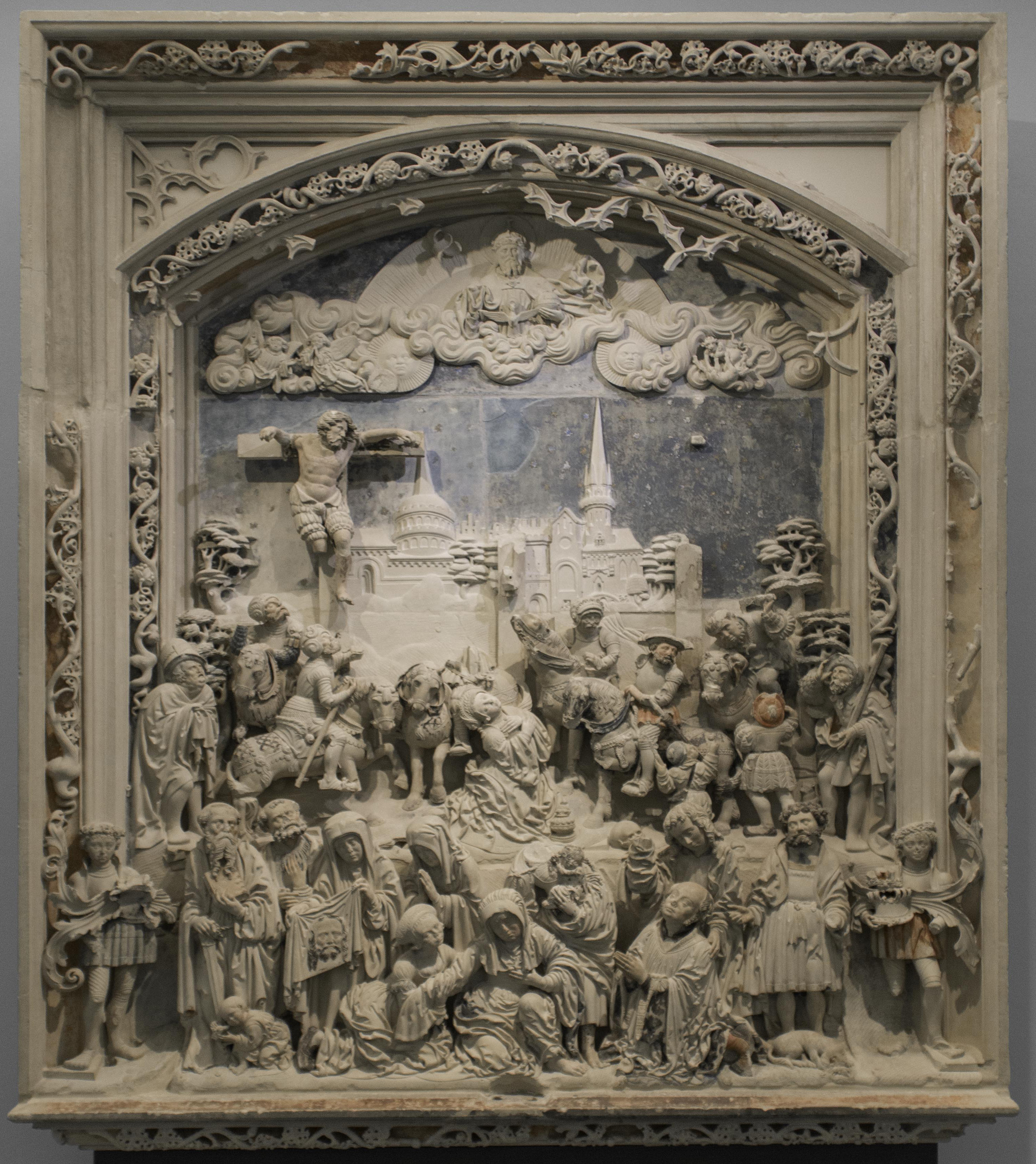
Johann Brabender Kreuzaltarretabel um 1540

Im 16. Jahrhundert wurden der Haupteingangsbereich des Doms, das Paradies (F) und die südliche Schaufront des Ostquerhauses (M) neu gestaltet, in Teilen erweitert und mit Skulpturenschmuck ausgestattet; gegen Ende des 16. Jahrhunderts wurde an den Chorumgang ein Armarium angebaut, die heutige Kreuzkapelle (R).
1663 ließ Fürstbischof Christoph Bernhard von Galen südlich des Armariums, an den Chorumgang drei Kapellen erbauen (O–Q). Die nach ihm benannten Von Galenschen Kapellen sind nach ihrer Form Kopien des Armariums. 1697 wurde im Winkel zwischen dem nördlichen Teil des Ostquerschiffs (sogenannter Stephanuschor, K) und dem nördlichen Seitenschiff die Vikariensakristei (J) errichtet. Nach dem Bau der Sakristei (X) im Jahre 1885 wurde in der Vikariensakristei zunächst der Domschatz untergebracht. Heute befindet sich dort die Sakramentskapelle.
Seit der ersten Hälfte des 18. Jahrhunderts war das Westportal mit einem durch eine Steinbalustrade und hohe Eisengitter vom Domplatz abgetrennten Vorhof versehen. Er entstand frühestens 1710, spätestens 1748. Den Zugang zierten auf der einen Seite eine von Johann Christoph Manskirch geschaffene, 1,66 Meter hohe und 1,74 Meter breite Darstellung der Religion in Form einer auf Wolken thronenden Frau mit Kreuz und Gesetzestafeln. Während ein kleiner Engel auf die Gesetze verweist, ist zudem ein in die Tiefe stürzender Knabe mit einer Schlange in der Hand dargestellt gewesen. Die Darstellung auf der anderen Seite ist nicht überliefert und aus alten Lichtbildern nicht zweifelsfrei zu erkennen. Max Geisberg schätzt sie als eine Darstellung der Kirche, Guilleaume hingegen als eine Darstellung des Alten und Neuen Testaments. Der Vorhof wurde 1873 wieder entfernt, wobei die Eisengitter an die Grafen von Landsberg verkauft worden sein sollen.

### 19. Jahrhundert
1875 wurden auf der Westseite des Kreuzgangs der Chor des Kollegiatsstiftes Alter Dom, 1885 die südlich an die Marienkapelle anschließenden St.-Anna-Kapelle (Y), die St.-Elisabeth-Kapelle (Z) und der Verbindungsgang zwischen Kreuzgang und Ostseite des Doms abgerissen und zwischen Marienkapelle (W) und Kapitelsaal (T) eine neue Sakristei (X, „Grundriss des Doms heute“) errichtet.
Im Zuge einer Renovierung des Westportals im Jahre 1850 wurden die Maßwerkgalerien und Fialen oberhalb des Giebels erneuert. 1904 wurde die Butzenscheiben-Verglasung durch ein Glasgemälde ersetzt, das von Kaiser Wilhelm II. gestiftet und von dem Künstler Carl de Bouché geschaffen wurde. Das Fensterbild zeigte das Treffen von Karl dem Großen, Papst Leo III. sowie Liudger im Jahre 799 in Paderborn.
1870 wurde der Lettner im Dom zu Münster (F) ausgeräumt. Seine Reste, einschließlich der Figuren, wurden in der Domkammer ausgestellt.

### 20. Jahrhundert
Bis 1905 erneuerte der Regierungsbaumeister Hilger Hertel d. J. das von starken Witterungsschäden betroffene Westportal mit der spätgotischen Fassade aus dem 16. Jahrhundert. Die Ornamentierungsarbeiten am Maßwerk und den Fialen stammten von den Firmen Zurstraßen und Korber aus Münster. Die Bildhauer August Schmiemann, Anton Rüller und Wilhelm Bolte übernahmen die figürliche Ausstattung der Nischen oberhalb des großen Portalfensters, die den Einzug Jesus Christus in Jerusalem zeigten. Alle Arbeiten wurden in Teutoburgerwald-Sandstein ausgeführt.
Anschließend wurde bis 1906 die Südfassade des Doms („Salvatorgiebel“) erneuert. Auch hier waren die bisherigen Innenteile des Giebeldreiecks aus dem 16. Jahrhundert stark verwittert, so dass sie im Zuge der Domrestaurierung durch neue Werke ersetzt wurden. Es handelt sich vor allem um szenische Darstellungen aus dem Leben Jesu, die durch hervorstehende Säulen („Pilaster“) voneinander getrennt sind. In der Mitte sieht man die Wächter am Grabe des auferstandenen Jesu, welcher selbst als Salvator (daher der Name „Salvatorgiebel“) hoch oben auf der Spitze triumphierend das vergoldete Siegesbanner in der Hand trägt. Die drei in Sandstein gemeißelte Szenen darunter zeigen die Geburt Jesu, die Huldigung der Heiligen Drei Könige und die Kreuzigung. Auf den Giebelschrägungen thronen zwei Engelsknaben. An den Seitenteilen befinden sich vier Medaillons, die den damals amtierenden Bischof Hermann Dingelstad, den Domprobst Parmet, den Regierungsbaumeister Hertel, sowie den Bauführer Meister darstellen. Die Werke wurden ebenfalls von den drei münsteraner Bildhauern Schmiemann, Bolte und Rüller ausgeführt.

### Wiederaufbau 1946–1956

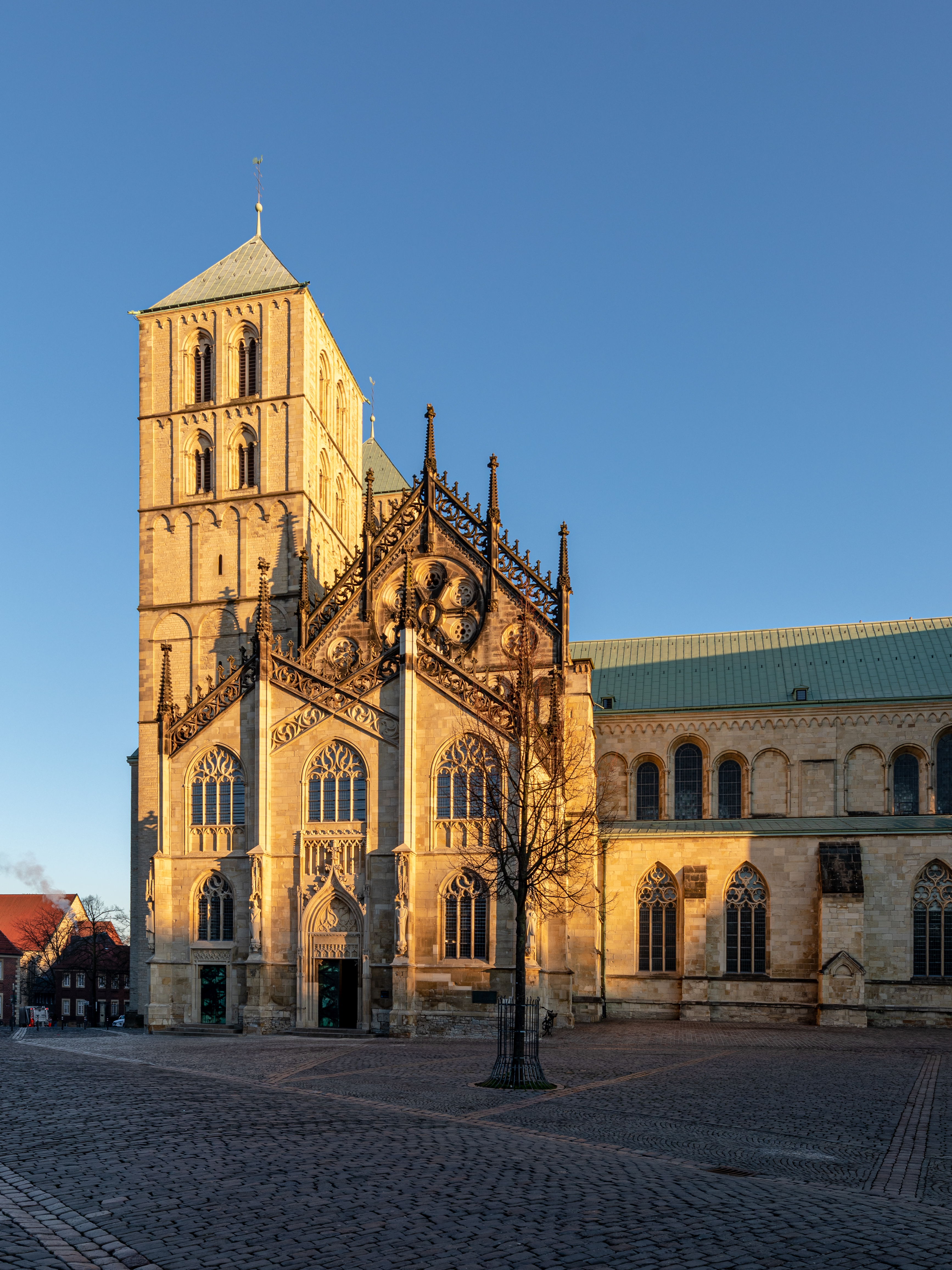
Seit 1956 ist das Paradies am Domplatz der Haupteingang in die Kathedrale (Foto: 2021)

Im Zweiten Weltkrieg wurde der Dom durch Bombentreffer schwer beschädigt, unter anderem beim verheerenden Luftangriff am 10. Oktober 1943. Beim Einsturz der Gewölbe und Wände wurden insbesondere die Wand- und Deckenmalereien von Hermann tom Ring aus der Mitte des 16. Jahrhunderts sowie das bedeutende Westportal aus der ersten Hälfte des 16. Jahrhunderts zerstört. Das Inventar war rechtzeitig ausgelagert worden und blieb verschont.

In den Jahren 1946 bis 1956 wurde der Dom wieder aufgebaut und anlässlich der Domfestwoche vom 14. bis 21. Oktober 1956 feierlich eingeweiht, nachdem ihr gesamter Innenraum, der Hochchor (N), der Altarraum (L) und das Ostquerschiff 1955/56 von Emil Steffann in Zusammenarbeit mit Fritz Thoma im Vorgriff auf die Liturgiereform des Zweiten Vatikanische Konzils neu geordnet und schlicht ausgestaltet worden waren. Der barocke Hochaltar wurde aus dem Hochchor ins Westwerk (Westchor, B) versetzt, im Hochchor die Kathedra und unter die Vierung (L) der neue, auf die Kirchenschiffe, Mittelschiff und Querschiffe, ausgerichtete Hauptaltar (Volksaltar) aufgebaut.

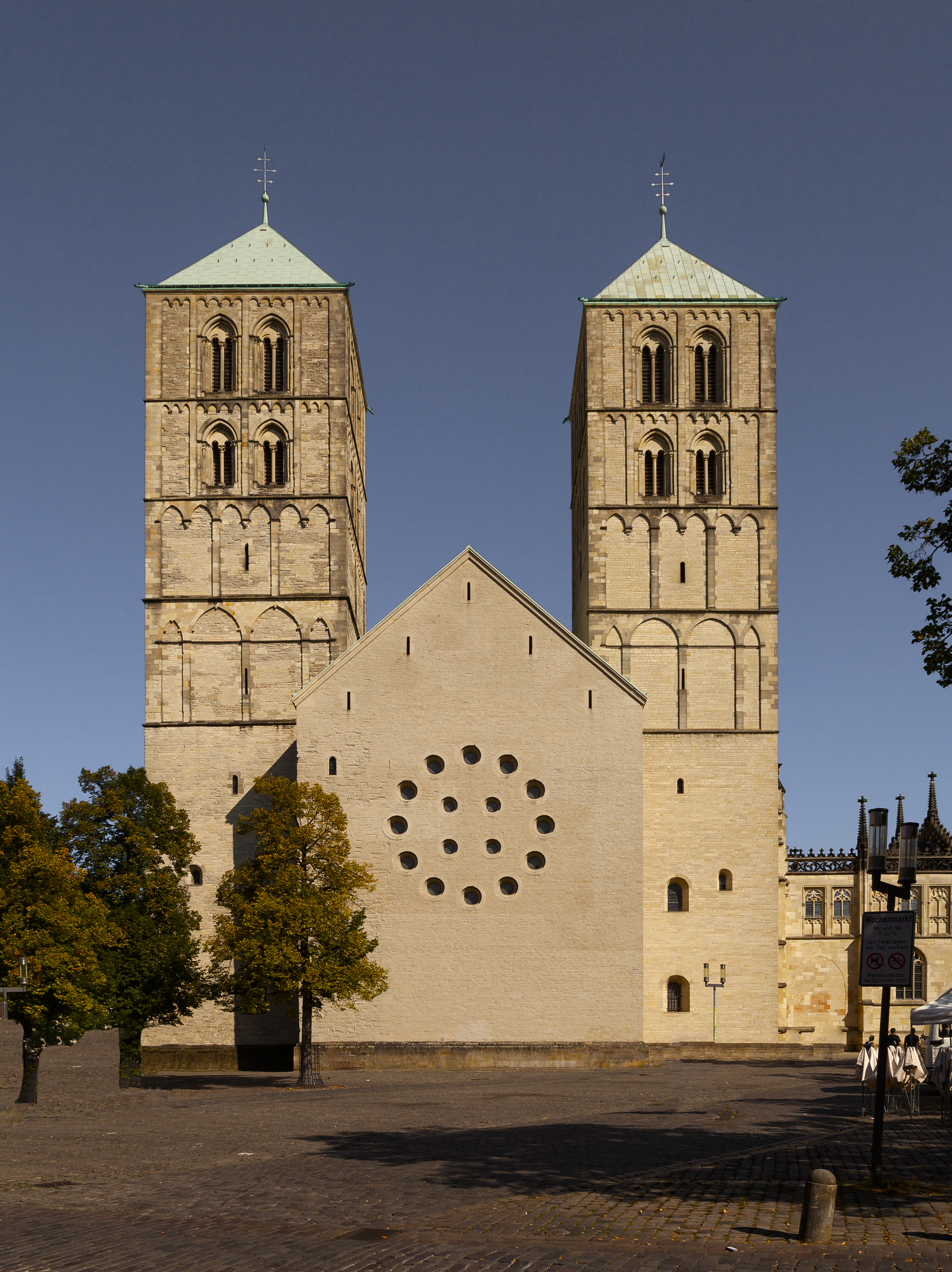
Das neue Westwerk (Foto: 2021)

Das zerstörte Westportal wurde nicht wieder aufgebaut und durch eine geschlossene Sandsteinwand ersetzt. Zuvor war es, unter Denkmalpflegern und auch innerhalb der Bevölkerung Münsters, zu hitzigen Diskussionen darüber gekommen, wie das Portal letztendlich wiederaufgebaut werden sollte. Die Pläne des damaligen Bischofs Michael Keller für das ursprüngliche romanische Westportal führten zu einem Ansturm von Protestleserbriefen an die Westfälischen Nachrichten.[1] Aber auch sie änderten nichts mehr an der Entscheidung des Bischofs.
Auf Wunsch des Domkapitels setzte Emil Steffann, der eine Lichtwand aus perforierten Sandsteinen vorgeschlagen hatte, in die Westwand vier quadratisch angeordnete Occuli als Zeichen der vier Evangelisten in einen Kreis von zwölf Occuli als Zeichen der zwölf Apostel.[2] Diese Gestaltung lehnt sich mit deutlichen Spuren der Baukunst der 1950er-Jahre an das ursprüngliche romanische Westwerk an. Unter der Bevölkerung kursieren spöttische Bezeichnungen für die 16 Rundfenster. So ist etwa von „Keller-Fenstern“ (in Anlehnung an den damaligen Bauherren Bischof Keller), von „Seelenbrause“[1] oder „Wählscheibe Gottes“[1] die Rede.

#### Domkammer
1981 wurden am Kreuzgang die Domkammer errichtet und dort bis zu ihrer Schließung 2017 der Domschatz mit Kunst- und Kulturgegenständen aus über 1200 Jahre Bistumsgeschichte ausgestellt.

#### Glasmalerei
Von 1985 bis 1990 gestaltete Georg Meistermann die Fenster der Seitenwände des Chorumganges (S) und des angrenzenden Kapellenkranzes (O–R) neu. Sein Zyklus von 17 Glasfenstern sind abstrakt-geometrische Farbkompositionen mit symbolhaft-biblischen Motiven.

## 21. Jahrhundert
Im Zuge aufwendiger Baumaßnahmen wurden von 2009 bis 2013 der Dom instandgesetzt, die roh verputzten Gewölbe gestrichen, der Westchor, die Türme, der Salvatorgiebels restauriert, etwa 5500 Quadratmeter Dachflächen neu mit Kupfer eingedeckt, eine energiesparende Erdwärmeheizung, eine neue Mikrofonanlage und eine LED-Technik installiert, die den Dom samt der Gewölbe über Tag museal ausleuchtet. Vor das Portal zur astronomischen Uhr wurden ein behindertengerechter Zugang, in den Glockenturm ein neuer Glockenstuhl aus Eichenholz gesetzt, unter der Sakristei und dem Westchor archäologische Untersuchungen durchgeführt und die Grablege der Bischöfe in der Turmkapelle (C) unter dem Westchor zugänglich gemacht. Die Gesamtkosten all dieser Maßnahmen beliefen sich auf rund 14 Millionen Euro. Der Dom wurde am 15. Februar 2013 wiedereröffnet.

### Raumordnung und Ausgestaltung

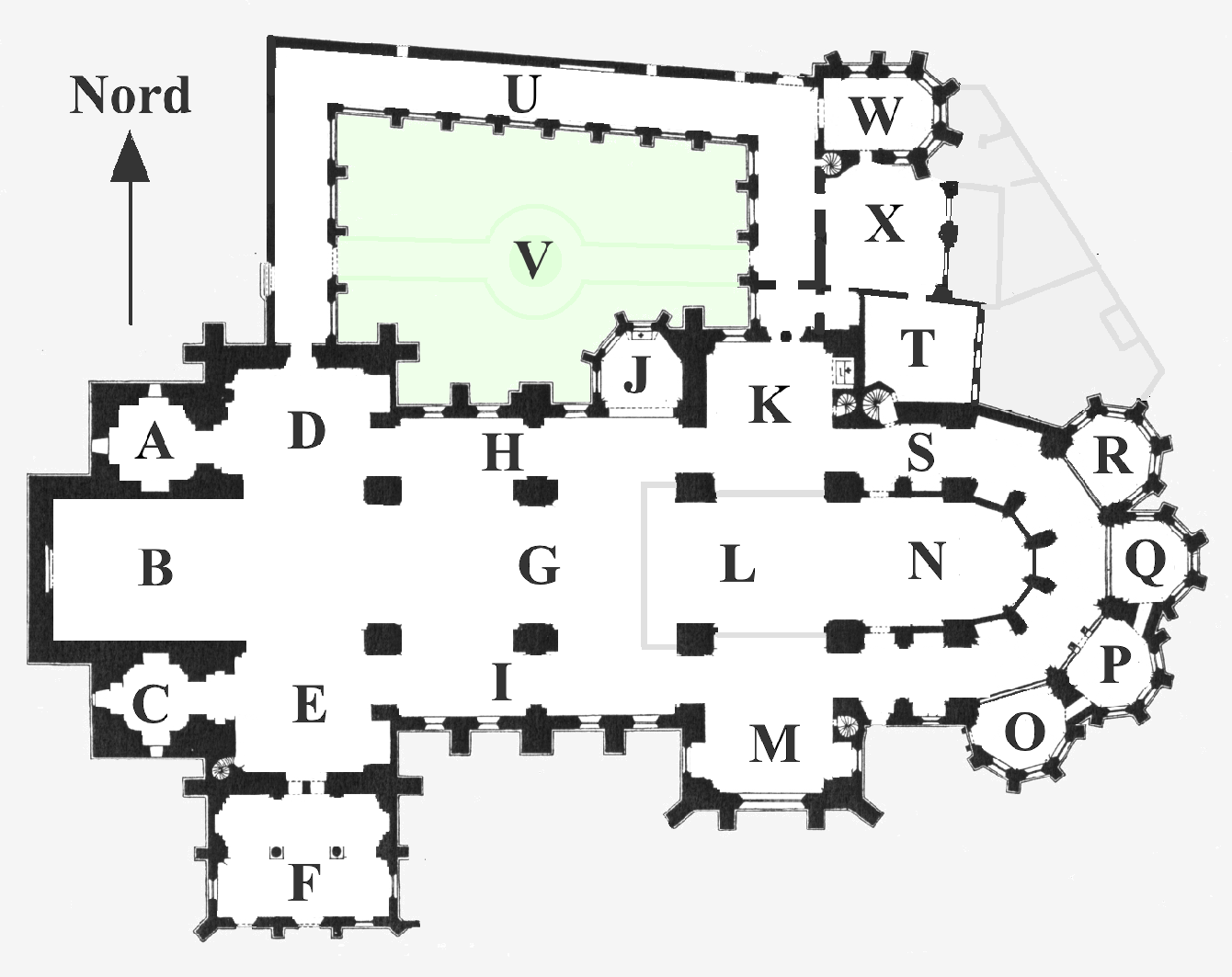
Die Versalien kennzeichnen die Raumordnung des Doms

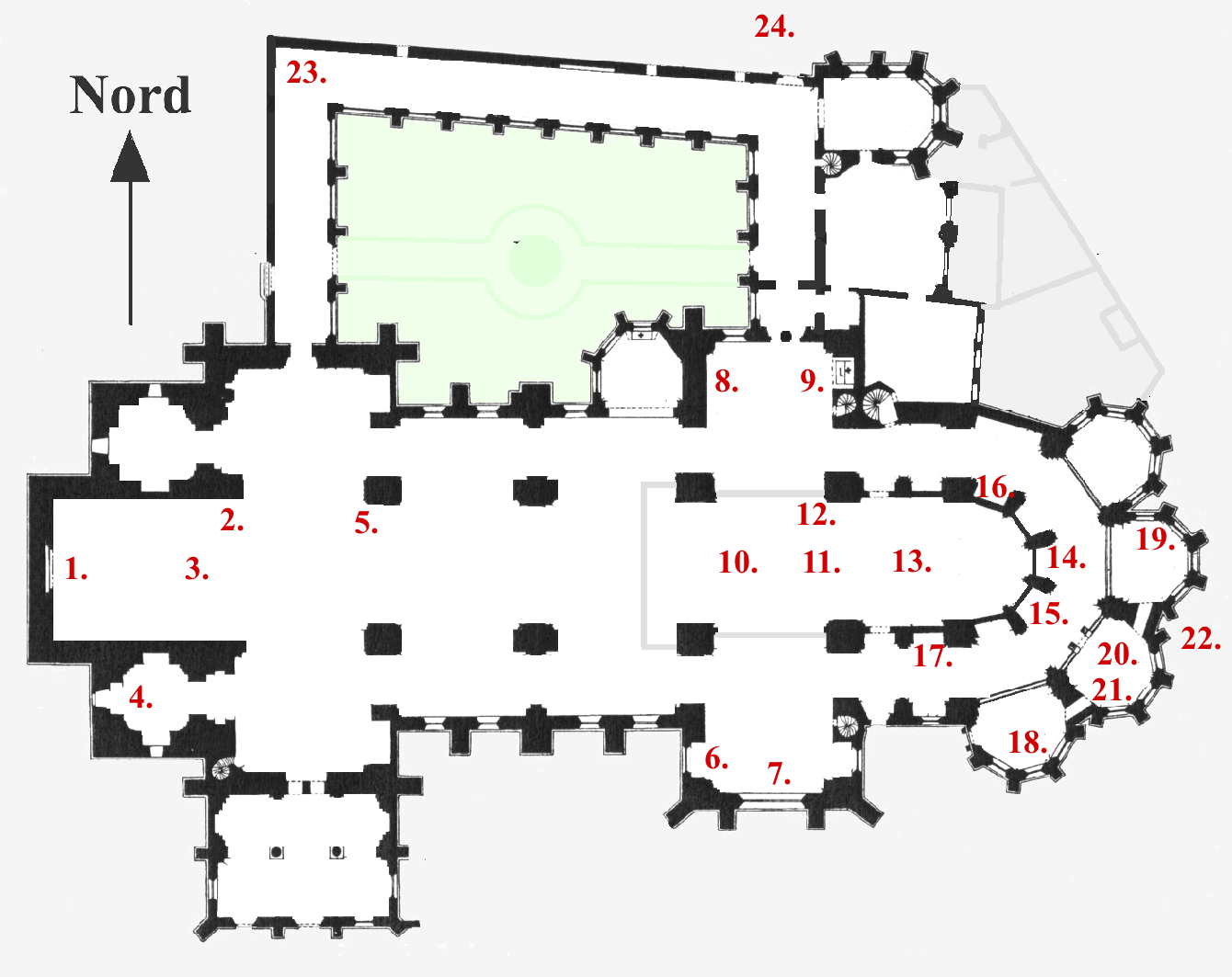
Die Zahlen kennzeichnen die Ausgestaltung des Doms

#### (B) Westwerk (Alter Chor)
Im Westwerk, Alter Chor (B), das um 1250 zum Westquerhaus geöffnet und um 1530 durch Einbauten wieder geschlossen wurde, spendeten die Weihbischöfen bis 1870 die Firmung und vollzogen Priesterweihen. 1836 wurde der Alte Chor umgestaltet, eine Orgeltribüne errichtet und vor die unteren Kapellen der Türme Eisengitter gesetzt, die bis 1856 bestanden. Seit 1956 ist der Alte Chor ganz zum Westquerschiff geöffnet. In der Grablege (4) unter dem Alten Chor sind die Bischöfe Johannes Poggenburg, Michael Keller, Heinrich Tenhumberg und Reinhard Lettmann bestattet. 

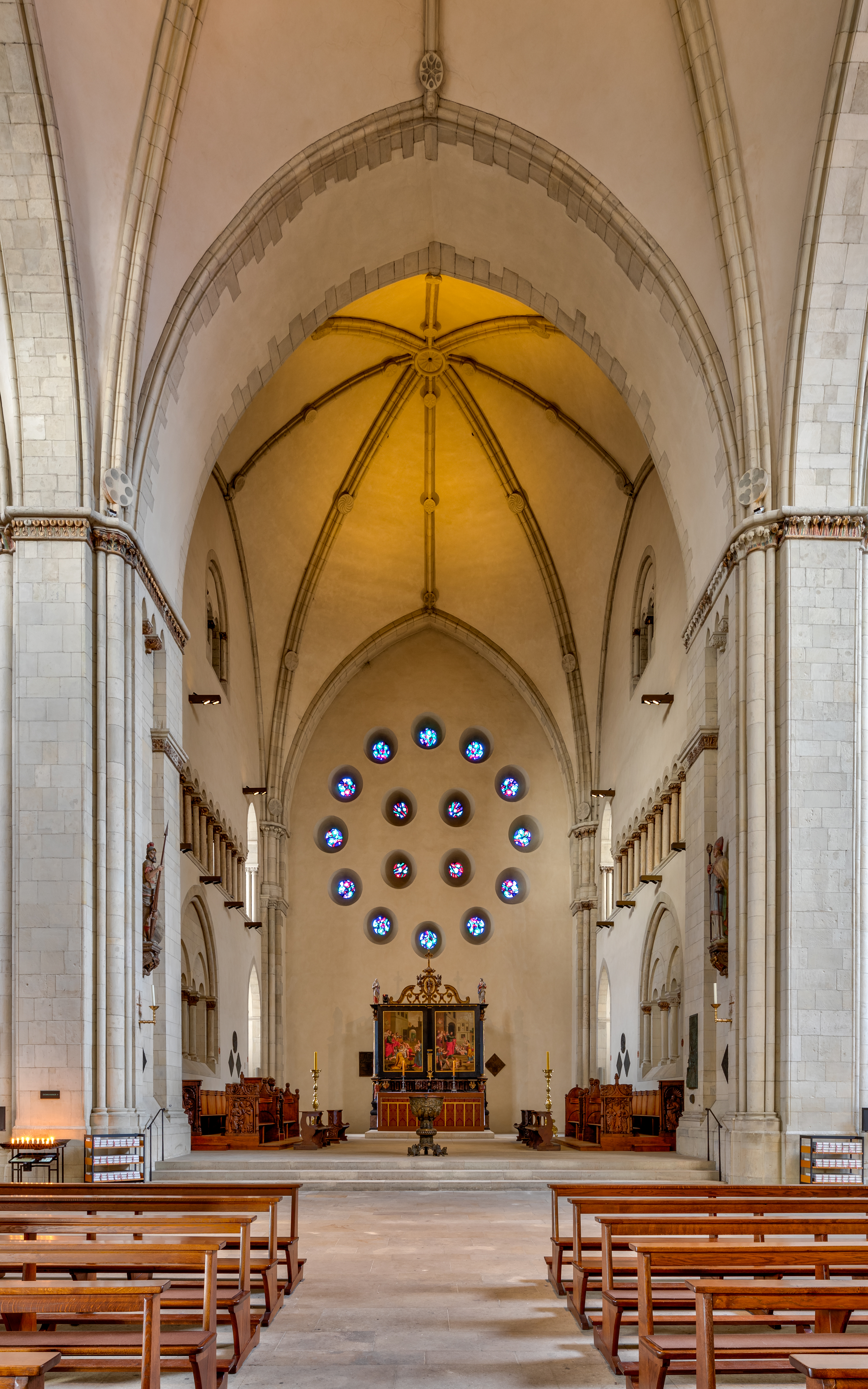
Blick vom Mittelschiff durch das Querschiff West auf den barocken Hochaltar im Westchor (Foto: 2019)

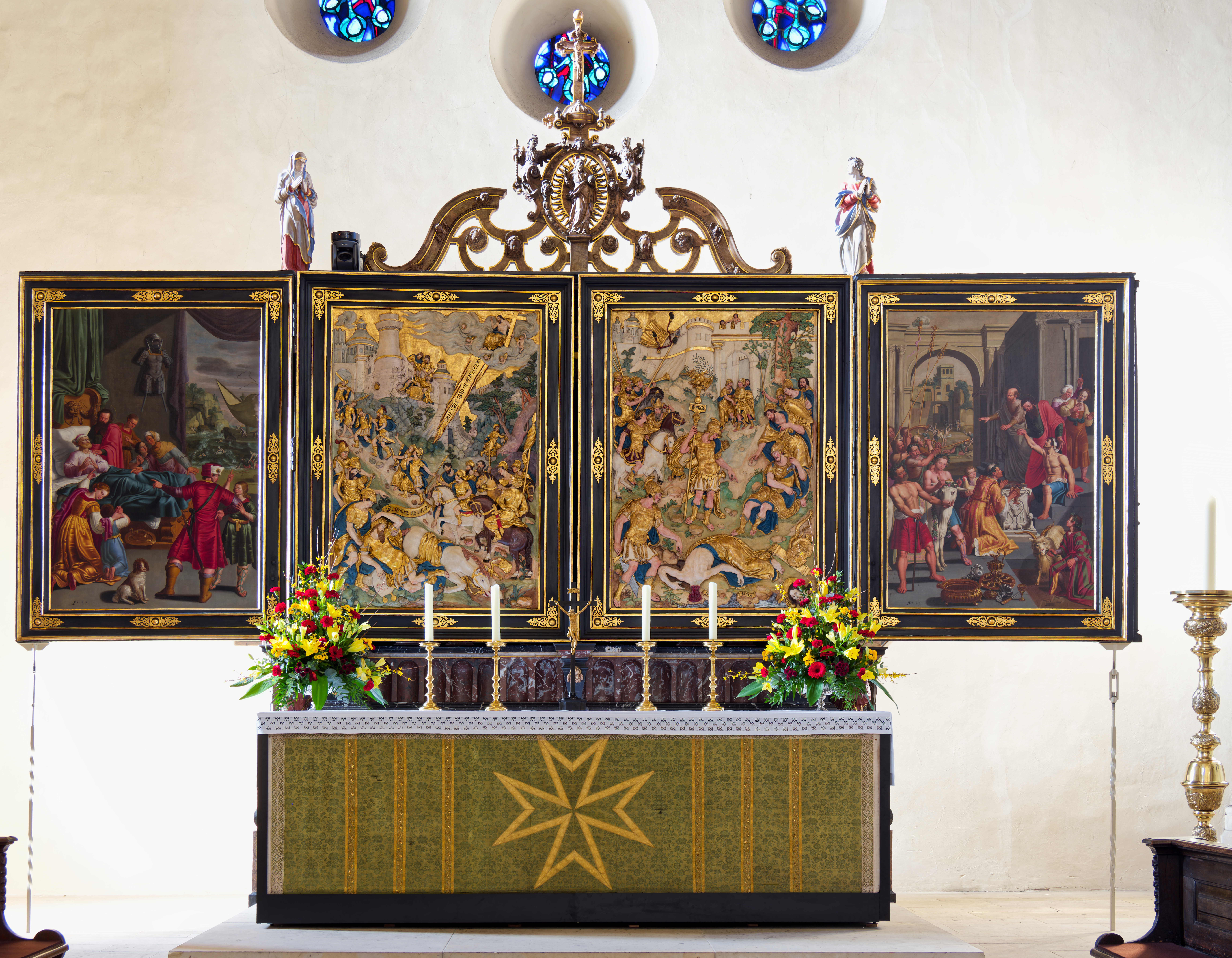
Barocker Paulusaltar im Westchor

Paulusaltar: Der von Adrian van den Boegart und Gerhard Gröninger 1619 geschaffen barocke Paulusaltar (ehemaliger Hochaltar im Hochchor) vor der Westwand (1) sollte den gesamten Reliquienschatz des Domes aufnehmen, verwahren und zur Schau stellen können. Im Auftrag des Domkapitels lieferte Gröninger mehrere Altar-Entwürfe mit einem steinernen, mittleren Altaraufbau (Retabel) als Reliquienschrein ab. Die sechs Tafelgemälde ließ Gröninger, der auch mit Peter Paul Rubens verhandelt hatte, von Adrian van Bogart aus Amsterdam ausführen. Die Reliquiare im Paulusaltar wurden von 1981 bis 2017 in der ehemaligen Domkammer ausgestellt. Die Apostelstatuen aus dem 14. Jahrhundert, die ebenfalls in dem barocken Hochaltar ausgestellt waren, sind heute in beleuchteten Nischen des Volksaltars ausgestellt. Nur zu besonderen Anlässen, zuletzt anlässlich des Domjubiläums im Jahre 2014, wird der Mittelteil mit den Gegenständen des Reliquien- und Domschatzes bestückt, für die der Altar einst geschaffen wurde. Offen zeigen der linke Außenflügel die Heilung des erkrankten Vaters des Gutsbesitzers Publius durch Paulus auf Malta und der rechte Außenflügel eine Szene, in der die Einwohner von Lystra den Aposteln Paulus und Barnabas Opfergaben darbringen. Während der Advent- und Fastenzeit geschlossen, zeigen die Rückseiten der Außenflügel weitere Heilungen durch Paulus. Hinter den mittleren Flügeln liegt ein weiteres, den marmornen Reliquienschrein verdeckendes und von Gröninger mit zwei Szenen in flacher Reliefschnitzerei gestaltetes Flügelpaar. Auf seinen Außenseiten sind die Bekehrung des Christenverfolgers Saulus und die Enthauptung des Apostels geschnitzt, auf seinen Innenseiten gemalt.

Marmorschrein: Der Marmorschrein in der Mitte des Hochaltars barg 57 kostbaren Gefäße, Figuren und Behälter des Reliquien- und Domschatzes aus der Zeit der Romanik, der Gotik und des Barock und aus schwarz-dunkelroten Marmor gefertigt, von dem sich die goldenen und silbernen Reliquiengefäße abhoben. Gröninger hatte den Schrein viergeschössig angelegt; jedes Geschoss thematisierte eine bestimmte „Zeit“ bzw. Phase der Heilsgeschichte: Die oberste Sockelreihe die „Zeit der Prophetie“ mit 14 Büsten von 1380 bis 1390 biblische Patriarchen, Könige und Propheten; die beiden mittleren Reihen die „Fülle der Zeiten“ bzw. die „Mitte der Zeit“ mit den gotischen Apostelfiguren aus dem 14. Jahrhundert, die heute in der Vitrine des Volksaltars stehen, eine Figur der thronenden Gottesmutter aus dem 13. Jahrhundert und ein Reliquienkreuz vom Anfang des 12. Jahrhunderts; die untere Reihe bezeugt schließlich das christliche Leben mit den Reliquiaren des hl. Paulus und u. a. von Heiligen des Bistums Münster. 

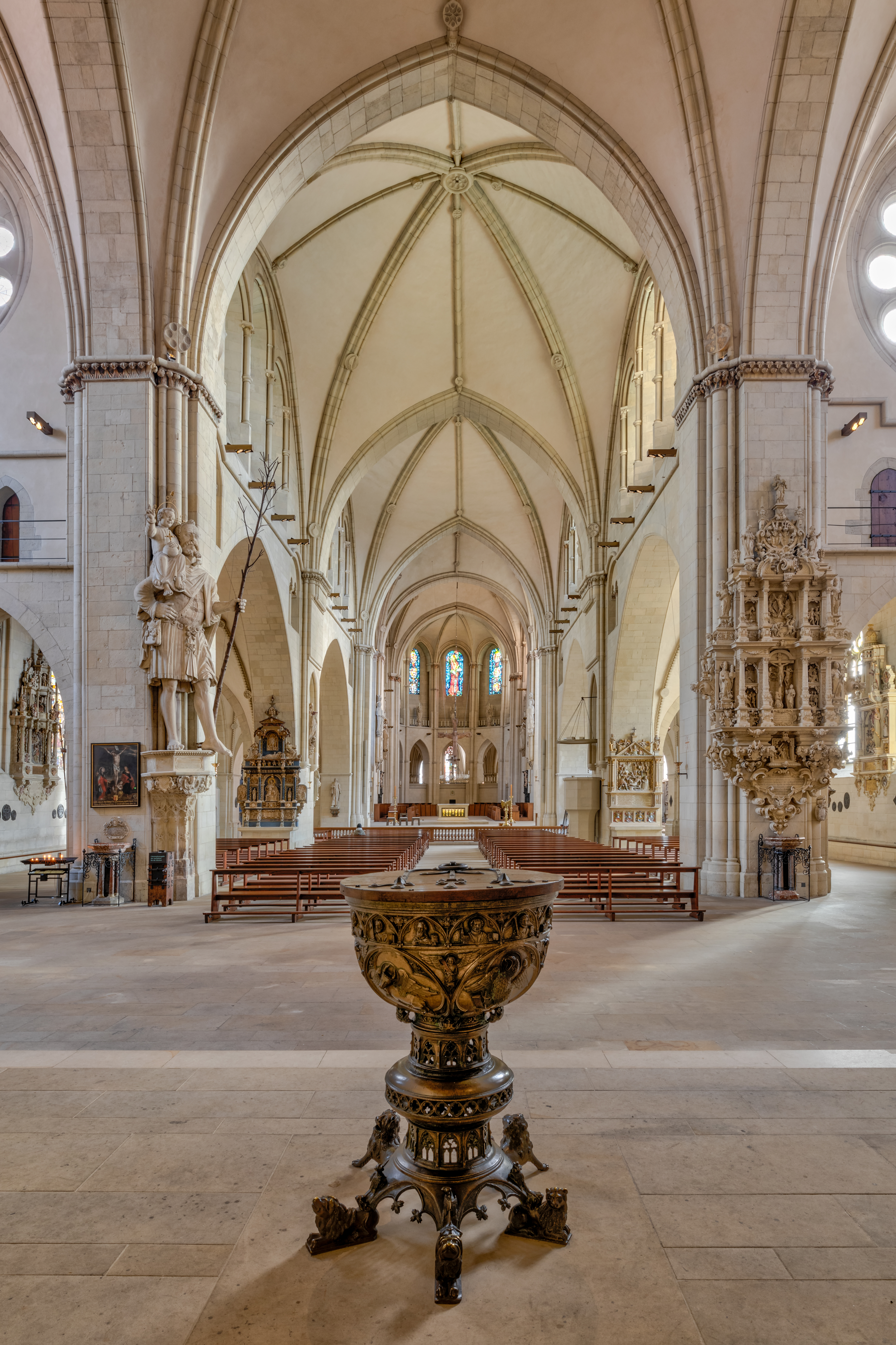
Blick vom Westchor mit dem Taufbecken durch das Mittelschiff auf den Volksaltar (Foto: 2019)

Taufbecken: Das Taufbecken im Alten Chor stammt aus dem frühen 14. Jahrhundert. Es zeigt die Taufe Jesu und der vier Evangelisten.
Gedenktafel Kardinal Höffner: Am nordwestlichen Vierungspfeiler des Westwerks des Domes erinnert eine Gedenktafel an den ehemaligen Bischof von Münster (1962–1968), Kardinal Joseph Höffner. Das von Karl Burgeff (Köln) geschaffene, 46 m hohe und 60 cm breite Bronze-Relief (Schulterbüste) wurde anlässlich der 1200-Jahr-Feiern der Stadt Münster 1993 angebracht und zeigt den Kardinal in bischöflichem Ornat ohne Hirtenstab. Die Tafel zeigt das bronzene Wappen des Kardinals mit seinem Wahlspruch „Justitia et caritas“ (Gerechtigkeit und Liebe) und trägt die Inschrift: "Joseph Kardinal Höffner 1906-1987 / Bischof von Münster 1962-1968 / Erzbischof von Köln 1969-1987: Wenn ihr alles getan habt, was euch befohlen wurde, sollt ihr sagen: wir sind unnütze Knechte! Wir haben nur unsere Schuldigkeit getan. Keiner von uns wird zu sagen wagen, dass er alles getan hat. Deshalb bitte ich um Vergebung für alles, was ich als Bischof versäumt habe."

#### (D) (E) Westquerhaus

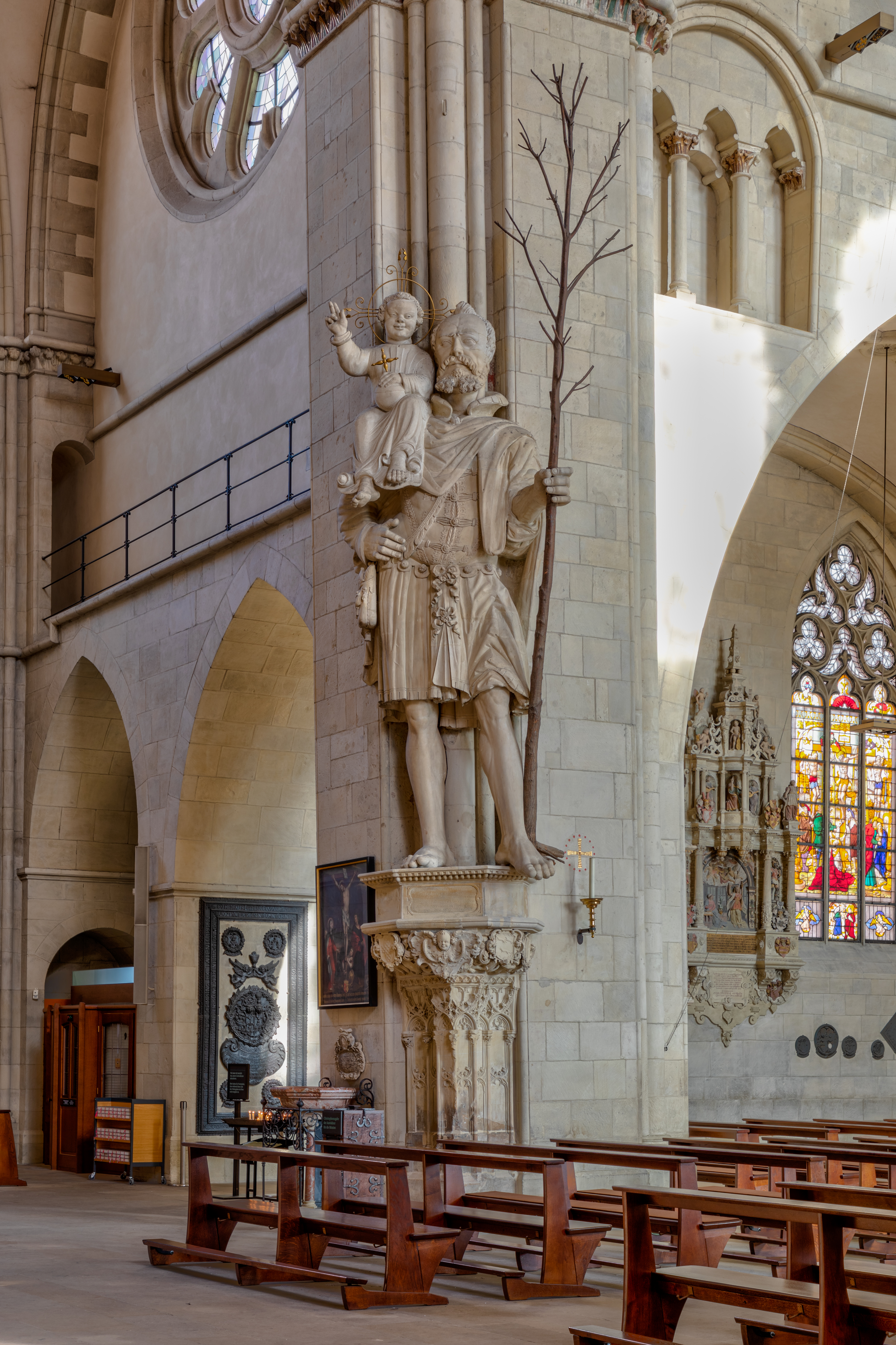
Christopherus Statue (Foto: 2019)

Christophorus-Statue: Die von Johann von Bocholt 1627 geschaffene, monumentale Christophorus-Statue (5.) am Nordost-Pfeiler wurde im Zweiten Weltkrieg geringfügig beschädigt und war ursprünglich farbig gefasst. Christopherus, der Schutzheilige gegen einem jähen Tod, hält einen entlaubten Baumstamm mit Geäst in der linken Hand und trägt auf der rechten Schulter das lächelnd segnende Jesuskindt. Auf der Inschrifttafel am Sockel der Statue wird auf Johann Heidenreich von Vörden zu Darfeld hingewiesen, der als Propst und Domherr die Statue in Auftrag gab. Der spätgotische Sockel der Statue stammt von einer früheren Christophorus-Statue. Im Rankenwerk hinter Wappen sind Szenen aus dem LebensSimsons dargestellt, die Tore von Gaza, der Kampf mit dem Löwen und die Säulendes Palastes.

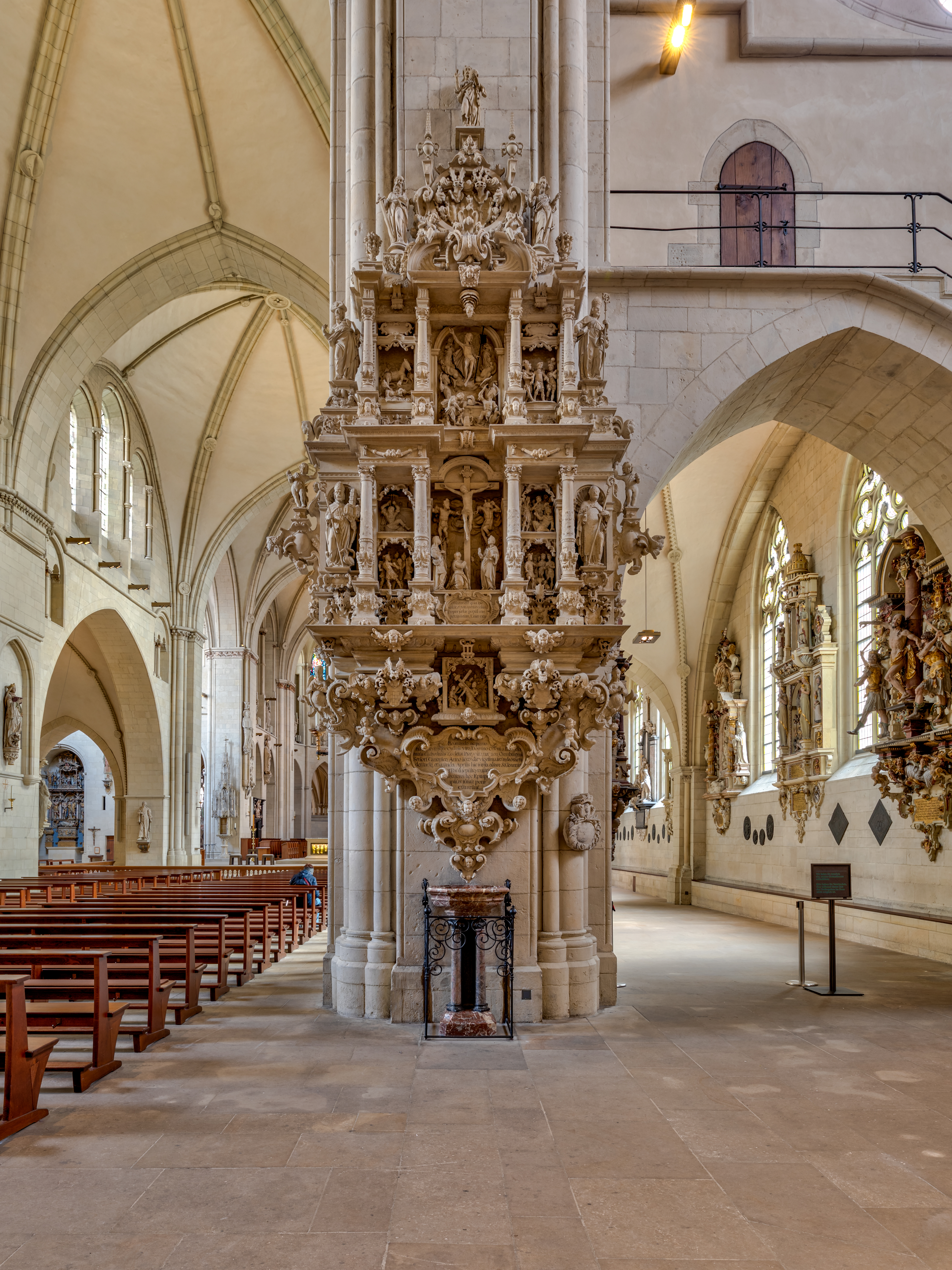
Otto von Dorgelo Epitaph (Foto: 2019)

Figur der Hl. Barbara: Rechts nebem dem Zugang in die Katharinenkapelle steht die Skulptur der Hl. Barbara mit einem runden Turm in ihren Händen. Die Legende nach war die Heilige von ihrem Vater in einen Turm gesperrt worden, um sie an der Heirat zu hindern und den christlichen Einflüssen zu entziehen. Angesichts der Enge des Turmes ist sie heute Patronin der Bergleute und der Sterbenden – die Enge des Turmes symbolisiert den Weg durch das enge Tor des Todes zum ewigen Leben.
Otto von Dorgelo Epitaph: Am Nordwest-Pfeiler steht das Epitaph des Dompropstes Otto von Dorgelo aus dem Frühen 17. Jahrhundert.

#### (A) (C) Türme

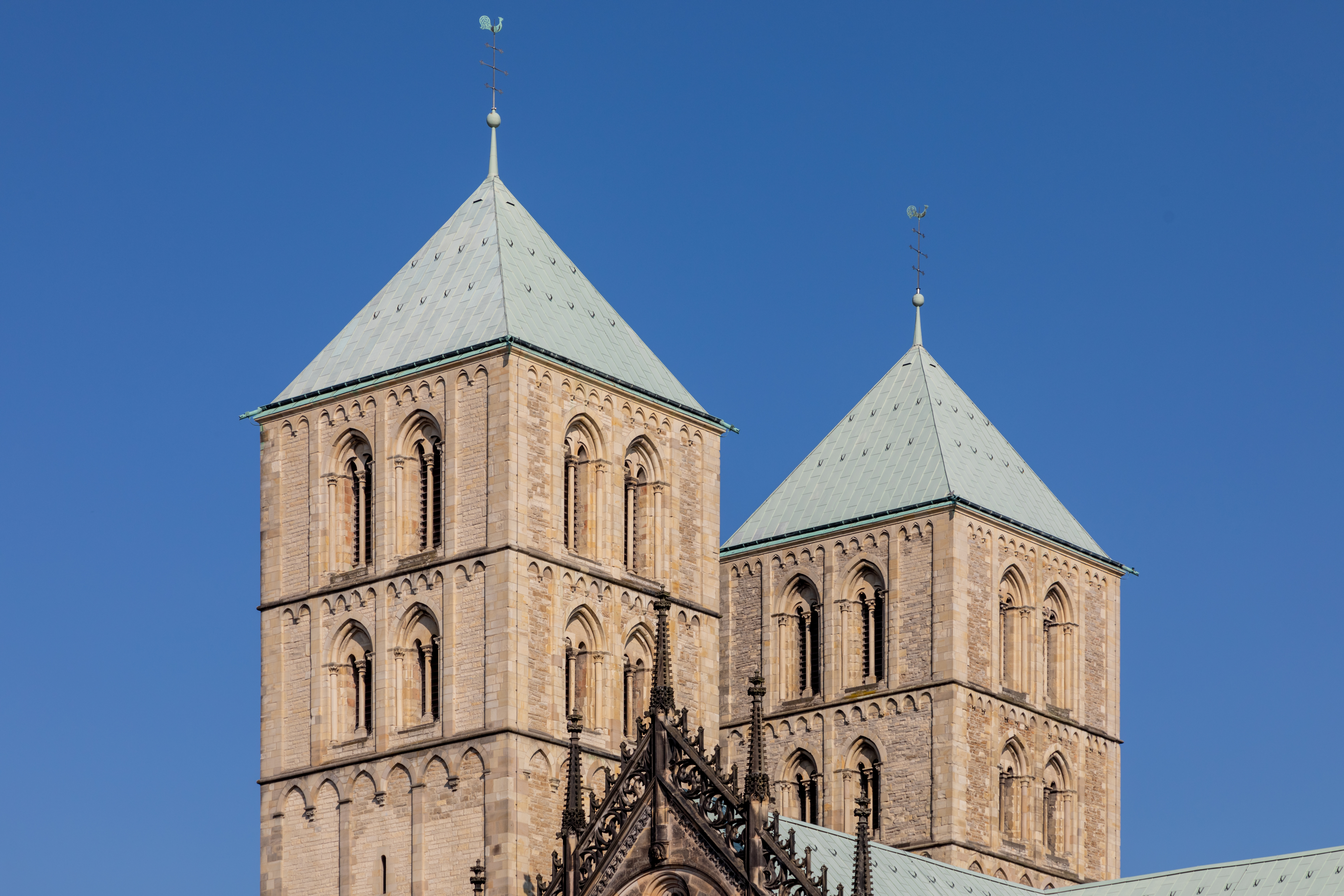
Die beiden Domtürme: links steht der Südturm mit dem Glockenstuhl in den beiden Obergeschossen, rechts der geringfügig kleinere und niedrigere Nordturm (Foto: 2020)

Die Türme stehen in der Flucht unterschiedlich breiter Grundmauern der Seitenschiffe. Der Nordturm (A) ist schmaler und niedriger als der Südturm (C) und ihre Kapellen im Erd- und Obergeschoss sind nicht gleich groß. Die unteren Katharinen- (Südturm) und Petruskapellen (Nordturm) sind vom Westquerschiff zu begehen. Zu den oberen Kapelleen führen in die Außenmauern gesetzte, tonnengewölbte Steintreppen, die zum Vorbild des Treppenbaus in westfälischen Kirchen wurden. Der Schaft des wiederaufgebauten Nordturms ist heute 25 cm niedriger als der Südturm. Bis 1534/35 sollen die Blei gedeckten Turmspitzen deutlich höher und eine Zierde der Stadt gewesen sein. Wie an der Überwasserkirche sollen die Täufer die Turmspitzen des Doms abgetragen haben. Seit 1725 sind die pyramidenförmigen Dächer der Türme Kupfer gedeckt.
An den oberen Kapellen hinter den Säulengalerien des Westwerks liegende Laufgänge verbinden die Türme; Holztreppen und Holzleitern führen in die oberen vier Stockwerke der Türme. Die beiden unteren Stockwerke belichten 54 Zentimeter breite Maueröffnungen und Spitzbogennischen die beiden oberen, unterschiedlich hohen Stockwerke. Lisenen aus Werkstein gliedern und schmücken die mit Bruchstein hochgezogenen Außenmauern der Türme.

##### (A) Nordturm

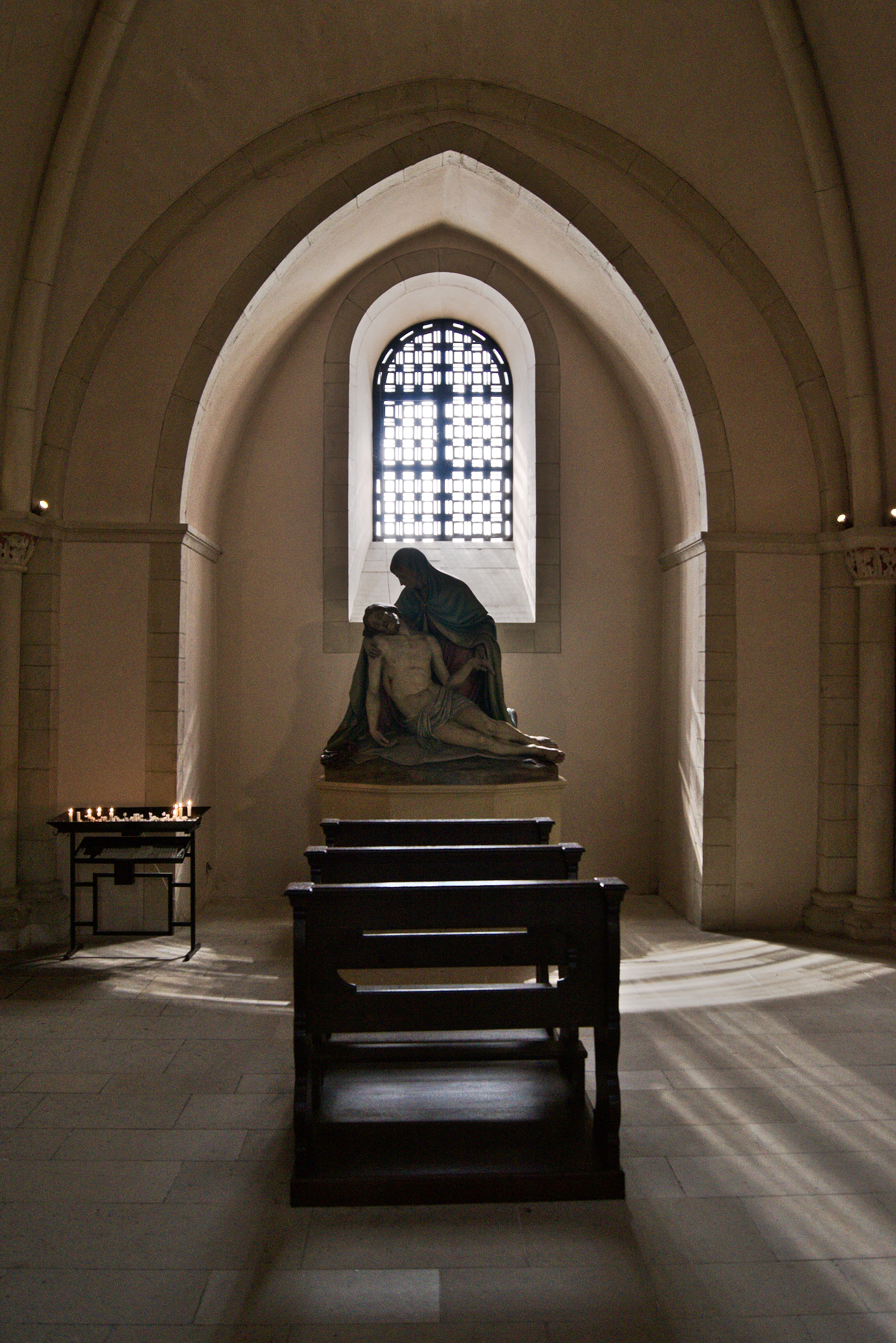
Petruskapelle (Foto: 2020)

Die 75 Zentimeter tiefer als das Westquerschiff liegende Petruskapelle diente höchstwahrscheinlich seit dem 14. Jahrhundert als Schatzkammer und war durch eine Mauer mit zwei Türen vom Westquerschiff getrennt; die südliche Tür führte durch einen schmalen Gang in die Kapelle, die nördliche Tür in die Schatzkammer. Sie war vermutlich im Mauerwerk untergebracht. Ab dem 15. Jahrhundert wird der Nordturm zusätzlich als Armarium (Aufbewahrungsort der heiligen Schriften) erwähnt. Es beherbergte vom 21. November 1793 bis zum 27. März 1794 auch den vor den Franzosen nach Münster in Sicherheit gebrachten Kölner Domschatz. 1859 ließ das Domkaptitel die Mauer zwischen Querschiff und Kapelle einreißen, 1870 das Taufbecken in die Petrus-Kapelle legen und vom Westquerhausf mit den von der Orgeltribüne im Westwerk übernommenen Landsbergschen Eisengittern abtrennen. Nach dem Wiederaufbau des im Zweiten Weltkrieg schwer beschädigten Nordturms wurde die Petruskapelle Schatzkammer. In der „oberen“ Kapelle befindet sich heute das Auxiliarwerk der Hauptorgel. Auf Höhe der oberen Kapelle in einer kleinen Kammer wurde ein um 1190 gefertigter Grabstein einer betenden Frau eingemauert.

#### (C)  Südturm (Katharinenkapelle)

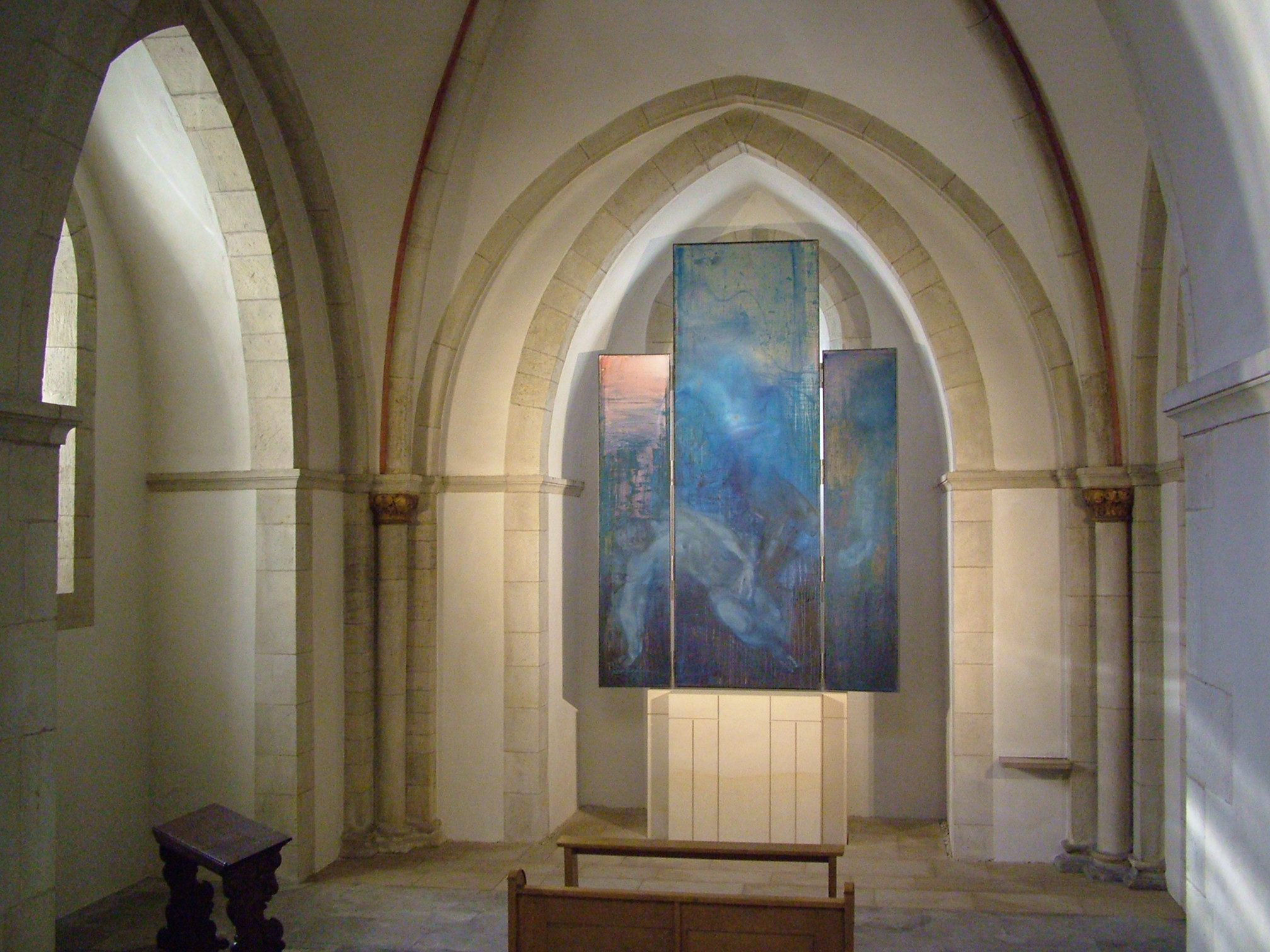
Katharinenkapelle

Triptychon: Auf den Altar der Katharinenkapelle wurde am 7. November 2003 das Triptychon „Pietá und Auferstehung“ von Thomas Lange aufgestellt. Geschlossen ist die Kreuzabnahme des Christus durch eine Frau dargestellt, geöffnet der auf den Schoss Mariens gelegte Christus. Im oberen Teil wird die Gestalt Gottvaters angedeutet. Gestiftet wurde das Triptychon von einer Privatperson.
Die Katharinenkapelle wurden vermutlich Anfang des 17. Jahrhunderts zum „Heiligen Grab“, schließlich am 31. Januar 1685 zum beständigen Grab erklärt, der Altar entfernt und der Gottesdienst zum Primaltar verlegt, dann 1935 zum Ort des Gedenkens an die „Gefallenen des Krieges und der Arbeit“, dieser mit einem neuen Altar, einem neuen Altarkreuz, einem umgebauten schmiedeeisernen Gehänge aus dem 17. Jahrhundert als Totenlicht, einem spätgotischen Zahltisch und zwei Steinengeln ausgestattet. Im Zweiten Weltkrieg völlig ausgebrannt, wurden der Südturm mit den beiden Kapellen instandgesetzt und die Katharinenkapelle lange Zeit als Taufkapelle verwendet.

#### (F) Paradies
Das Paradies des Doms ist ein 5,83 Meter langer und 14,92 Meter breiter, zweigeschossiger (ursprünglich dreigeschossiger) Vorbau an der Südseite des Westquerschiffs. Sechs Kreuzgewölbe überspannen das mit 2 Säulen quergeteilte, vermutlich auf dem Baugrund einer ottonischen Vorhalle errichtete Paradies, wo gemäß dem in Münster geltenden Sachsenspiegel unter freiem Himmel Send- und Hofgerichte stattfanden. Diese wurden 1395 ins erweiterte Rathaus verlegt und das zum Domplatz offene Paradies zugemauert.

Bauornamentik: Auf 2,04 Meter Höhe schmückt ein Fries aus Ranken mit eingearbeiteten Skulpturen von Menschen und Tieren die Wände über einen 69 Zentimeter hohen Sockel. Der Fries auf der Ostwand unterhalb des Fensters zeigt die Tätigkeiten im Laufe des Jahres, auf der Westseite König David mit Musikanten; der Pfeiler in der nordwestlichen Ecke stellt eine Hasenjagd und Weinernte dar. Während der Renovierung des Doms wurden 1880 unterhalb des Fensters auf der Westseite, mit dem Hexameter und der Figur der heiligen Maria Magdalena, in die Sandsteinmauer Figuren von Bauleuten und Steinmetzen gemeißelt. Die Eckpfeiler des Haupteingangs zieren zehn gleichmäßig verteilte Palmetten.

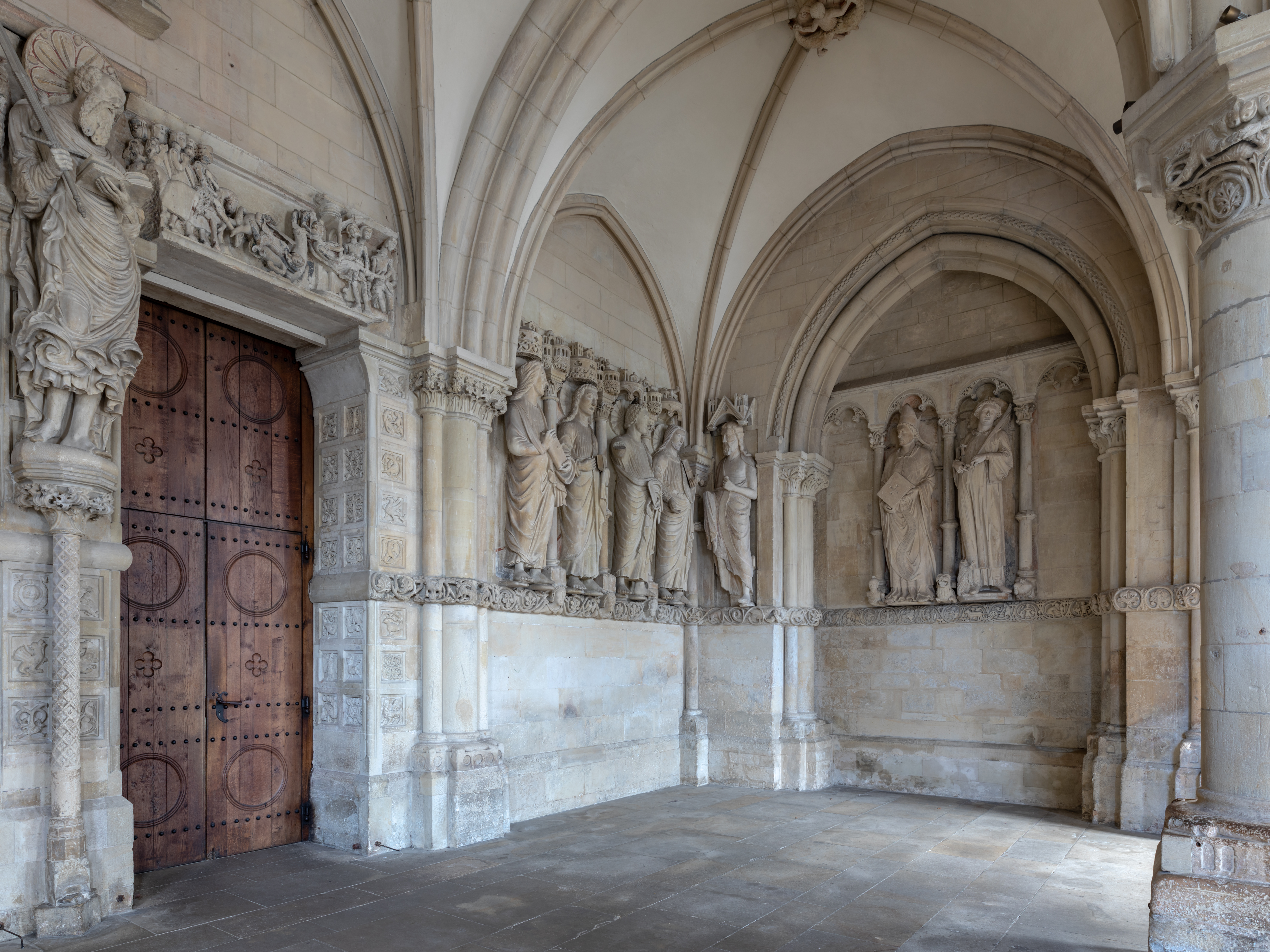
Paradies: Vorhalle und Haupteingang der Kathedrale (Foto: 2019)

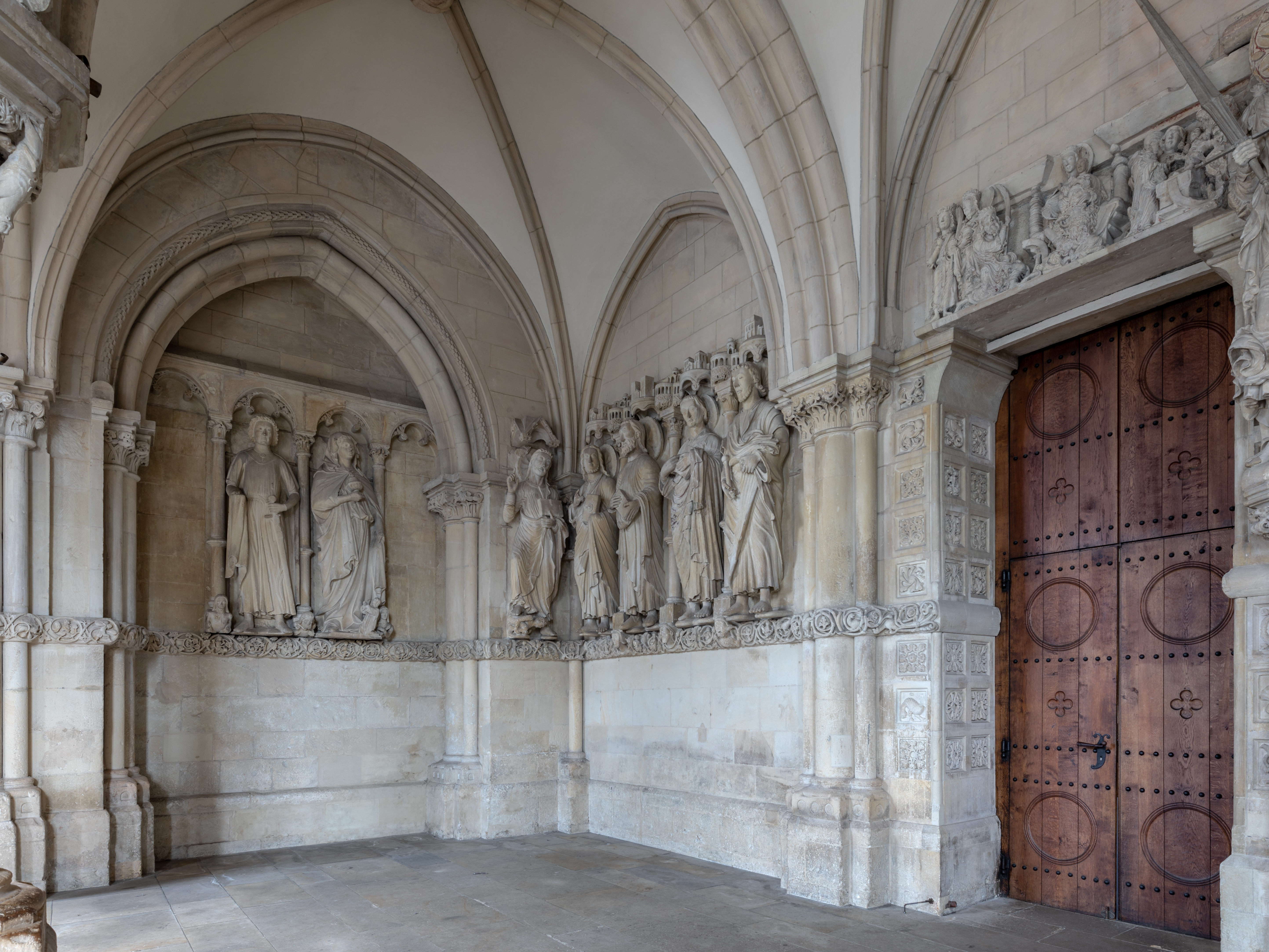
Paradies, linke Seite (Foto: 2019)

Gewändefiguren im Paradies: Die monumentalen Figurenreihen im Paradies sind die ältesten und eindrucksvollsten gotischen Gewändefiguren Westfalen. Das von Johann Brabender 1536 geschaffene Bildnis des Paulus mit Richtschwert auf dem Mittelpfeiler des Eingangs in den Dom wie auch die in den seitlichen Kassettenfelder nach dem Bildersturm der Wiedertäufer neu aufgestellten Stautuen verweisen auf das Weltgericht und den ältesten Gerichtssaal des Münsterlandes. Den seitlich des Portals aufgestellten neun Bildnissen der Apostel aus dem 13. Jahrhundert wurde 1933 eine Johannesstatue aus Metelen zugesellt. Vorbild waren die von 1220 bis 1260 errichteten Portale westfranzösischer Kathedralen mit ihrer Bildhauerkunst. Sie wurde gemäß Dehio „in die Formensprache des noch ornamental bewegten Linienstils der westfälischen Spätromanik“ übernommen. Das gilt auch für vier an den Seitenwänden aufgestellte Figuren, insbesondere für den, auf der Ostseite mit dem Grundstein in der Hand als Bischof und Gründer des Doms dargestellten Dietrich III. von Isenberg (1218–1226) und für die ausdrucksstarke, bedeutendste Skulptur der Hochgotik Westfalens, den Hl. Laurentius. Sie wurde von einem Bildhauer aus der Werkstatt des Straßburger Gerichtspfeilers geschlagen. Die Ritterfigur des Hl. Theodor oder Gottfried von Cappenberg auf der Westwand zeigt Einflüsse der Kathedrale von Chartres wie die nach 1250 geschaffene Figur der Hl. Magdalena der Westportale der Kathedrale von Reims.
Die aus unterschiedlichen Bildhauerschulen stammenden, von 1230 bis 1260 geschaffenen Figuren stehen nicht mehr an ihren ursprünglichen Stellen.

#### (G) Langhaus

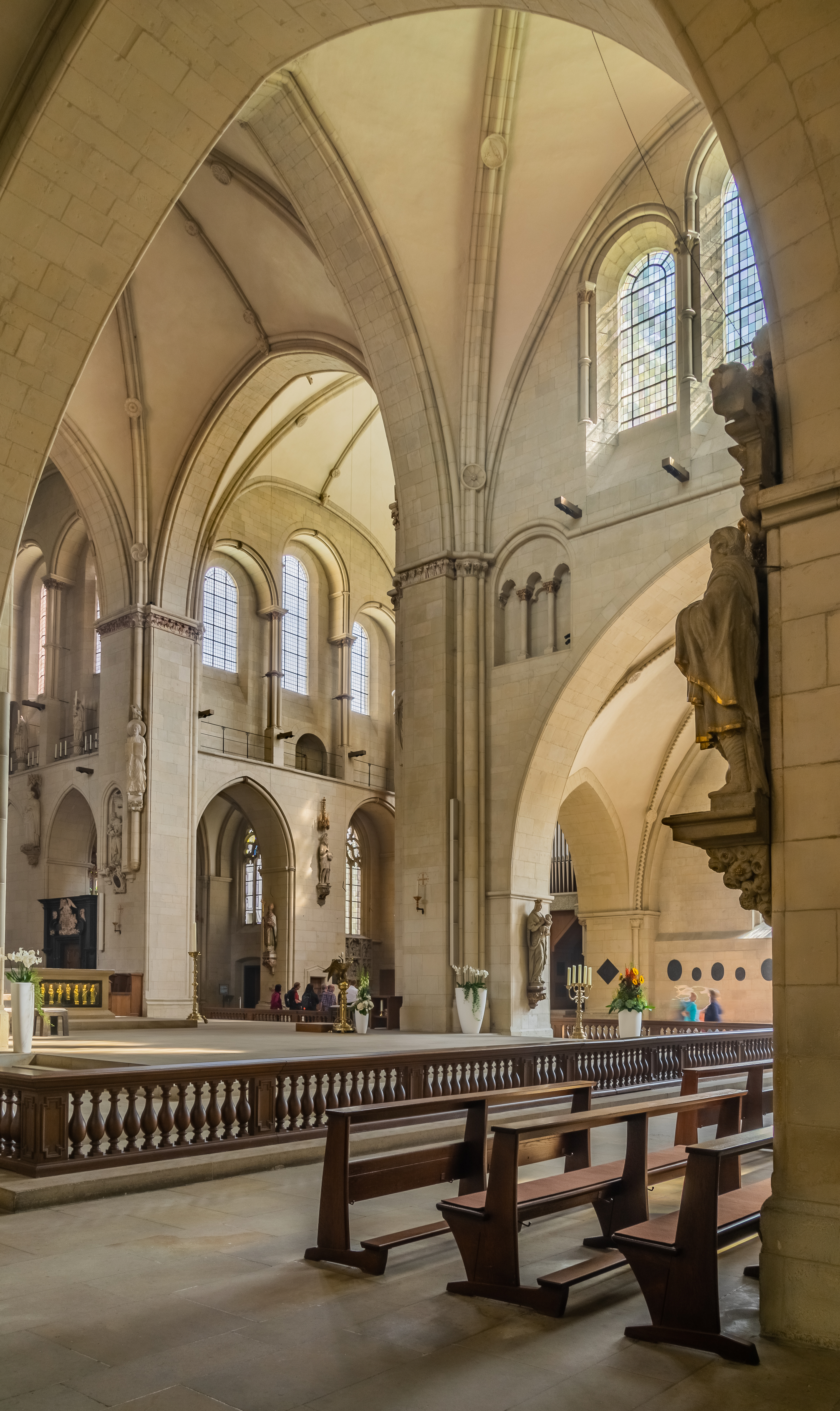
Blick aus dem linken Seitenschiff über die Vierung auf den Johannischor (Foto: 2019)

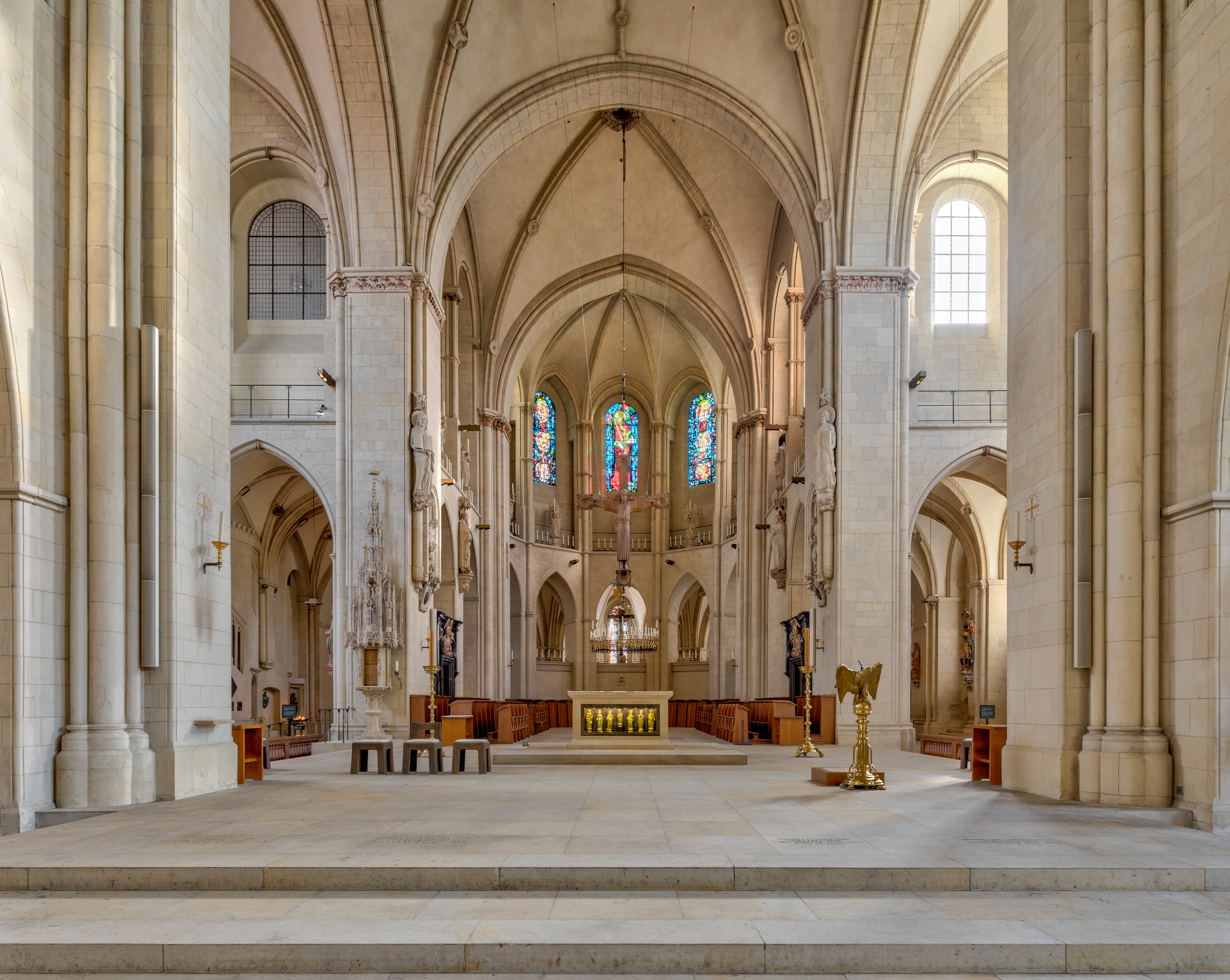
Altarinsel und Hochchor (Foto: 2019)

Zwei mächtige Gewölbe spannen sich vom West- zum Ostquerschiff über das Langhaus und 2 große gotische Maueröffnungen verbinden sein breites Mittelschiff mit seinen schmalen Seitenschiffen. Das Langhaus ist auf den Altar unter der Vierung und den Chor mit der Kathedra ausgerichtet.
(J) Sakramentskapelle: Em Ende des nördlichen Seitenschiff liegt der Zugang in den um 1700 hinter den Stephanschor gesetzten Anbau mit der von Johann Mauritz Gröninger gegossenen, 2,10 m hohen und 1,12 m breiten Bronzetür. Er diente zunächst als Sakristei der Domvikare. Von ihr blieb nur die Bronzetür erhalten. Ab 1930 beherbergte der Anbau die erste Domschatzkammer, 1956 wurde die Sakramentskapelle eingerichtet.
Epitaphe im nördlichen Seitenschiff: Auf die Wand des nördlichen Seitenschiffs zwischen den beiden von Kilian Wegewort verglasten gotschen Fenstern (um 1540) sind 3 Epitaphe aufgesetzt: links das Epitaph des Domseniors Anton Heinrich Hermann von Velen, das dieser noch zu seinen Lebzeiten bei dem Holzbildhauer Johann Heinrich König in Auftrag gab; in der Mitte das Epitaph des Jodokus von Droste (nach 1594) mit dem Relief der Verkündigung aus Sandstein von Bernd Katman; rechts das Epitaph des Bernhard Engelbert von Beverförde zu Werries (um 1690).
Laurentiusalter und Bernhard von Münster Epitaph: Bernhard von Münster (1500–1557) errichtete 1955 den Laurentiusaltar. Er wurde 1522 Domherr, 1553 Dompropst und am 1. Mai 1557 vor dem Laurentiusaltar bestattet.
Blasiusaltar und Theodor von Plettenberg Epitaph: Der 1618 errichtete Blasiusaltar ist das Epitaph des 1643 verstorbenen Domkellnern Theodor von Plettenberg.
Hl. Katharina: Vor der Ostvierung am Südost-Pfeiler der Bogenwand des Langhauses steht eine Skulptur der Hl. Katharina von Alexandrien. Die Patronin der Prediger wird bei „gehemmter Zunge“ angerufen.

Ansichten
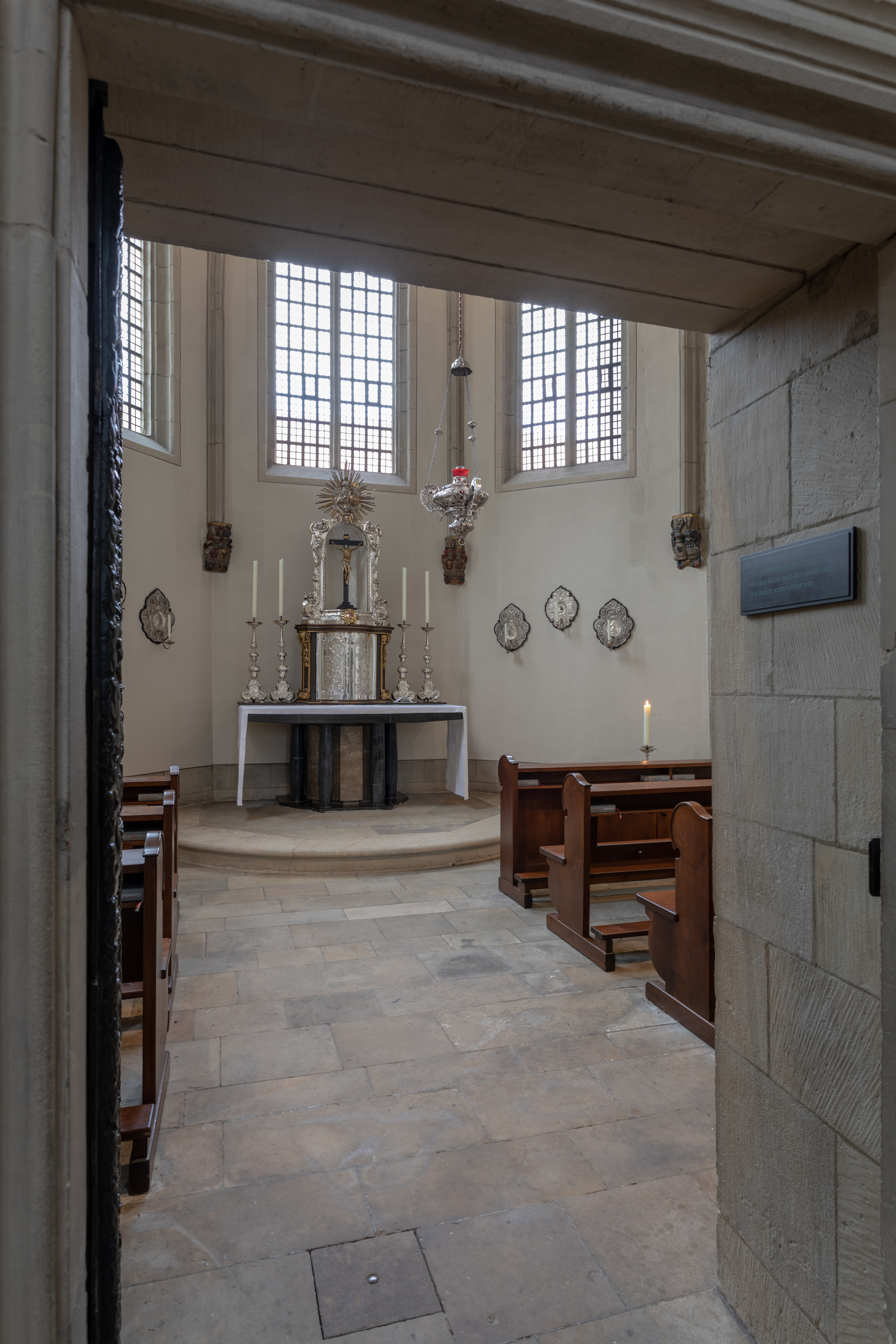
Sakramentskapelle
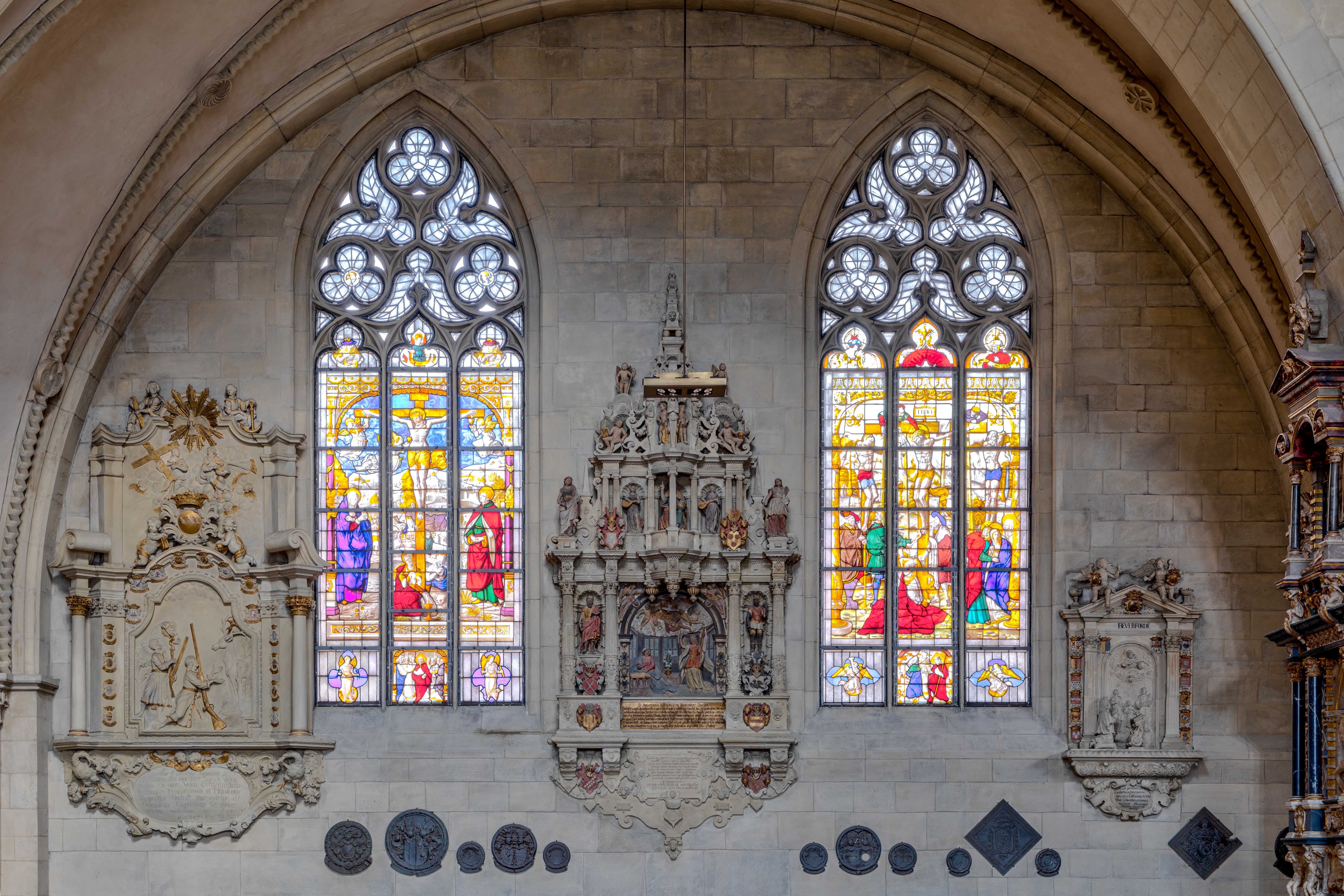
Epitaphe im nördlichen Seitenschiff
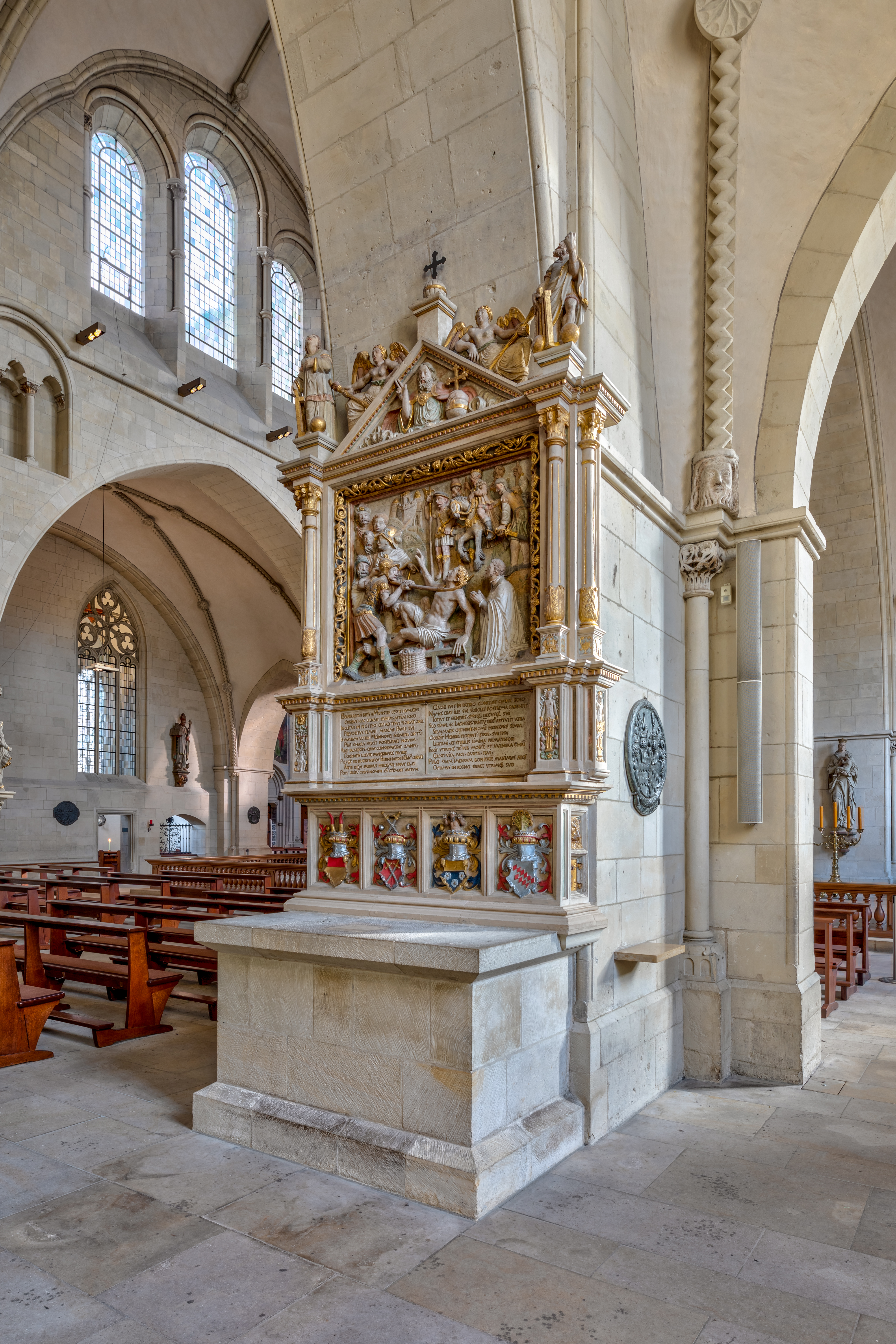
Laurentius Altar
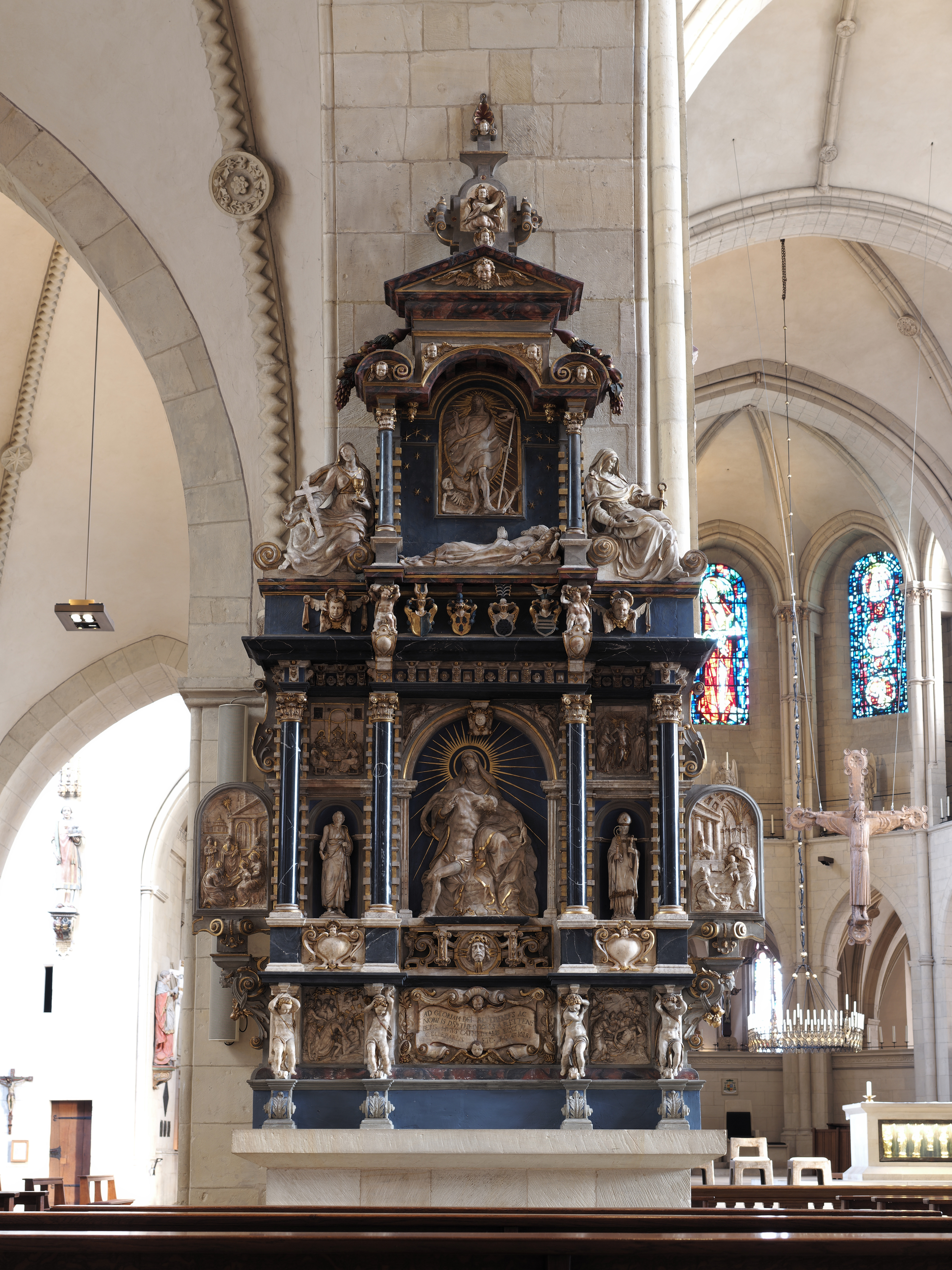
Blasiusaltar

#### (K)(M) Ostquerhaus und (N) Hochchor
Das Ostquerhaus hat drei Bereiche: den Stephanuschor (K) auf der Nord-, den Johannischor (M) mit dem großen Orgelprospekt auf der Südseite und unter der Vierung die 1956 von Emil Steffann im Zuge des Wiederaufbaus gestaltete Mitte des Doms (L) mit dem auf die von einer hölzernen Chorschranke abgegrenzten Altarinsel gesetzten Volksaltar vor dem offenen Hochchor (N) mit Chorgestühl und Kathedra. Die Vitrine mit Apostelstatuen aus dem Reliquienschrein des ehemaligen barocken Hochaltars des 14. Jahrhunderts wurde 1975 in den Sandsteinblock des Altars eingefügt.

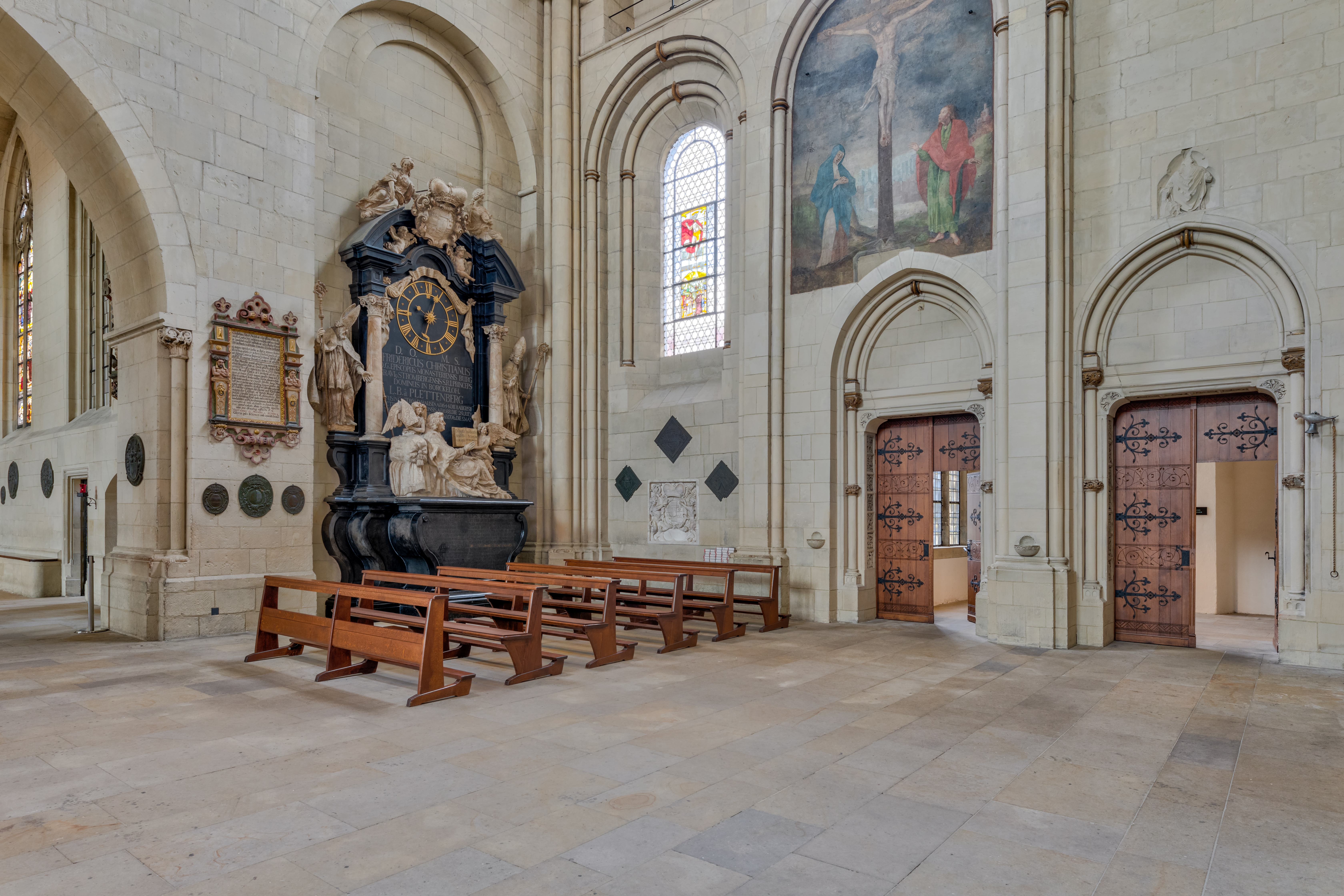
Grabmal Friedrich Christian von Plettenberg im Stephanuschor und Zugang in den Kreuzgang zur Domsakristei (Foto: 2019)

Grabmal Friedrich Christian von Plettenberg: Das 1707–1708 von Johann Mauritz Gröninger aus schwarzem und weißem Marmor gestaltete Grabmonument (8) des Fürstbischof Friedrich Christian von Plettenberg ist vor der Nordmauer des Stephanuschors aufgebaut. Es stand zunächst im Hochchor, rückwändig zur Astronomischen Uhr, mit deren Uhrwerk die Uhr des Grabmonuments verbunden werden sollte. Es zeigt die vor einer Portikusarchitektur auf einem Sakrophaksockel sitzende Gestalt des Fürstbischofs, flankiert von Figuren der Namenspatrone Plettenbergs in bischöflichem Ornat mit Mitra und Hirtenstab, links den heiligen Bischof Friedrich und rechts Bischof Christian. In den Portikusarchitektur sind das von Putten begleitete Fürstenwappen über einer Uhr angebracht. Auf den Sarkophages und unter der Uhr wurden der Titel und die Würdigung Plettenbergs eingemeißelt. Die Uhr wird von einem Spruchband mit den Worten „Consilio et Constantia“ und seitlichen Tuchdraperien umrahmt. Sie wurde von Joachim Münnig gebaut und von Wolff Henrich Schmorck bemalt. Zu Füßen Plettenbergs steht ein Engel mit einem geöffneten Buch. Ursprünglich waren auf den Seiten des Buches die Worte „Diligite iustitiam, qui iudicatis terram…“ („Liebet die Gerechtigkeit, die Ihr auf Erden richtet“, Weish 1, 1) eingemeißelt. Hinter Plettenberg steht ein zweiter himmlischer Assistent, der die Insignien des Fürstbischofs hält.

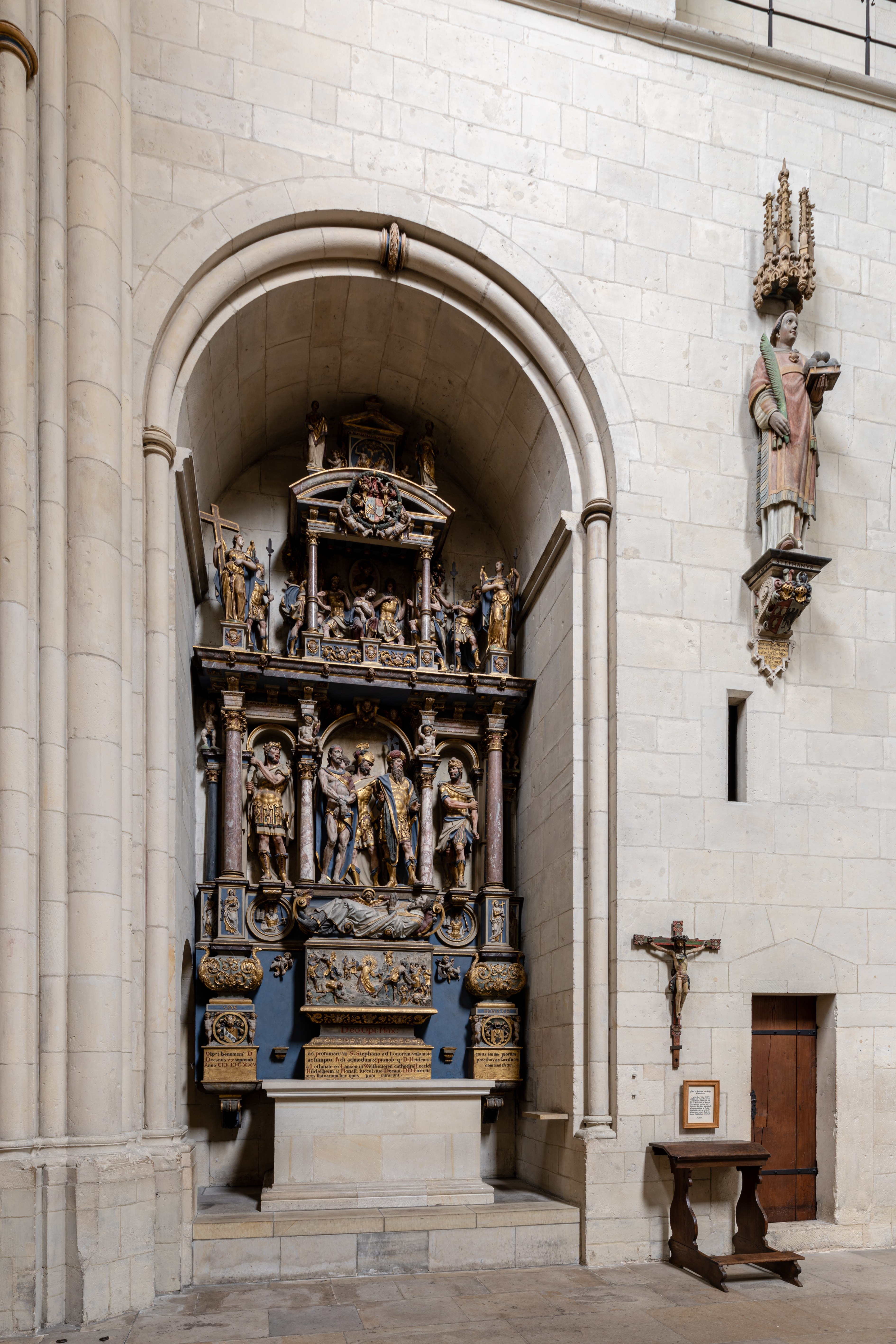
Stephanus-Altar mit dem Pestkreuz rechts unten und der Statue des Hl. Stephanus darüber (Foto: 2019)

Stephanus-Altar, Pestkreuz und Statue des Hl. Stephanus: Gegenüber in dem großen Mauerrücksprung des Stephanuschores (K) steht der Stephanusaltar mit Letmathe-Epitaph (1625–1630) von Gerhard Gröninger. Das hölzerne, farbig gefasste, „Pestkreuz“ genannte Vortragskreuz rechts daneben aus dem späten 14. Jahrhundert spiegelt im Leid des Gekreuzigten die "Pestnöte" wider. Auf seiner Rückseite wurden zwischen den Schulterblättern und den Beckenknochen des Korpus zwei kleine, leere Aushöhlungen vermutlich für Reliquien eingelassen.

Hl. Liborius: Im Johanneschor links neben der Orgel vor dem mächtigen Pfeiler der Vierung steht die lebensgroße Figur des heiligen Liborius in Bischofstracht mit einem Buch und drei Steinen – als Schutzpatron bei Stein-Leiden – in seiner linken und einen vergoldeten Bischofsstab aus Holz in seiner rechten Hand. Im Dreißigjährigen Kriegs (1618–1648) brachten die Paderborner Domherren die Reliquien ihres Bistumpatrons nach Münster, um sie vor Raub und Brandschatzung zu schützen. Während ihres Aufenthalts in Münster sollen die Reliquien wundersam dafür gesorgt haben, dass die Stadt weitgehend von Zerstörungen verschont blieb. Aus diesem Grund stiftete der Münstersche Domherr Johann Wilhelm von Sintzig nach Abschluss des Westfälischen Friedens die Statue des hl. Liborius für den St.-Paulus-Dom. Seitdem wird jedem verstorbenen Diözesanbischof der Stab der Liborius-Figur ins Grab gelegt. Sein Nachfolger lässt eine exakte Nachbildung des historischen Vorbild aus Lindenholz anfertigen und der Figur des hl. Liborius einen neuen Stab übergeben, auf ihm ein weiterer  Kreidestrich aufgetragen, dann Blattgold und Ölfarbe aufgebracht.

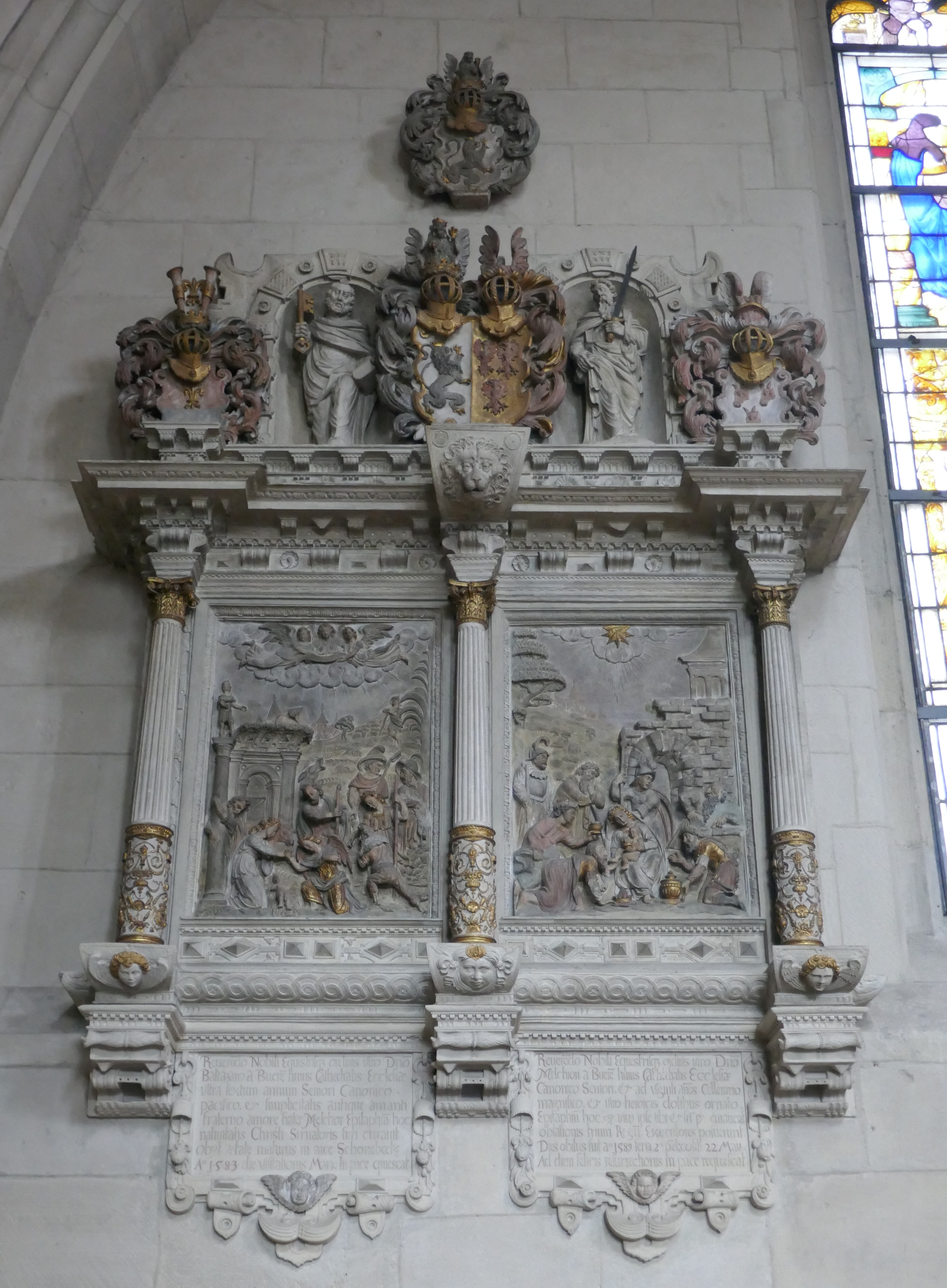
Balthasar und Melchior von Büren Doppelepitaph

Das Doppelepitaph im Johannischor ist ein farbig gefasstes Steinrelief (6), das die „Anbetung der Heiligen Drei Könige“ darstellt: Im Mittelpunkt wird die Mutter Gottes mit dem Christuskind dargestellt, das ein Geschenk des knienden Königs Melchior entgegennimmt. Seitlich von Maria kniet Domherr (König) Melchior von Büren, der das Werk stiftete. Hinter ihm stehen König Caspar, mit einem goldenen Pokal als Gabe für das Jesuskind, und (König) Balthasar von Büren als Afrikaner dargestellt. In das vor 1534 geschaffene Steinrelief eingebunden sind Josef, der Apostel Bartholomäus und zwei wappentragende Putten.

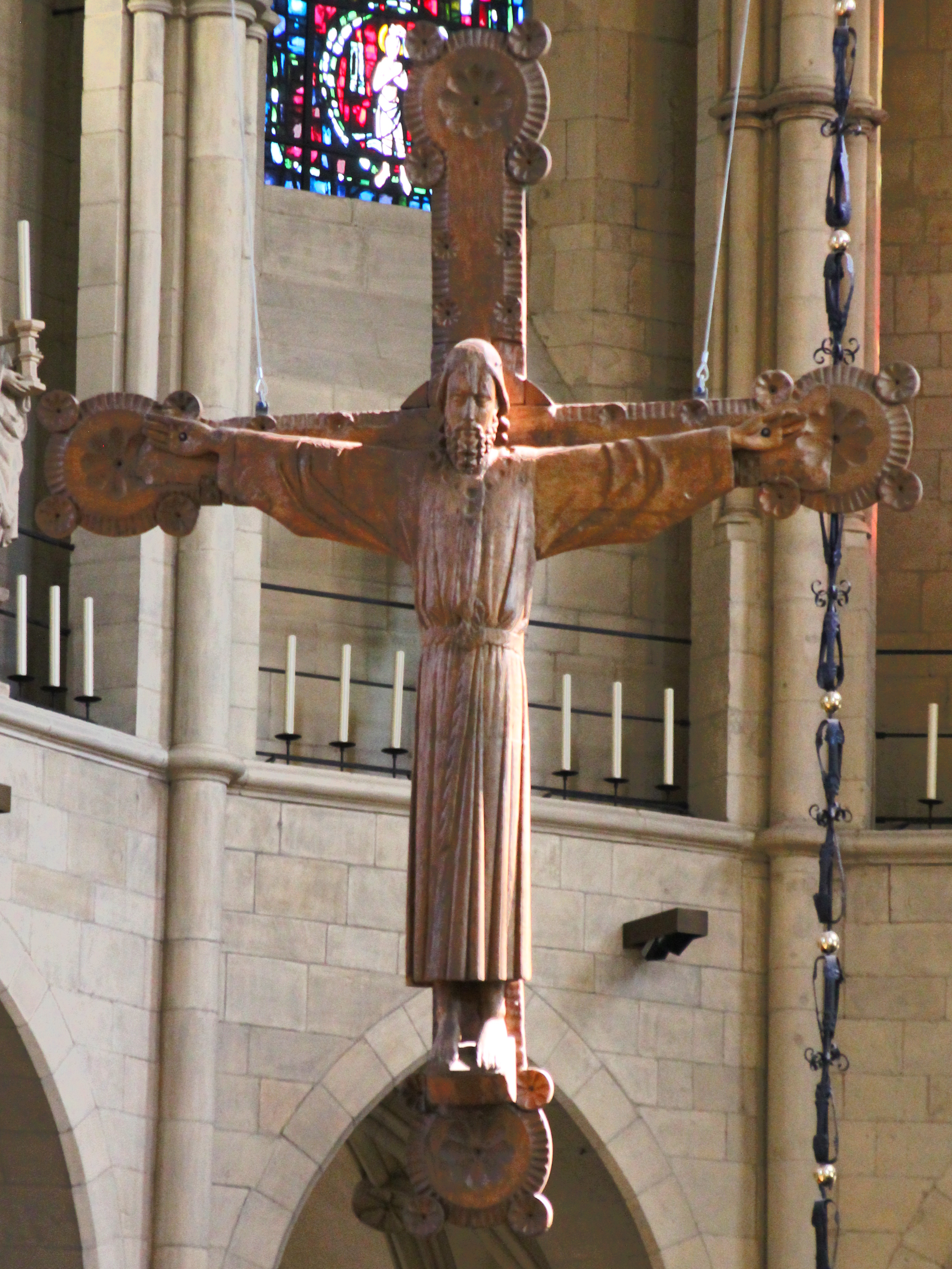
Triumphkreuz

Das „Triumphkreuz“ (10.) aus dem Kreuzgang hängt seit 1973 als Altarkreuz im Hochchor des Doms über dem Volksaltar der Vierung. Dieses monumentale Kruzifix aus Eichenholz zeigt den zum Gericht wiederkehrenden Erlöser. Der auch als „Volto Santo“ bezeichnete Gekreuzigte stammt aus dem ausgehenden 13. Jahrhundert. Das Kreuz ist 3,55 m hoch, 2,62 m breit und etwa 3 cm stark. Sein 2,22 m hoher Korpus streckt die Arme 1,98 m aus. Die Krone auf dem Kopf des Korpus ging verloren. Da Teile der Balken und die Balkenenden fehlten, der Korpus beschädigt war, wurde das Kreuz nach Photographien ergänzt, restauriert und auf die ursprüngliche Farbgebung verzichtet. Die achtblättrige Rosetten-Form auf den Balkenenden ist nicht erwiesen. Zwecks Aufhängung des Wandkreuz wurden auf der schmucklos gestalteten Rückseite Stahlstangen angebracht. Gleich dem Auferstandenen in eine lange, durch rillenförmige Parallelfalten gegliederte, gegürtete Ärmeltunika gekleidet, bildet der Korpus – mit Kopf, Rumpf, Beine und Füße vertikal und den Armen horizonal ausgerichtet – eine hieratische Symmetrie. Die offenen Handteller sind an das Kreuz genagelt. Die Füße stehen frei auf einem Suppedaneum. Das bärtige Haupt des Gekreuzigten schaut mit offenem Blick ernst auf den Betrachter. Die Schnitzarbeiten auf dem Halskragen und der Brust des hohepriesterlichen Gewandes ahmen einen Edelsteinbesatz entsprechend der Vision des Sehers von Patmos in der „Geheimen Offenbarung“ Johannes des Evangelisten (similem Filio hominis, vestitum podere, et precinctum ad mamillas zona aurea – der einem Menschensohn ähnlich war, bekleidet in einem Poderes und die Brust umgürtet mit einem goldenen Gürtel, Offb 1,13 ) nach.

#### (L) Vierung
- Vor dem nordöstlichen Vierungspfeiler befindet sich ein filigran gearbeitetes gotisches Sakramentshäuschen (Tabernakel, 11.).
- Inmitten des Hochchores hängt ein großer Radleuchter (13.).
- Auf der mittleren Höhe der Vierungspfeiler befinden sich zur Altarinsel gerichtet überlebensgroße Steinfiguren. Sie stellen die vier Evangelisten dar, die die Frohe Botschaft in alle Himmelsrichtungen verkünden.
- Im Bereich des Hochchores stehen (weitere) Heiligenfiguren. Sie symbolisieren die Gegenwart der Heiligen bei der Eucharistie. Abgesehen von Figuren der Muttergottes, des Hl. Josef und des Kirchenpatrons Paulus mit Schwert befinden sich in den Fensternischen des Hochchores, dem Arkadengang vorgelagert, steinerne Figuren der zwölf Apostel. Sie tragen in ihren Händen Kerzenleuchter.
- Der Bischofssitz ist als eine Art Lehr-Stuhl (Kathedra) gestaltet. Durch diese Gestaltung soll der Sitz das Lehramt des Bischofs versinnbildlichen.

#### (S) Chorumgang
Statue des Hl. Antonius: Im Chorumgang des Doms befindet sich eine Statue des Heiligen Antonius von Padua, bekleidet mit der franziskanischen Mönchskutte, der das Christuskind auf einem Tuch in seinen Armen hält. Der Heilige blickt das Kind lächelnd an, während das Kind nach seinem Gesicht tastet.
Die Skulptur wurde von dem Hofbildhauer Johann Mauritz Gröninger (Münster) geschaffen. Sie befand sich ursprünglich in einem Kloster in Münster und gelangte erst durch eine (private) Schenkung im Jahre 1907 in den Besitz des Doms. Datiert wird die Statue auf die Zeit um das Jahr 1675.
Kreuzweg: In den Nischen der Chorschrankenwänden im Chorumgang befinden sich 15 Kreuzwegstationen (14.), die 1995–1996 von dem Künstler Bert Gerresheim (Düsseldorf) geschaffen wurden. Es handelt sich dabei um vollplastische Bronzegruppen. Das Besondere ist, dass in das jeweilige Kreuzwegs-Geschehen Menschen unserer Zeit und Persönlichkeiten der Bistumsgeschichte einbezogen und dargestellt wurden, u. a. Karl Leisner, Schwester Maria Euthymia, Niels Stensen, Anna Katharina Emmerick, Clemens August Graf von Galen, Papst Johannes Paul II. und Mutter Teresa.
Kopfbildnis Kardinal von Galens: An der Rückwand des Hochchores steht eine Säule mit einem bronzenen Kopfbildnis von Clemens August Kardinal von Galen (15.). Es handelt sich dabei um einen Nachguss – das Original wurde 1950 von dem Bildhauer Edwin Scharff für das Foyer des Bistumsarchivs geschaffen. Der Kardinal ist mit Mitra dargestellt, auf deren Schauseite sich ein Bildmotiv des guten Hirten befindet. Hilfsmittel für den Kopfbildnis war u. a. die Totenmaske des Kardinals. Der Nachguss wurde anlässlich des 30. Todestages des Kardinals, im Jahre 1976 angefertigt. Er stand zunächst auf einer steinernen Konsole in der Grabkapelle. Anlässlich des Besuchs von Papst Johannes Paul II. im Jahre 1987 wurde die Grabkapelle umgestaltet und der Kopfbildnis außerhalb der Kapelle, mit Blick auf den Altar der Grabkapelle, aufgestellt. Kopfbildnis und Grabstätte sind durch eine in den Boden eingelassene Bronzeplatte miteinander verbunden.
An den Chorumgang schließen sich kranzförmig vier Seitenkapellen an.

#### (R) Kreuzkapelle

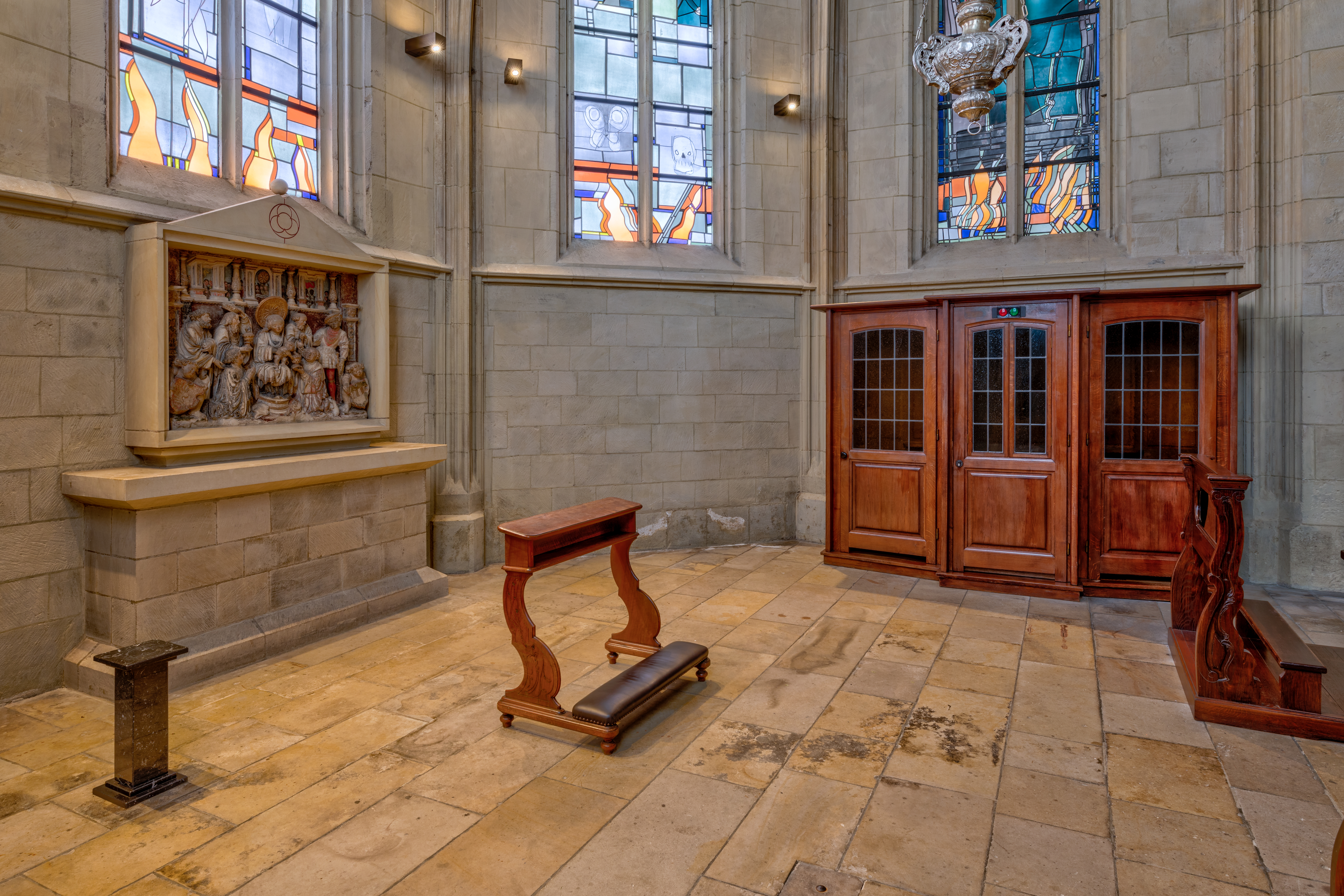
Blick in die Kreuzkapelle (Foto: 2019)

Die Kreuzkapelle befindet sich nördlich der Hauptachse. Im Zentrum steht ein Retabel Johann Brabenders mit der Darstellung der Anbetung der Hl. Drei Könige. Diese Arbeit befand sich von 1699 bis zum Ende des 19. Jahrhunderts in der Pfarrkirche der Gemeinde St. Johannes Baptist in Mesum.
Die drei Galensche Seitenkapelleni wurden im Auftrag von Fürstbischof Christoph Bernhard von Galen ab dem Jahre 1663 erbaut und an die bestehende Kreuzkapelle angefügt. Grund für den Bau war ein Gelübde beim Sieg über die Stadt Münster im Jahr 1661. Sie werden heute als die Galenschen Seitenkapellen bezeichnet. Ausgestattet wurden die Kapellen maßgeblich durch den Hofbildhauer des Fürsten, Johann Mauritz Gröninger.

#### (Q) Josephs-Kapelle

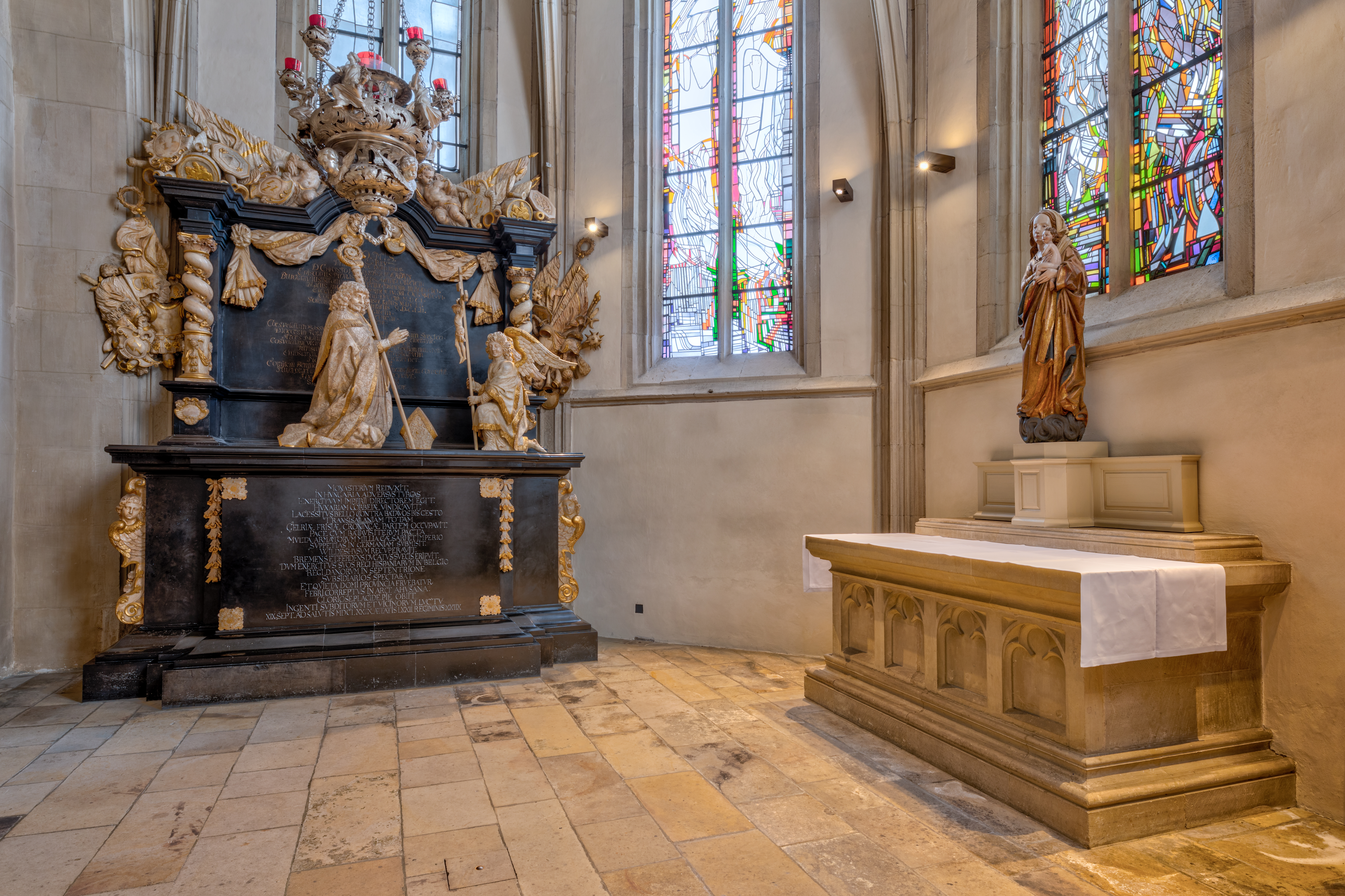
Die Josephskapelle (Foto: 2019)

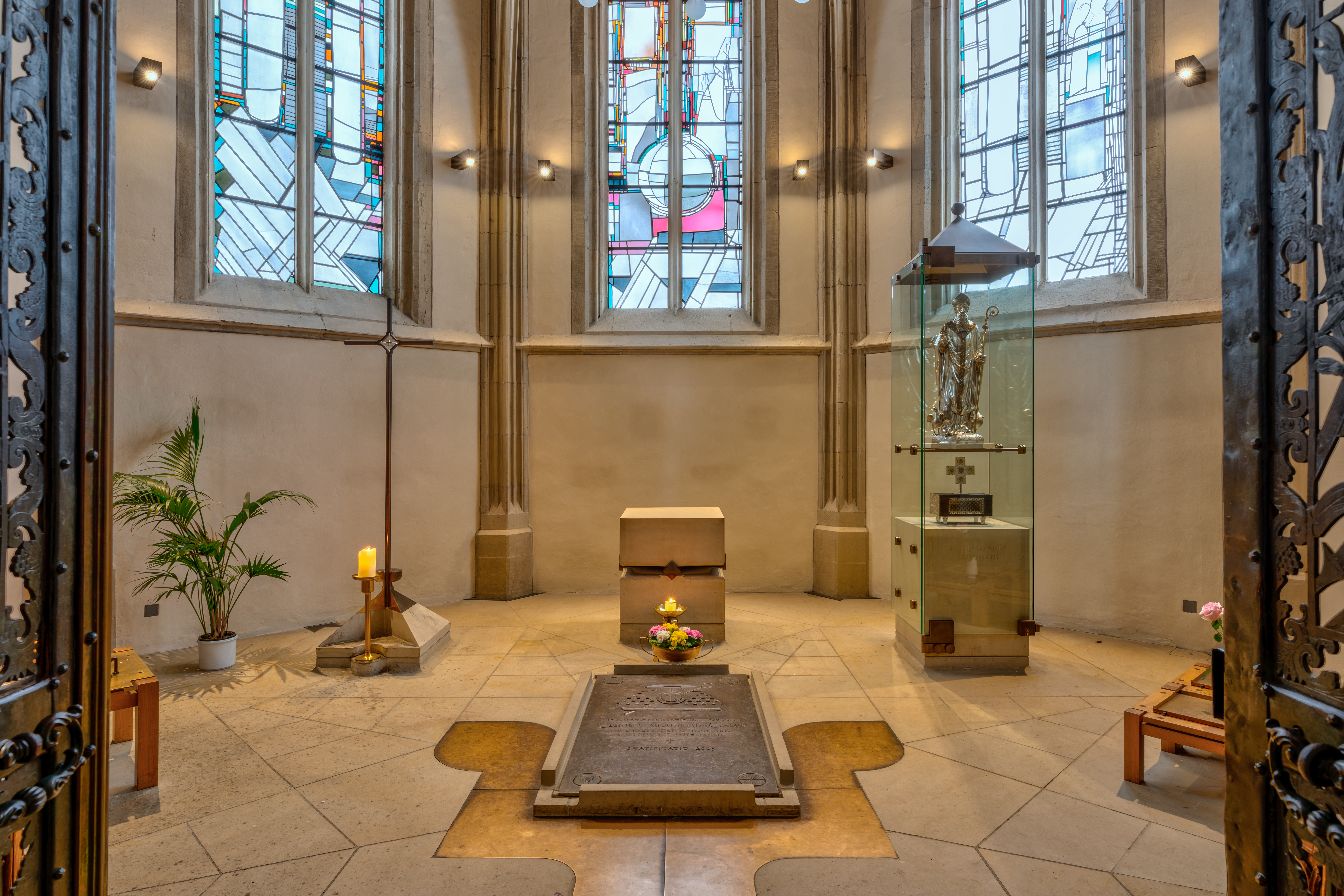
Blick in die Ludgeruskapelle auf das Grabmal von Kardinal Clemens August Graf von Galen (Foto: 2019)

Das Grabmal des Fürstbischofs Christoph Bernhard von Galen (19.) befindet sich in der St.-Josephs-Kapelle, der östlichsten der Galenschen Kapellen am Chorumgang. Das Monument wurde von dem Hofbildhauer Johann Mauritz Gröninger geschaffen. Begonnen wurde der Bau bereits zu Lebzeiten des Fürstbischofs, vollendet erst 1679, ein Jahr nach dessen Tod. Das Grabmal besteht aus einem massiven Sockelpodium, auf dem die marmorne Gestalt des Fürstbischofs auf einem Brokatkissen kniet, in Anbetung eines Kruzifixes, das ihm von einem Engel entgegengehalten wird. Der Fürstbischof ist mit einem Chorhemd und einem schweren Chormantel bekleidet dargestellt, zwischen seinen zusammengelegten Händen ruht der Bischofsstab, seine Mitra steht vor ihm.

#### (P) Ludgerus-Kapelle
In ihr befinden sich u. a. die Grabstätte von Clemens August Graf von Galen sowie die Reliquienstatue des heiligen Liudger. Die von Siegfried Moroder geschaffene Grabplatte trägt die Aufschrift “Hic exspectat resurrectionem mortuorum Clemens Augustinus de Galen S.R.E. presbyter cardinalis episcopus Monasteriensis” (deutsch: „Hier erwartet die Auferstehung der Toten Clemens August von Galen, der heiligen römischen Kirche Kardinalpriester, Bischof von Münster“).

#### (O) Maximus-Kapelle

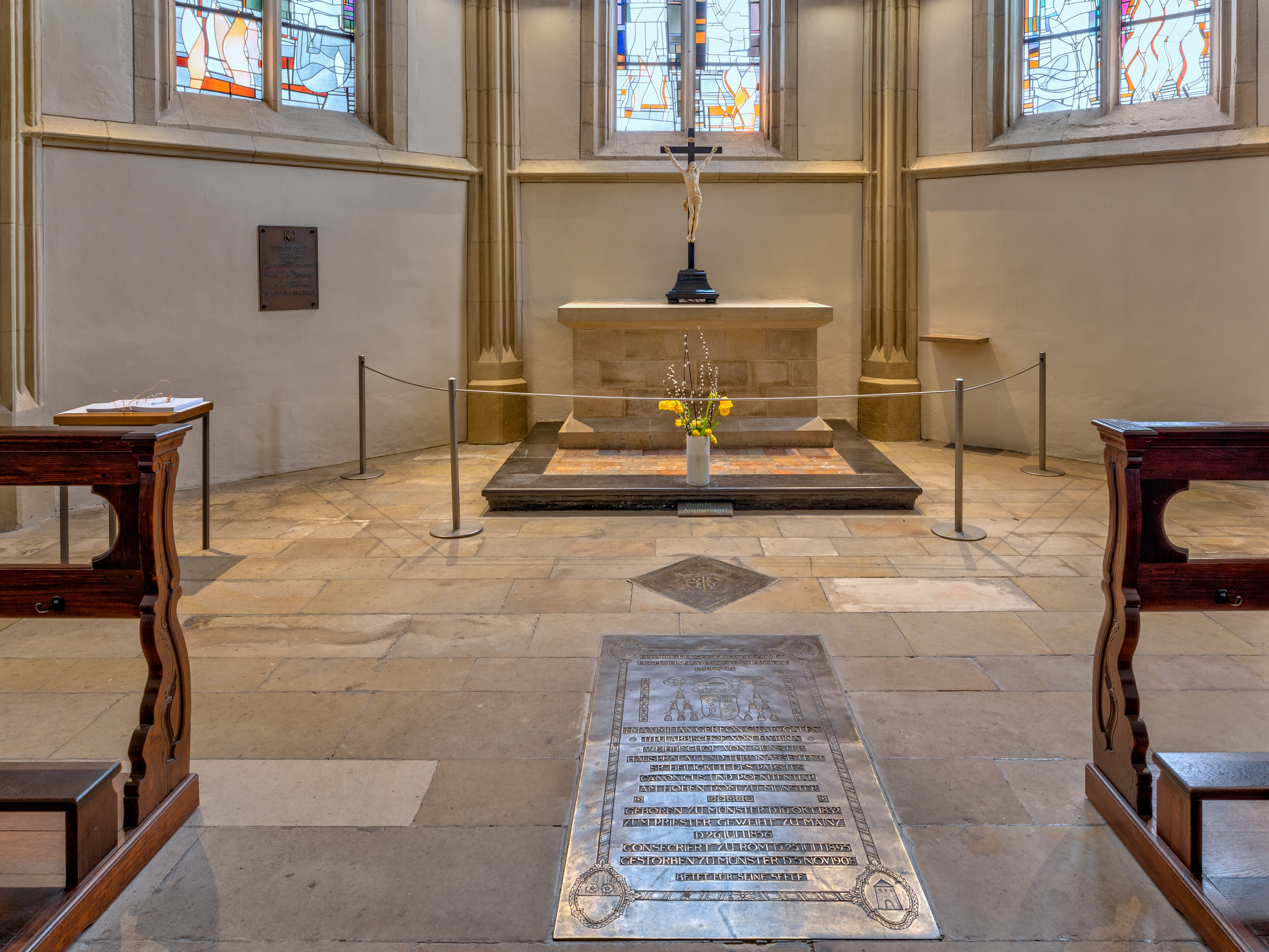
Blick in die Maximuskapelle (Foto: 2019)

Die südlichste Seitenkapelle ist die Maximus-Kapelle. Dort befinden sich ein wertvolles Elfenbein-Kruzifix sowie das Grab des Weihbischofs Maximilian Gereon Graf von Galen.
In der Maximuskapelle des Doms befindet sich ein Elfenbein-Kruzifix (18.), welches über lange Zeit als Dauerleihgabe eines privaten Leihgebers dem Dom zur Verfügung stand. Im Januar 2016 ging dieses Kunstwerk in den Besitz des Bistums Münster über. Die Skulptur wird dem flämischen Künstler François Duquesnoy (1597–1643) zugeschrieben.

#### (U) Kreuzgang, Anbauten und (V) Domherrenfriedhof

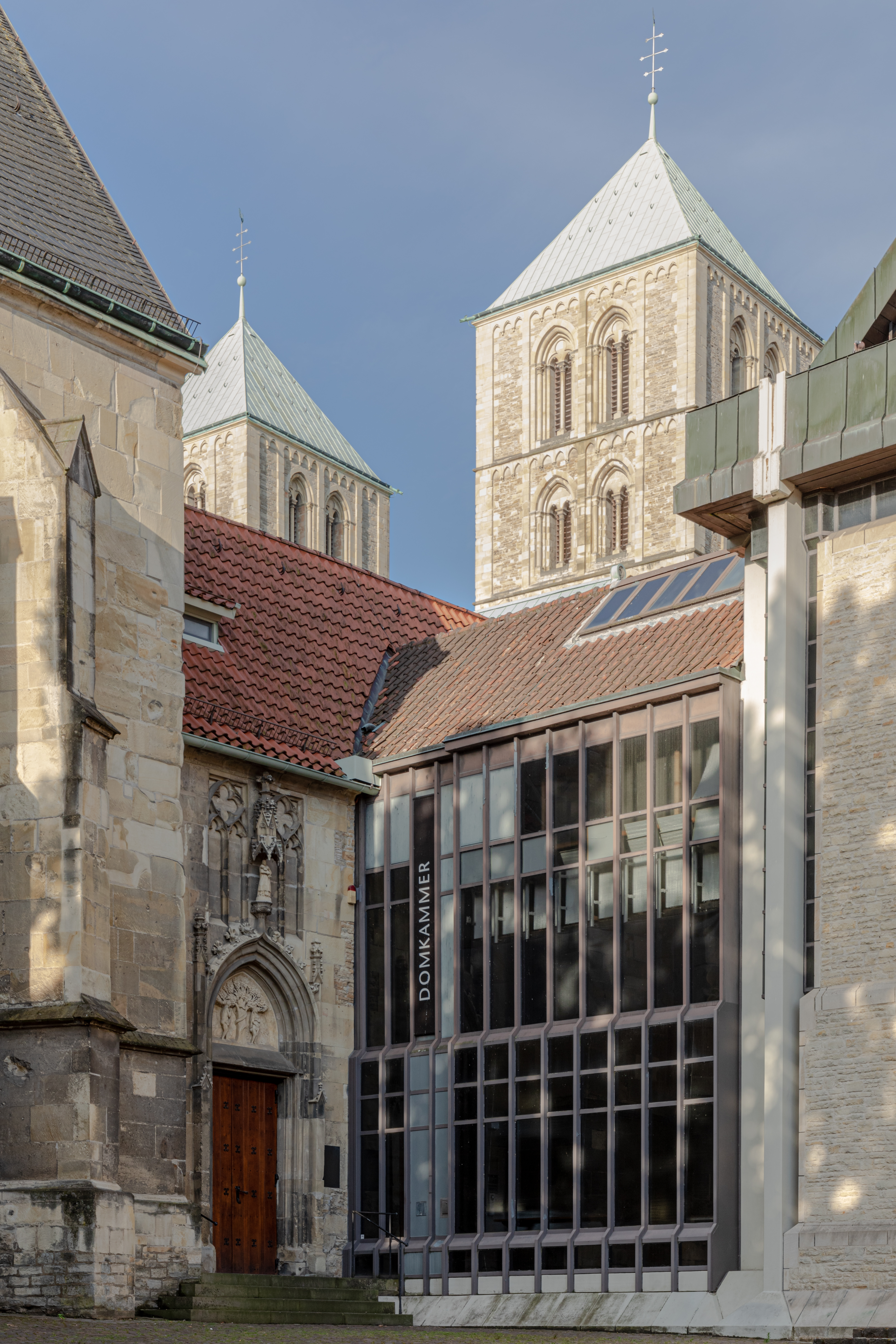
Nordportal des Kreuzgangs (links die Marienkapelle, rechts der Anbau der ehemaligen Domkammer, Foto: 2020)

Der von 1390 bis 1395 auf der Nordseite des Doms an das Ost- und Westquerhaus gebaute, dreiarmige Kreuzgang (U) erschließt über das Nordportal die Marienkapelle (W), den Hof des Domherrenfriedhofs (V), die Sakristei (X) mit dem Kapitelsaal (T) und über zwei Türen das Ostquerhaus mit dem auf die Altarinsel und das Orgelprospekt im Johannischor gerichteten Stephanuschor. Das Westportal erschließt der Westseite des Kreuzgangs, den Domherrenfriedhof und das Westquerhaus. 

Epitaphe: Entlang der geschlossenen Nord- und Westwand des Kreuzgangs erinnern Epitaphe an den Domdechant Dietrich Francois, die Domherren Rudolf von Langen, Gerhard und Lubbert von der Recke, den Hofrichter Friedrich von Fürstenberg, die Domherren Sander Morrien, Hermann von Langen, Reiner von Velen, Heinrich Poppe, den Domdechant Otto Korff, die Domherren Rotger Korff und Heinrich Korff. 

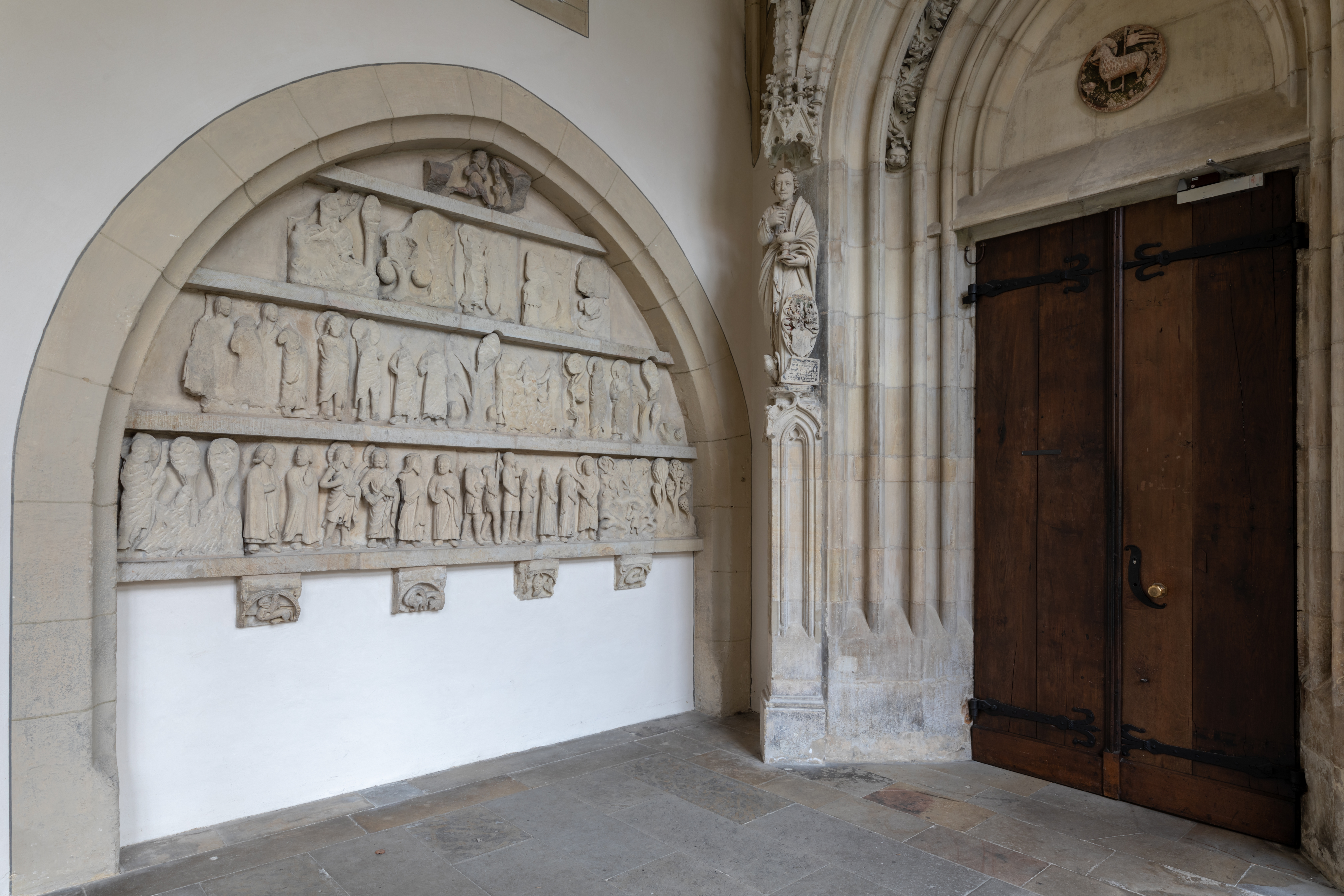
Portal vom Kreuzgang in den Stephanuschor (Foto: 2019)

"Gartensaal": Im Anbau der Nordwand des Kreuzgangs werden seit Anfang der 1980er Jahre Kacheln aus dem historischen Gartensaal des am 10. Oktober 1943 im Krieg zerstörten bischöflichen Palais ausgestellt. Von den ca. 4.000 Scherben dieses festlichen, mit weiß-blau-bemalten Majolika-Kacheln gewandeten Rokokosaals aus dem Jahr 1750 wurden die Großfliesen gemäß der Dokumentierung des historischen Gartensaals aus 1932 durch Max Geisberg wieder zusammengesetzt und restauriert. Die ca. 30 × 30 cm großen Kacheln zeigen auf der Hauptwand die Vier Jahreszeiten und auf der gegenüberliegenden Fensterseite die Vier Elemente. An den Nischenwänden finden sich Darstellungen von Sonne und Mond (Tag und Nacht), des „Schiffes Kirche“ in einer szenischen Darstellung der „Stillung des Seesturms durch Jesus“ (Mt 8, 24–27) und des antiken Götterboten Hermes, der in der Apostelgeschichte mit dem „Völkerapostel“ Paulus als Künder des Wortes verglichen wird.

(T) Kapitelsaal: Im holzgetäfelten Kapitelsaal mit den Wappen von Domkapitularen, die bis Anfang des 19. Jahrhunderts aus dem Adel stammten, wählt das Domkapitel an einem Holztisch mit hochlehnigen Stühlen den Bischof.

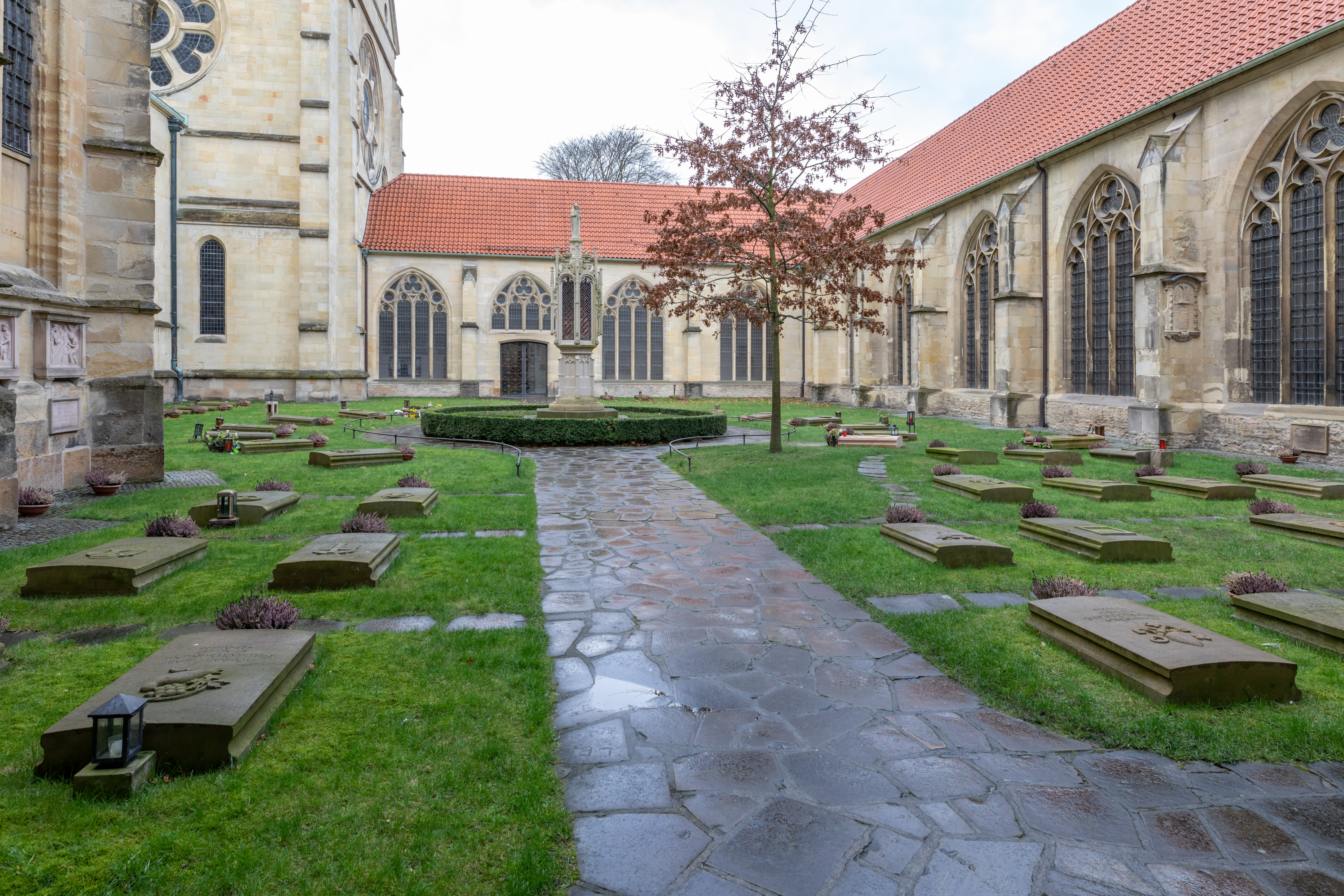
Friedhof der Domherren im Kreuzganghof (Foto: 2019)

(V) Domherren-Friedhof: Auf dem vom Kreuzgang umschlossenen Friedhof der Domherren wurden 2009 Weihbischof Josef Voß, 2012 Weihbischof Alfons Demming, 2014 Domvikar Hans Ossing, 2022 Dompropst Josef Alfers und 2023 Nuntius Erwin Josef Ender  beigesetzt.

„Der Bettler“ (23.): Diese bronzene Plastik "Der Bettler" von Ernst Barlach war Teil des 1930 für die Fassade der Katharinenkirche in Lübeck vorgesehenen und nicht umgesetzten Figurenzyklus „Gemeinschaft der Heiligen“. Die Plastik im Dom ist einer von insgesamt 8 Nachgüssen, die um 1979/1980 angefertigt wurden. Die etwa 2,17 Meter hohe Figur befand sich zunächst in der St.-Laurentius-Kirche in Herne und gelangte als Stiftung an den Dom.

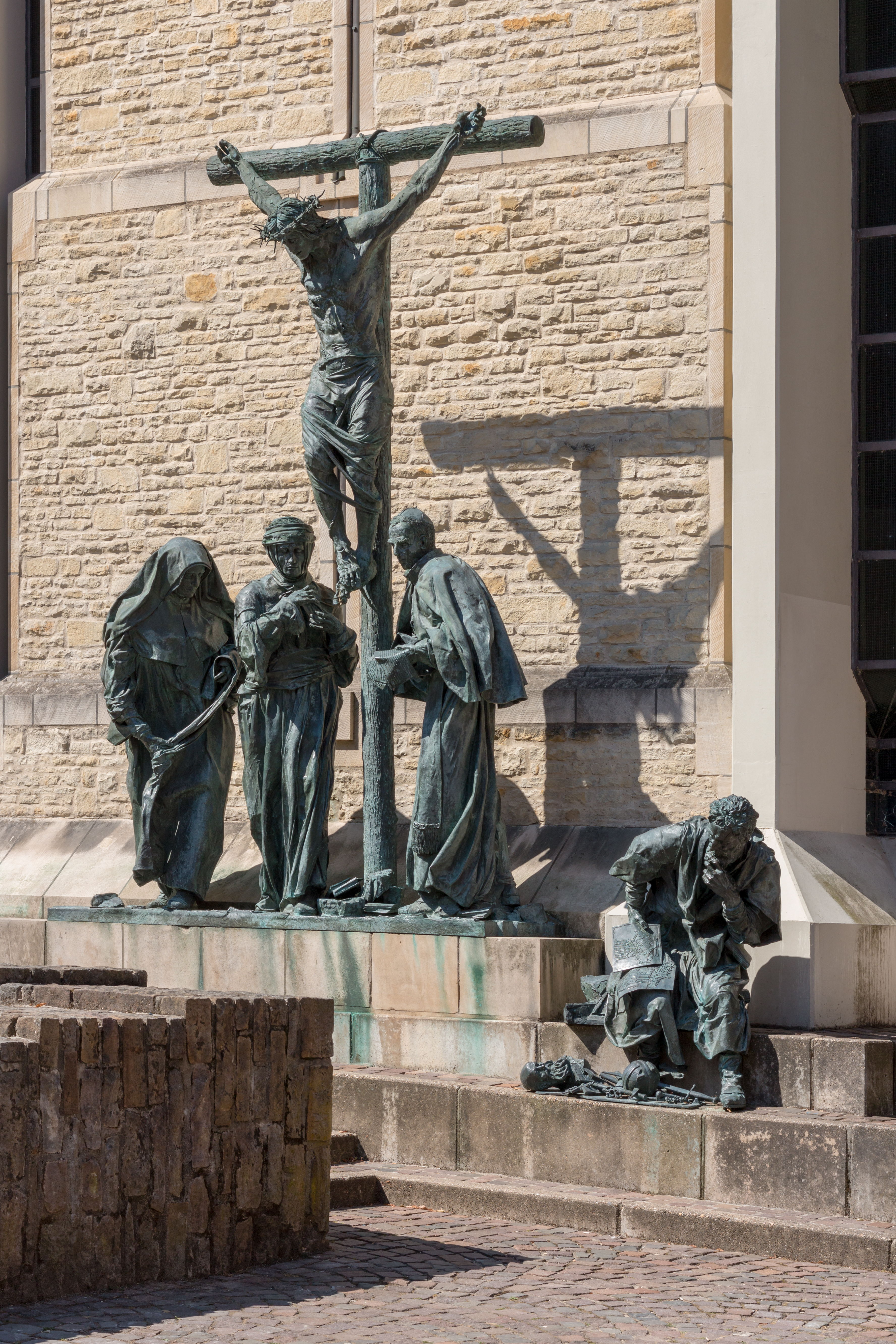
Kreuzigungsgruppe vor der ehemaligen Domkammer (Foto: 2019)

Kreuzigungsgruppe (24.): Anstelle einer steinernen, verwitterten und beschädigten Kreuzigungsskulptur aus der 1. Hälfte des 18. Jahrhunderts wurde 2004 vor die ehemalige Domkammer die bronzene Kreuzigungsszene von Bert Gerresheim aufgestellt. Unter dem Kreuz stehen Anna Katharina Emmerick, Maria Euthymia und ihnen gegenüber Kardinal von Galen, der in seinen Händen die Predigtaufzeichnungen „Wachrufe in einer politisch gefährlichen Welt“ hält. Am Fuß des Kreuzes erinnert ein Stein mit dem Ordenssiegel des Karmels an Edith Stein. Abseits sitzt eine Figur, die Jan van Leiden, den „König“ des Täuferreichs von Münster, darstellt. Zerbrochene Zeichen und Embleme (u. a. das Hakenkreuz, den Judenstern, das Hammer- und Sichel-Emblem des Weltkommunismus) weisen auf dunkle Zeiten der Menschheitsgeschichte hin.

### Astronomische Uhr

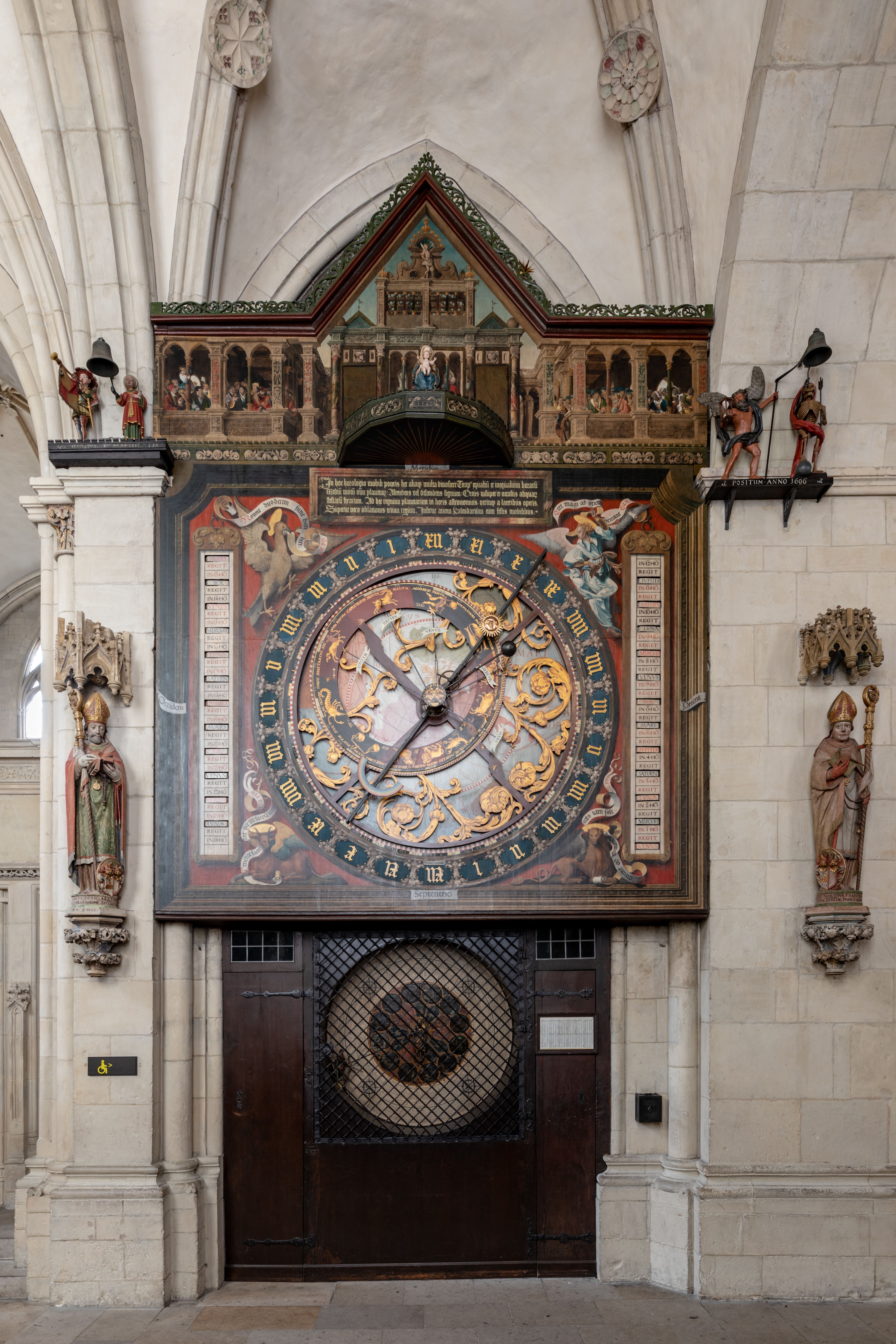
Astronomische Uhr mit Glockenspiel, Astrolabium (oben) und Kalendarium (unten)

In einem Joch zwischen Hochchor und (südlichem) Chorumgang befindet sich eine astronomische Uhr mit Glockenspiel.
Die Uhr aus den Jahren 1540 bis 1542 ist eine der bedeutendsten Monumentaluhren des deutschsprachigen Raums. Sie zählt zur sogenannten „Familie der hansischen Uhren“, von denen ansonsten nur noch die Uhren in Danzig, Rostock, Stralsund und Stendal relativ original erhalten sind (die Uhren von Lübeck und Wismar wurden 1942 bzw. 1945 zerstört). Sie weist mit den Uhren dieser Uhrenfamilie eine Reihe von gemeinsamen Charakteristika auf.
Die Uhr ist zudem eine der wenigen noch existierenden, entgegen dem Uhrzeigersinn drehenden öffentlichen Großuhren.
Das Glockenspiel im Inneren der Uhr (10 Glocken, Tonumfang des1–f2) kann von der Domorgel aus bedient werden.

#### Geschichte
| Höhe der Uhr                    | 7,8 m  |
| Breite des Mittelteils          | 4,1 m  |
| Durchmesser des Zifferblattes   | 3,0 m  |
| Durchmesser der Kalenderscheibe | 1,5 m  |
| Höhe der Planetentafeln         | 2,3 m  |
| Gewicht des Retes               | 110 kg |
| Glocken des Glockenspiels       | 10     |

Die erste astronomische Uhr im Dom aus dem Jahre 1408 wurde 1534 beim Bildersturm während der Zeit der Täuferherrschaft zerschlagen. Die zweite, bis heute erhaltene Uhr aus der Zeit von 1540 bis 1542 wurde durch den Buchdrucker und Mathematiker Dietrich Tzwyvel errichtet. Der Gang der Uhr wurde von Tzwyvel und dem Franziskaner und Domprediger Johann von Aachen berechnet. Geschmiedet hat das Werk der Schlosser Nikolaus Windemaker, bemalt wurde es von Ludger tom Ring d. Ä.
Mit der Kalenderreform 1582 wurde der Kalender „vorgestellt“ (auf den 4. Oktober folgte der 15. Oktober) und eine neue Regelung der Schaltjahre eingeführt. Die Berechnung der Osterdaten und Wochentage aus dem Kalendarium ist seitdem erschwert.
Die Weltkarte wurde – spiegelverkehrt, da für astronomische Zwecke – kurz nach 1660 auf den Hintergrund des Zifferblattes aufgemalt und das hölzerne Rete (durchbrochene Bronzescheibe innerhalb des Stundenkreises mit 15 Fixsternen) durch ein neues in barocken Formen ersetzt. 1696 wurde das Uhrwerk erneuert und ein Viertelstundenschlag mit den Figuren Chronos (Gott der Zeit) und Tod hinzugefügt.
1818 führte der Einbau eines Scheren-Stiftganges mit einem vier Meter langen Pendel zu erheblicher Lärmbelästigung im Dom und im ganzen 19. Jahrhundert zu ständigen Klagen über den schlechten Zustand der Uhr.
1927 schlug die Uhr das letzte Mal und sollte entfernt werden; sie wurde jedoch 1929–1932 gründlich erneuert und erhielt ein neues Werk. Die Berechnungen dazu lieferten Ernst Schulz und Erich Hüttenhain vom astronomischen Seminar in Münster, gebaut wurde das Werk von Turmuhrmeister Heinrich Eggeringhaus von der Turmuhrenfabrik Korfhage in Buer.
Im Zweiten Weltkrieg wurde das Werk ausgelagert, während das Gehäuse im Dom verblieb, jedoch nicht beschädigt wurde. Am 21. Dezember 1951 wurde die astronomische Uhr – nach Beseitigung der Kriegsschäden am Dom – wieder in Betrieb genommen.

#### Schauseite
Die Schauseite der Uhr weist, wie im Mittelalter nicht unüblich, eine Dreiteilung auf. Die Dreiteilung in Kalenderteil (unten), Astrolabium mit weiteren Anzeigen (Mitte) und einer großen Schautafel mit Figurenumlauf (oben) versinnbildlicht eine Sicht auf die Vorstellungen des Universums. Die beiden oberen Teile der Uhr sind in ein Bildkonzept eingebunden, das nach den Himmelsrichtungen am Standort der Uhr im Südlichen Chorumgang ausgerichtet ist.

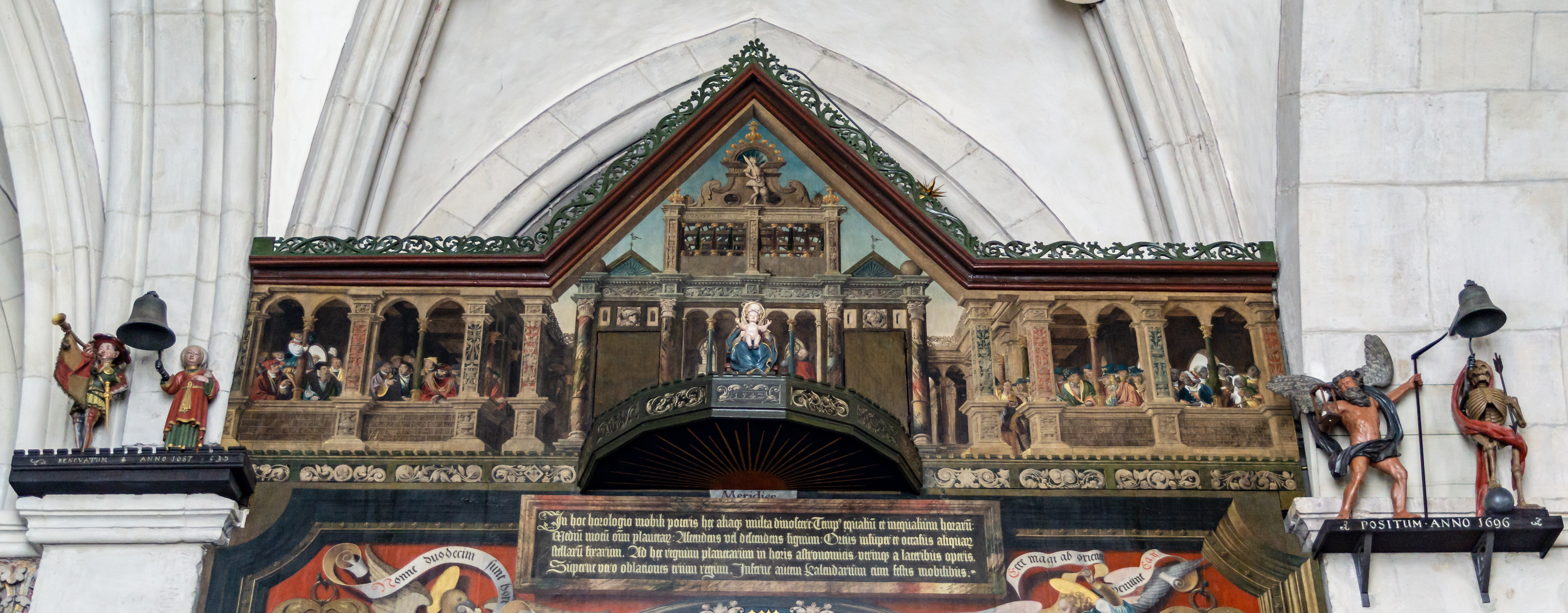
Oberer Teil

Im oberen Teil befindet sich eine Bildtafel im Renaissance-Stil.
- Der mittlere Bereich des oberen Teils ist als Giebel-Stockwerk angelegt. Er zeigt in der Mitte eine Architektur, die auf Jerusalem als Mittelpunkt der Erde verweist. Das Tor wird von David mit dem Schwert und dem abgeschlagenen Haupt des Goliath bekrönt. Darunter ist eine plastisch-figürliche Darstellung des Jesuskindes auf dem Schoß der Gottesmutter Maria in den Figuren-Umgang eingebunden.
- Auf der rechten Seite des Bildes (ausgerichtet nach der Ostseite) sind Männer aus dem Osten in Form von Astronomen und der Heiligen Drei Könige dargestellt. Die Linke Seite (ausgerichtet nach Westen) zeigt Bürger von Münster in zeitgenössischer Tracht.
- Unterhalb der David-Darstellung weist die Inschrift „Ludgeri Ringii Mo(naster)iensis opus“ auf den Schöpfer Ludger tom Ring aus Münster hin.

Vor der Darstellung von Maria mit dem Jesuskind befindet sich ein Figuren-Umgang. Einmal täglich, mittags um 12 Uhr, wird ein Figurenspiel in Bewegung gesetzt. Es zeigt die Anbetung der Heiligen Drei Könige.
- Von hinter dem Giebel erscheint zunächst ein goldener Stern an einer Metallstange und bewegt sich bis vor die Darstellung der Madonna.
- Anschließend öffnet sich die rechte Tür (Osten), über der in einem antikisierenden Medaillon Venus als Morgenstern dargestellt ist. Die metallenen heilige Drei Könige verlassen ihre Unterkunft, defilieren um die Jesusfigur im Schoße der Maria, verneigen sich vor ihr und bewegen sich durch die linke Tür (Westen), die durch Mars als Abendstern gekennzeichnet ist, wieder zurück in ihre Unterkunft. Flankiert werden die Könige durch zwei Holzdiener.
- Während des Figurenumgangs erklingt aus dem Inneren der Uhr das Glockenspiel mit den Melodien der Lieder „In dulci jubilo“ und „Lobe den Herren“.

Der obere Bereich wird links und rechts jeweils durch eine plastisch-figürliche Zweier-Personengruppe flankiert.
- Auf der linken Seite befindet sich (außen) ein hölzernes Tutemännchen, daneben eine Frau. Zu jeder vollen Stunde „trompetet“ der Tutemann die jeweilige Stunde in sein Horn; im Inneren der Uhr erklingt sodann eine Holzpfeife. Die Frau zu seiner Seite löst dabei einen Glockenschlag (Stundenschlag) aus.
- Die Personengruppe auf der rechten Seite wurde erst im Jahre 1696 hinzugefügt. Sie zeigt (zur Innenseite hin) eine Darstellung des Todes und daneben (nach außen hin) den Zeitgott Chronos. Jeweils viertelstündlich löst der Tod einen Glockenschlag, während der Zeitgott Chronos dazu eine Sanduhr umdreht.

#### Astrolabium

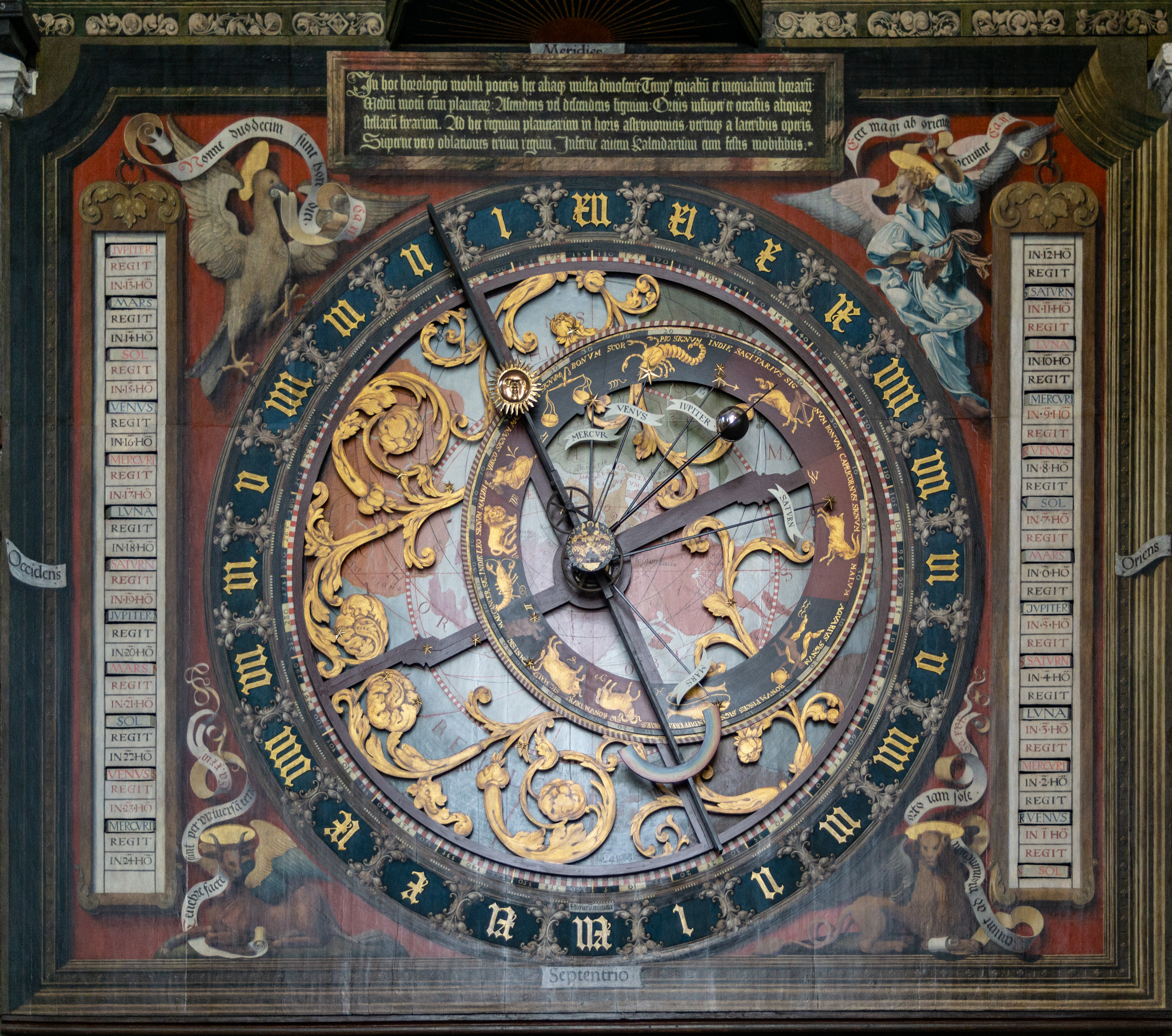
Astrolabium

Im mittleren Bereich der Uhr befindet sich ein Astrolabium mit der „eigentlichen“ Uhr, das die Mondphasen und Planetenstellungen anzeigt.
- Die oberhalb der Uhrscheibe befindliche lateinische Inschrift („In hoc horologio mobili poteris haec aliaque multa dignoscere:…“) weist auf die wichtigsten Funktionen der Uhr hin. Die Übersetzung lautet:

Auf dieser beweglichen Uhr kann man dies sowie vieles andere ablesen: Die Zeit der gleichen und ungleichen Stunden; den mittleren Gang der Planeten; das aufsteigende oder absteigende Tierkreiszeichen, überdies die Aufgänge und Untergänge einiger Fixsterne. Ferner auf beiden Seiten des Werkes die Herrschaft der Planeten in den astronomischen Stunden. Oben den Opfergang der drei Könige, unten das Kalendarium mit den beweglichen Festen.
- In den Zwickeln der gewaltigen Uhrscheibe befinden sich Darstellungen der vier Evangelisten – anstelle der bei vielen anderen astronomischen Uhren üblichen Darstellungen der vier „Weltweisen“.
- Flankiert wird die Uhrscheibe links und rechts durch zwei Planetentafeln, die die Temporalstunden für die Morgenstunden (auf der rechten Seite, im Osten) und für die Stunden von der Tagesmitte bis Sonnenuntergang (auf der linken Seite, im Westen) anzeigen.

#### Kalendarium

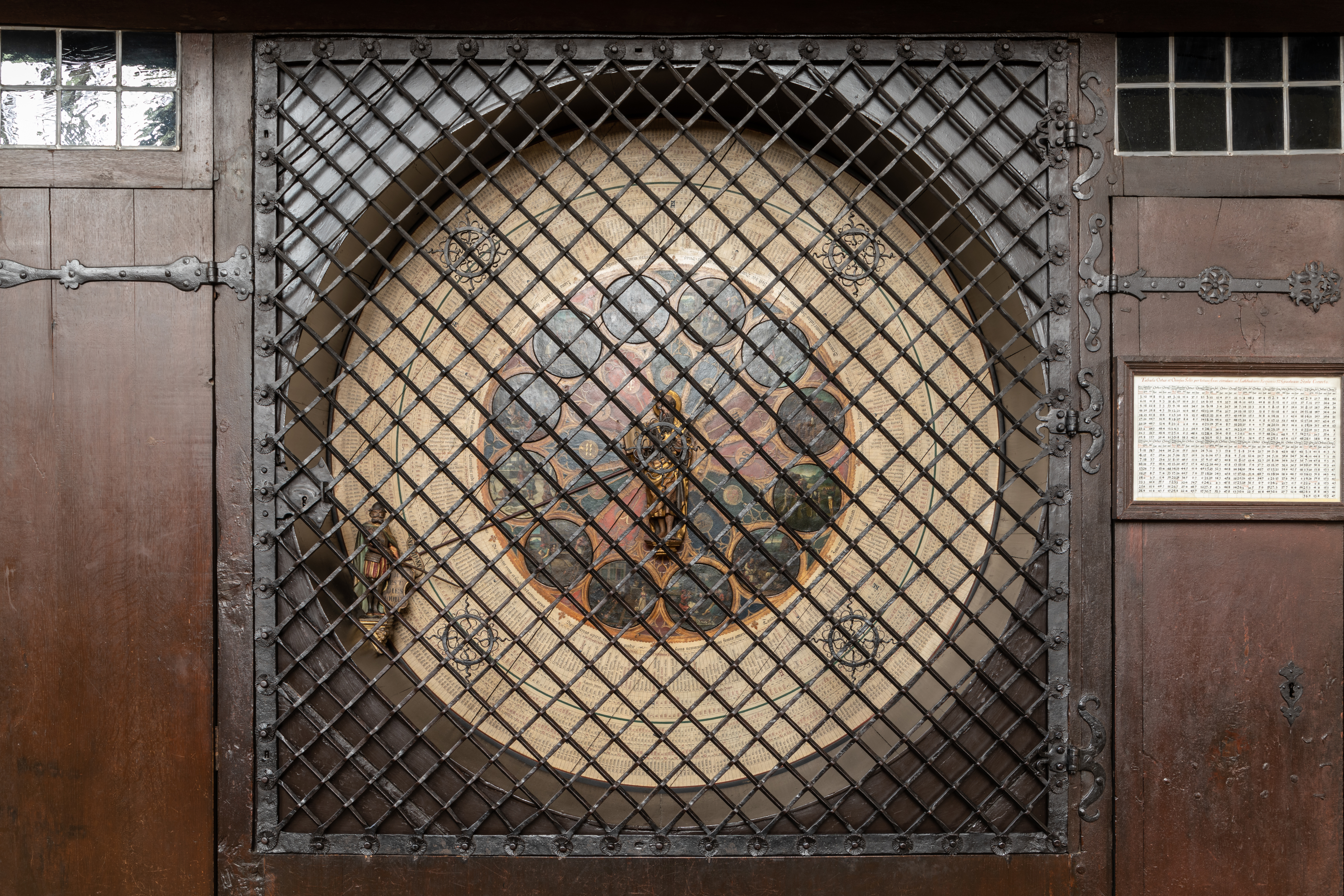
Kalendarium (Foto: 2019)

Im unteren Bereich befindet sich ein Kalendarium, das durch ein spätgotisches Gitter geschützt ist. Es handelt sich dabei um einen ewigen Kalender, der für die Jahre 1540 bis 2071 eingerichtet ist. Durch diesen Zeitraum wird eine 532 Jahre umfassende, sogenannte Dionysische Ära dargestellt, nach deren Ablauf alle Angaben über den 19-jährigen Mond- und 28-jährigen Sonnenzyklus wieder an demselben Monats- und Wochentag eintreffen, wie im ersten Jahr der 532-jährigen Periode (1540).
Die Kalenderscheibe ist wiederum dreigeteilt.
- Im inneren Kreis (innere Anzeigezone) befinden sich zwölf lateinische Kalenderverse mit einem entsprechenden Monatsbild.
- Die Angaben im anschließenden Ring (mittlere Anzeigezone) betreffen die Tage eines Jahres. Die Anzeigezone ist damit in 365 Felder aufgeteilt. Nachts dreht sich die Kalenderscheibe um einen Tag weiter und wird in Schaltjahren einen Tag angehalten. In diesem Ring werden die Monatsdaten nach heutiger Zählweise und die Tagesbuchstaben genannt, sowie die Tage nach römischer Art (Kalenden, Nonen, Iden) aufgezählt, und die Monatsnamen, die unbeweglichen Feste und die Osterbuchstaben angezeigt.
- Der äußere Ring (äußere Anzeigezone) enthält Angaben zu der 532 Jahre umfassenden, sogenannten Dionysischen Ära. Dargestellt ist die jeweilige Jahreszahl des Zeitraumes von 1540 bis 2071; außerdem befinden sich dort Angaben zum jeweiligen Ostertermin, sowie weitere Angaben (goldene Zahl, Sonntagsbuchstaben in zwei Kreisen, das Intervallum in zwei Kreisen und die Indiktionen).

## Domschatz
Der Domschatz des St.-Paulus-Doms, wurde von 1981 bis 2017 in der nördlich des Kreuzgangs angebauten Domkammer ausgestellt und erschloss über 700 Exponate sakraler Kunst von der Zeit der Karolinger (um das Jahr 800) bis ins 20. Jahrhundert, insbesondere Goldschmiedearbeiten und Textilien aus der Romanik, der Gotik und dem Barock. Die Ausstellung erstreckte sich über drei Ebenen. Sie hatte durchschnittlich 16.000 Besucher jährlich. Auf der untersten Ebene wurden vor allem historische Paramente und liturgisches Gerät gezeigt: Zwei Kaseln (Messgewänder) aus dem 14. Jahrhundert, Gewänder der Spätgotik aus italienischem Seiden-Samt- und Goldbrokat und Kaseln aus Goldbrokat, die von der Kaiserin Maria Theresia gestiftet wurden (ihr Sohn Maximilian Franz von Österreich war von 1784 bis 1801 Fürstbischof von Münster). Die mittlere Ebene enthielt die bedeutendsten Stücke des Domschatzes: ehemalige Ausstattungselemente des Doms, wie die sogenannten „sprechenden Reliquiare“, sowie einen Bilderzyklus Hermann tom Rings, Reste des Lettners Brabenders und eine Reihe monumentaler Reliefs Gröningers. Die oberste Ebene ermöglichte anhand ausgesuchter Beispiele einen Rundgang durch die am Dom zu findenden kunstgeschichtlichen Epochen. Ein Teil der liturgischen Gegenstände wird bei besonderen Gelegenheiten im Gottesdienst verwendet, darunter ein Antependium aus dem 17. Jahrhundert, das die Advokationen der Muttergottes in den Bildern der Lauretanischen Litanei zeigt. Seit dem 2. Juli 2017 ist die Domkammer geschlossen, viele Exponate an Museen verliehen oder eingelagert.

### Redende Reliquiare
Auf der mittleren Ebene wurden insbesondere sprechende Reliquiare ausgestellt, die durch ihre Gestaltung zum Ausdruck bringen, welche Reliquie sie umschließen.
- Das Pauluskopfreliquiar, das um das Jahr 1040 entstand, ist eines der ältesten erhaltenen Bildnisreliquiare und das früheste, ganz in Gold ausgeführte Kopfreliquiar des gesamten Abendlandes. Es enthält einen Teil der Schädelkalotte des Apostels Paulus von Tarsus.
- Außerdem befindet sich im Domschatz ein weiteres Kopfreliquiar des Hl. Paulus aus Silber. Es entstand in Münster um das Jahr 1380. Das Antlitz ist in der seit der Spätantike üblichen Kopfform des Heiligen mit hoher, kahler Stirn, strähnigen Haaren und zweigeteilten Bart gearbeitet. Im Sockel der Büste, der mit Edelsteinen verziert ist, befindet sich eine Agraffe mit Christusmonogramm.
- Das Armreliquiar der Hl. Felicitas stammt aus der Zeit um das Jahr 1260 und wurde in Münster geschaffen. Es umschließt einen Unterarmknochen der Hl. Felicitas. Der silberne Arm ist mit reichhaltig verzierten und mit Edelsteinen besetzten Reifen geschmückt.
- Die Büste des Propheten Philon von Alexandria entstand um das Jahr 1390. Sie ist eine der bedeutenden 14 Reliquienbüsten aus dem barocken Hochaltar des Doms und zählt zu den größten Kostbarkeiten in europäischen Sammlungen. Das Antlitz des Propheten ist markant durchgebildet. Auf Brusthöhe befindet sich eine große Kristallscheibe, hinter der sich Reliquien der Hl. Walburgis und des Hl. Vincenz befinden. Dies lässt sich auf dem Pergamentstreifen ablesen, die der Prophet in seinen Händen hält.

#### Weitere Gegenstände
Weitere beachtenswerte Ausstattungsgegenstände sind
- ein goldenes Reliquienkreuz (um 1090, Münster), ein Altarkreuz auf einem iranischen Bergkristallfuß in Form einer Schachfigur; es ist als Gemmenkreuz mit verschiedenfarbigen Steinen reich verziert;
- der Kokosnußpokal aus der Zeit um 1230.
- das Hunde-Aquamanile aus dem 13. Jahrhundert, ein goldenes Gießgefäß in der Form eines Hundes, das zur Handwaschung des Priesters in der Liturgie diente; der Hund, als treuer Genosse des Menschen, symbolisiert die Wachsamkeit des Glaubens;
- das sog. Weibermachtreliquiar aus Elfenbein (Münster, um 1370/80), auf dem u. a. dargestellt ist, wie Phyllis, die Geliebte des jungen Alexander des Großen, den Philosophen Aristoteles dazu bringt, ihr als Reittier zu dienen;
- eine Skulptur des dornengekrönten und gegeißelten Christus (sog. Elendschristus) aus Baumberger Sandstein, entstanden in der Zeit um 1470/1480,
- eine Hostienmonstranz aus dem 15. Jahrhundert,
- der Aufsatz des ehemaligen Johannesaltars, geschaffen von Kilian Wegeworth (Münster, 1537); der Altar zeigt auf einer Bühnenarchitektur Christus mit der Weltkugel, flankiert von Johannes dem Täufer und Johannes Evangelist.
- der sog. Horstmarer Pauluspokal, der 1651 von dem Goldschmied Johan Meiners (Coesfeld) geschaffen wurde; es handelt sich dabei um einen großen Doppelpokal, der von einer Paulusfigur (dem Bistumspatron) bekrönt ist; auf den Seitenflächen des Pokals ist eine Karte mit allen Orten des ehemaligen Hochstifts Münster eingraviert. Der Pokal lässt sich in der Mitte öffnen und diente vermutlich zur Hand- und Fußwaschung in der Oster-Liturgie.

## Orgeln und Dommusik
Der Dom hat drei Orgeln:

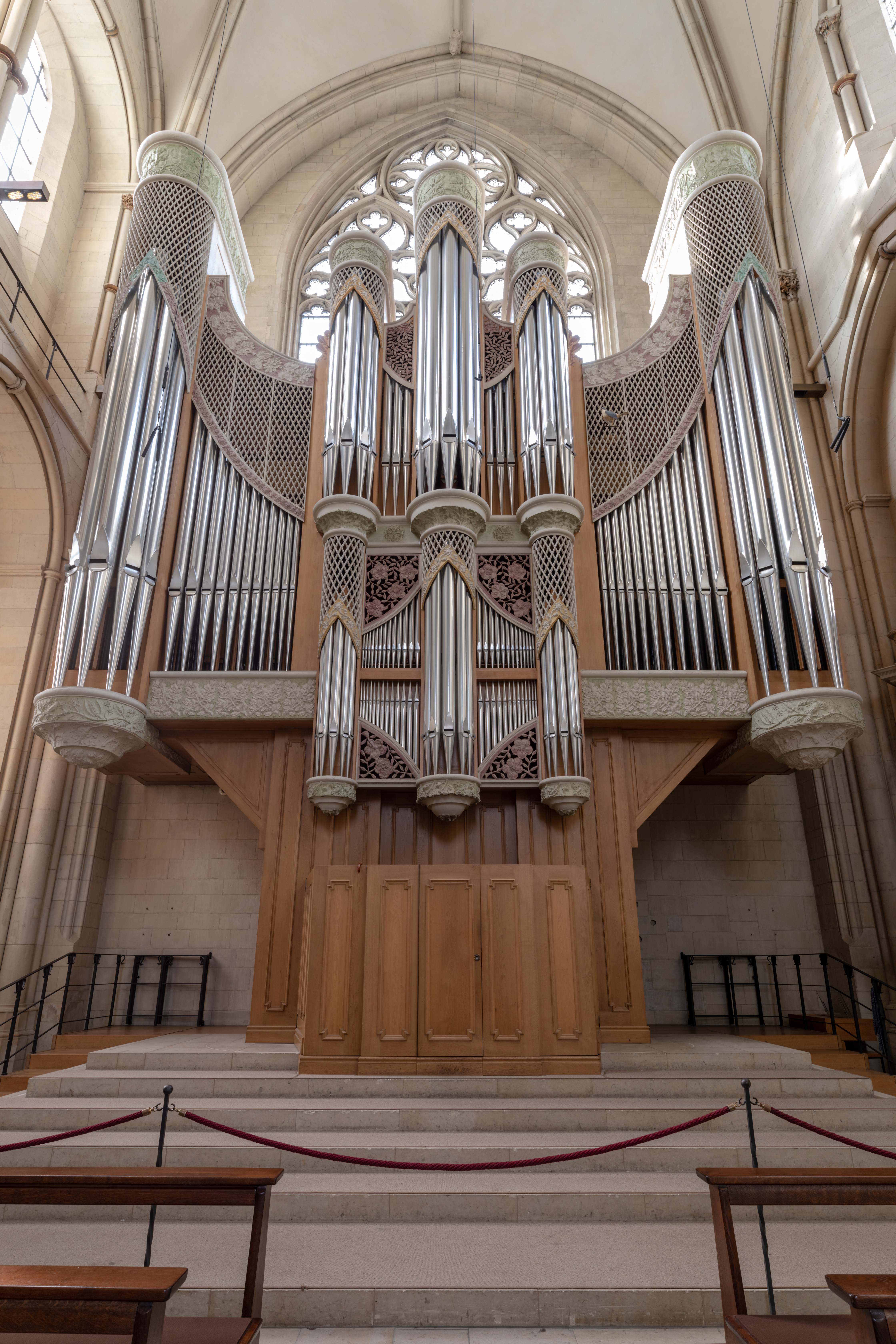
Domorgel im Johanneschor (Ostquerschiff, Foto: 2019)

- Die Hauptorgel steht im Ostquerhaus (Johannischor). Das Pfeifenwerk stammt weitgehend aus der Orgel, die 1956 von Hans Klais erbaut und in einer Orgelnische über dem Kapitelsaal (T), seitlich des Stephanschores (nördliches Querschiff) aufgestellt wurde. 1987 hat man das Instrument abgebaut und mit geringfügig geänderter Disposition in einem neuen Gehäuse vor dem Südfenster des östlichen Querschiffs aufgestellt. Die Disposition wurde zuletzt im Jahre 2002 geringfügig geändert.
- In der oberen Kapelle des Nordturmes befindet sich seit dem Jahre 2002 ein Turmwerk. Es hat seit einer Erweiterung im Jahr 2014 heute 19 Manual- und Pedalregister und dient dazu, den hinteren Bereich (Westwerk) des Doms zu beschallen. Das Turmwerk hat keine Spielanlage, sondern wird vom Spieltisch der Hauptorgel angesteuert. Das Werk ist ähnlich einem Hauptwerk disponiert und enthält ein Hochdruckregister „Tuba episcopalis“ in 8′-Lage, mit Extensionen (16′- und 4′-Lage).
- Im Westchor befindet sich das sogenannte Lettner-Positiv. Es handelt sich dabei um ein kleines Orgelpositiv aus dem 17. Jahrhundert, das ursprünglich auf dem Lettner stand. Es wurde im Jahr 2009 umfassend restauriert bzw. erneuert. Das Instrument dient heute der Begleitung der gesungenen Vesper.

Domorganist ist seit 2003 Thomas Schmitz. Zu seinen Vorgängern als Domorganisten zählen u. a. Ekkehard Stier (von 1997 bis 2003), Domvikar Hans Ossing (von 1974 bis 1997), der maßgeblich an der Konzeption der 1987 fertiggestellten Domorgel beteiligt war, sowie Heinrich Stockhorst (von 1950 bis 1973).
Am St.-Paulus-Dom sind mehrere Chöre aktiv: Der Domchor St. Paulus Münster, der Mädchenchor am Dom zu Münster und die Capella Ludgeriana, der Knabenchor am Dom zu Münster. Teile der Chöre bilden die beiden Gregorianikscholen: die Hildegardisschola und die Schola Ludgeriana. Die Leitung des Domchores (Erwachsenenchor), der Capella und der Schola Ludgeriana liegt seit August 2015 bei Domkapellmeister Alexander Lauer. Domkantorin am Hohen Dom zu Münster ist seit 2006 Verena Schürmann.

## Glocken

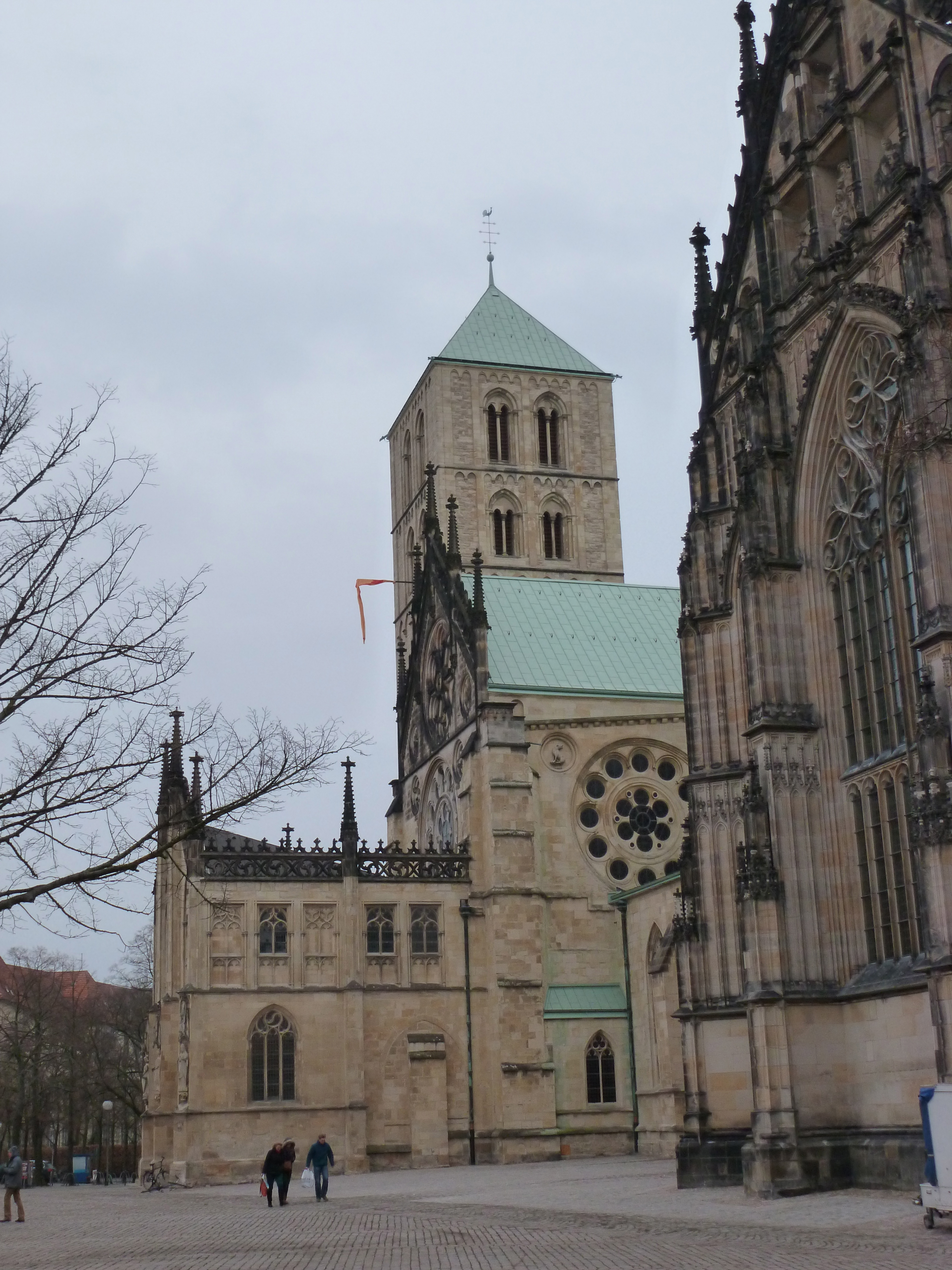
Südturm; der Glockenstuhl steht in den beiden obersten Ebenen

Zu Beginn des 20. Jahrhunderts befand sich im Südturm des Doms eines der bedeutendsten Geläute Westfalens.
- Das Hauptgeläut bildeten sechs (große) Glocken, mit den Schlagtönen g0, a0, c1, d1, f1 und g1. Es handelte sich dabei z. T. um sehr alte und wertvolle Glocken: zwei Klangkörper stammten aus dem Jahr der Domweihe (1264), die anderen Glocken aus den Jahren 1675, 1856, 1890 und 1911.
- Drei kleine Glocken aus den Jahren 1538 und 1683 bildeten die Klangkrone. Sie hatten die Schlagtöne h1, d2 und fis2 und wurden als „Englische“ Jagd bezeichnet, weil sie „in rascher Folge als jagende Melodie gebeiert“ wurden.[69]

1917 wurde die Marienglocke von 1890 (Schlagton d1) zu Kriegszwecken beschlagnahmt. Im März 1945 brannte der Turm aus, wobei alle (verbliebenen) Glocken zerstört wurden, einschließlich der beiden Uhrglocken, von denen eine aus dem 14. Jahrhundert stammte.

### Geläut im Südturm

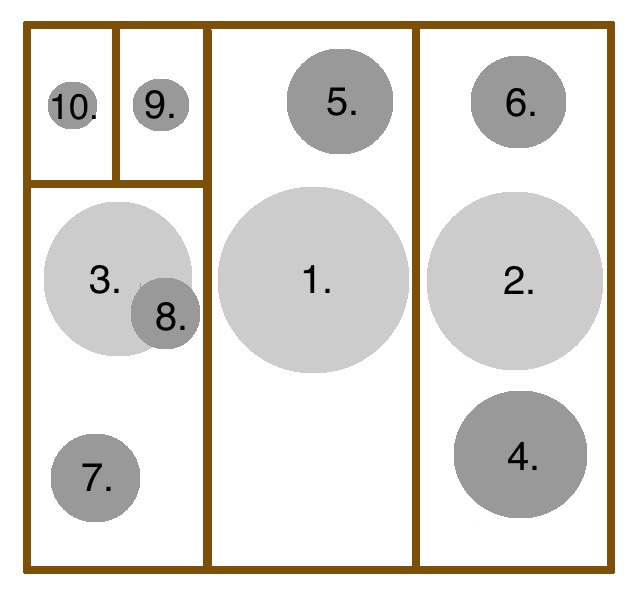
Hängung der Domglocken (Draufsicht, tontiefste sind hellgrau)

Im Südturm hängen heute zehn Läuteglocken. Eine davon, die Ludgerusglocke, wurde 1526 von Wolter Westerhues, einem Schüler von Gerhard van Wou, gegossen. Die Glocke hing ursprünglich in der Pfarrkirche St. Ludgerus zu Schermbeck und wurde 1954 an den Dom verkauft. Die anderen neun Glocken wurden 1956 von der Glockengießerei Feldmann & Marschel in Münster als deren größtes Geläut gegossen.
Beim Guss der neun neuen Glocken im Jahre 1956 sollte an sich das ursprüngliche Klangbild wiederhergestellt werden und durch einen zehnten Klangkörper, als tontiefsten (Schlagton f0) ergänzt werden. Allerdings kamen sechs Glocken verstimmt aus dem Guss. Trotz dieses Umstandes wurden die Glocken am 29. September 1956 geweiht und aufgehängt. Erst 1979 wurden die betroffenen Glocken tiefer gestimmt, nachdem sich der zuständige Glockensachverständige dafür eingesetzt hatte. Diese Tonkorrektur richtete sich nach den drei größten Glocken, die als einzige tonlich stimmig waren. In diesem Zusammenhang bewilligte das Landesdenkmalamt eine weitere Nachstimmung der historischen Ludgerusglocke; sie war bereits im Jahre 1956 von Feldmann & Marschel klanglich korrigiert worden.
Bis 2011 hingen die Domglocken in einem stählernen Glockenstuhl. Im Zuge der Domsanierung 2011/2012 wurde dieser Glockenstuhl durch einen neuen Glockenstuhl aus Eichenholz ersetzt, um insbesondere eine weichere Klangentfaltung des Geläutes zu ermöglichen; der neue Glockenstuhl besteht aus 24 Kubikmetern Holz, sein Unterbau zur Lastenverteilung wiegt sechs Tonnen. Außerdem wurden die Elektroinstallation erneuert und die Läutemotoren ersetzt und jede Glocke mit einem elektronisch steuerbaren Schlaghammer ausgestattet.
Die Glocken hängen verteilt auf zwei Ebenen des Glockenstuhls, auf 34 bzw. 37 Metern Höhe: Auf der unteren Ebene hängen die drei tontiefsten Glocken, darüber die restlichen Glocken.
Der neue Glockenstuhl bietet – auf der oberen Ebene, im mittleren Joch – Platz für eine Erweiterung des Geläutes in den Klanglücken (Glocken 4+5: cis1/e1; Glocken 7+8: gis1/h1; Glocken 9+10: cis2/e2) zu tonleiterartigen Tonfolgen. Es kämen in der Tonfolge Halbtonschritte hinzu (z. B. dis1/e1, gis1/a1, dis2/e2), die dem Gesamtgeläut, wie bei dem Geläut des Domes zu Fulda, einen unverwechselbaren Charakter gäbe.
| Nr. | Name      | Gussjahr | Gießer, Gussort              | Durchmesser | Masse   | Nominal (HT-1⁄16) * | Läuteanlass (solistisch)                                                                                    |
| --- | --------- | -------- | ---------------------------- | ----------- | ------- | ------------------- | --- |
| 1   | Kardinal  | 1956     | Feldmann & Marschel, Münster | 2267 mm     | 7604 kg | fis0 −7             | Wandlung (Hochfeste 1. Ord./Primiz), Tod Papst/Bischof                                                      |
| 2   | Bernardus | 1956     | Feldmann & Marschel, Münster | 1983 mm     | 4490 kg | gis0 −7             | Wandlung (Hochfeste 2. Ord.), Tod Weihbischof                                                               |
| 3   | Paulus    | 1956     | Feldmann & Marschel, Münster | 1675 mm     | 2940 kg | h0 −6               | Wandlung (Sonntage/übr. Anlässe), Tod Domkapitular                                                          |
| 4   | Petrus    | 1956     | Feldmann & Marschel, Münster | 1469 mm     | 2036 kg | cis1 −7 [+2]0       | Tod Gemeindeangehöriger                                                                                     |
| 5   | Ludgerus  | 1526     | Wolter Westerhues            | 1141 mm     | 1000 kg | e1 −5 [+4]0         | Werktagsmesse Advent/Fastenzeit, Fastenpredigt                                                              |
| 6   | Andreas   | 1956     | Feldmann & Marschel, Münster | 1074 mm     | 0790 kg | fis1 −5 [+1]0       | Angelusläuten um 7/12/18 Uhr, Vesper Advent/Fastenzeit                                                      |
| 7   | Maria     | 1956     | Feldmann & Marschel, Münster | 0959 mm     | 0535 kg | gis1 −4 [−1]0       | Vesper der Klarissen Advent/Fastenzeit                                                                      |
| 8   | Michael   | 1956     | Feldmann & Marschel, Münster | 0835 mm     | 0363 kg | h1 −3 [±0]0         | Glocken 8–10 gemeinsam als Englische Jagd: Segen Ewiges Gebet / Vierzigstündiges Gebet, Sakramentaler Segen |
| 9   | Gabriel   | 1956     | Feldmann & Marschel, Münster | 0712 mm     | 0213 kg | cis2 −3 [±0]0       | Glocken 8–10 gemeinsam als Englische Jagd: Segen Ewiges Gebet / Vierzigstündiges Gebet, Sakramentaler Segen |
| 10  | Raphael   | 1956     | Feldmann & Marschel, Münster | 0578 mm     | 0120 kg | e2 −2 [−1]0         | Glocken 8–10 gemeinsam als Englische Jagd: Segen Ewiges Gebet / Vierzigstündiges Gebet, Sakramentaler Segen |
* [mit Tonkorrektur]

### Uhrenglocken im Dachreiter

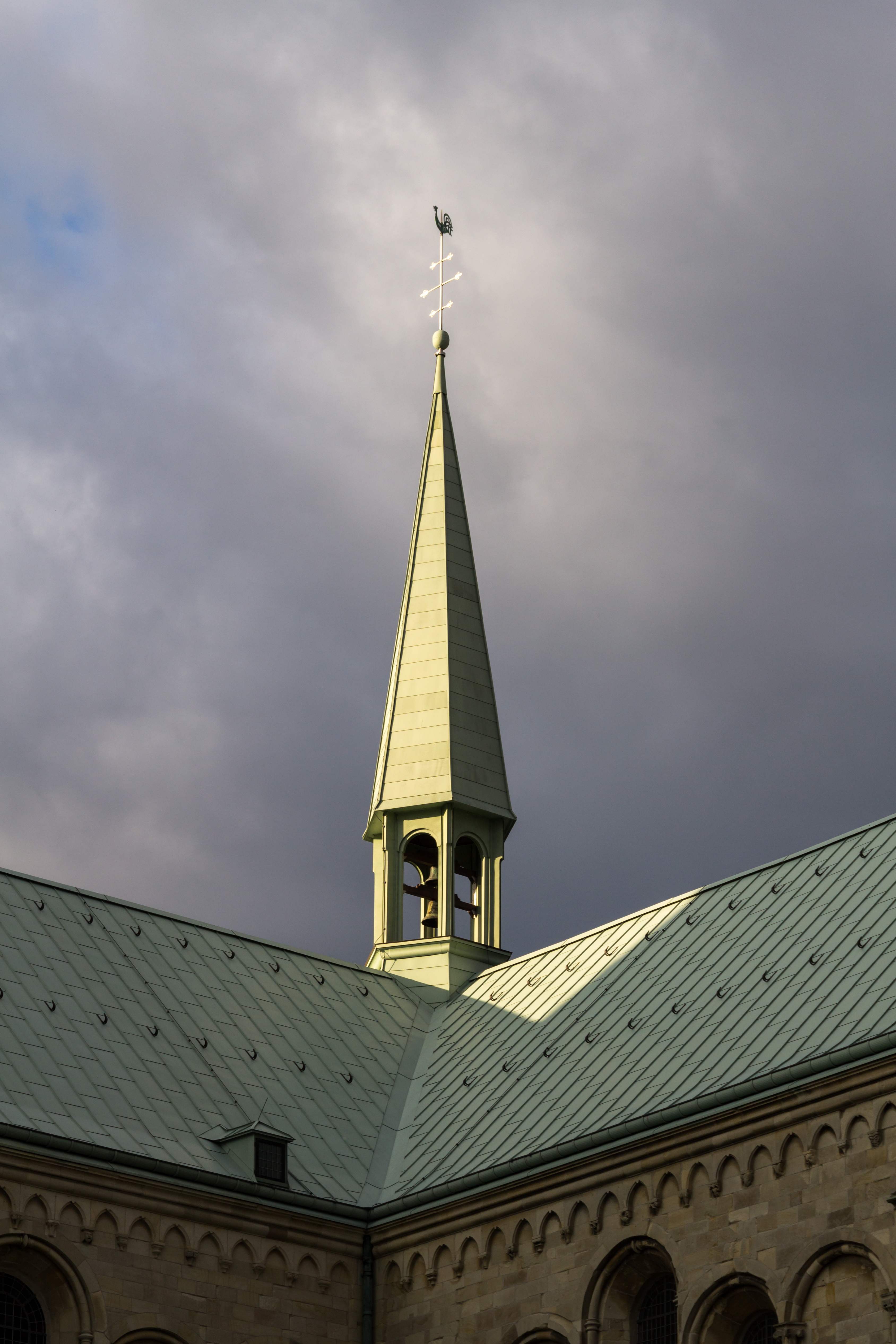
Blick auf den Dachreiter

Im Dachreiter auf der Vierung befinden sich zwei Glocken aus der Barockzeit, die nach dem Krieg erworben wurden. Sie dienen dem Stunden- und Viertelstundenschlag. Das Uhrwerk wird von der Astronomischen Uhr gesteuert.
| Nr. | Name | Gussjahr | Gießer, Gussort                     | Ø (mm) | Masse (kg) | Nominal (HT-1/16) | Funktion       |
| --- | ---- | -------- | ----------------------------------- | ------ | ---------- | ----------------- | -------------- |
| I   |      | 1766     | Christian August Becker, Hildesheim | 600    | 150        | g2 −1             | Volle Stunden  |
| II  |      | 1772     | unbekannt                           | 470    | 060        | a2 ±0             | Viertelstunden |